# Saint-Dié-des-Vosges
Cet article concerne la ville française. Pour le saint, voir Saint Dié.
Saint-Dié-des-Vosges (appelée Saint-Dié jusqu'en 1999, [sɛ̃dje], en vosgien de la montagne [sɛ̃diː]) est une commune française, chef-lieu du pays de la Déodatie et chef-lieu d’arrondissement du département des Vosges. Située dans la région historique et culturelle de Lorraine, la commune fait maintenant partie de la région administrative Grand Est. Ses habitants sont appelés les Déodatiens.
Chef-lieu d’un ban mérovingien sur un coude remarquable de la vallée de la Meurthe, la ville de Saint-Dié-des-Vosges s’est pérennisée par de prestigieux monastères et sanctuaires chrétiens, accueillant pèlerins et malades. Si au XIIe siècle, l’église Saint-Dié, érigée en chapitre et ses chanoines essaient de fonder une ville autour de leur collégiale et commencent à l’entourer de murailles et de tours, c’est au siècle suivant que la ville basse-lorraine naît véritablement par une association entre le duc de Lorraine et la collégiale.
C’est à Saint-Dié, au sein du gymnase vosgien, que fut publié en 1507 le planisphère de Waldseemüller qui contient la première mention du mot « America » (francisé en Amérique), nom donné en l’honneur de l’explorateur Amerigo Vespucci, sur une carte intitulée « Universalis Cosmographia ». C’est ainsi que la ville s’honore encore du titre de Marraine de l’Amérique.
Après l’incendie du 27 juillet 1757 au centre-ville, la grand’rue est reconstruite sous Stanislas, duc de Lorraine à titre viager. Un urbanisme français rectiligne promeut artères et ponts, ainsi la rue Stanislas, la rue des Trois-Villes, le Grand Pont… La ville se développe avec la route des autorités françaises. Centre de subdélégation, elle rassemble administrations forestières, justices et surtout évêché érigé en 1777.
La commune a connu un essor industriel entre 1830 et 1890. Elle est connue pour sa braderie à la fin septembre, héritière de ses foires d’automne. Le Festival international de géographie a été fondé en 1989 par une association privée, présidée par le maire. Il s’agit de fêter début octobre la discipline « géographie » avec salons, conférences, manifestations et des prix de reconnaissance, en particulier le prix Vautrin-Lud couronnant une carrière de chercheur et des classements de participation à l’exposition des posters scientifiques.
La ville tient son nom du chrétien saint Dié, fondateur de ban et moine chorévêque de rite colombanien (de saint Colomban, moine irlandais), dénommé en latin Deodatus, en français Déodat ou Dieudonné, abrégé par l’usage en Dié. La base latine persiste dans le gentilé. Longtemps dénommée Saint-Dié, la commune a pris officiellement son nom actuel de Saint-Dié-des-Vosges, parfois abrégé par l’acronyme SDDV, à compter du 29 décembre 1999. L’ancien nom, plus court, est encore employé. On peut aussi faire remonter l'appellation du toponyme de Saint-Dié avec les Vosges, à la plus ancienne charte de Charlemagne, rédigée à Aix-la-Chapelle le 13 janvier 769, dans laquelle le toponyme de Saint-Dié en latin est suivi de la mention infra Vosago silva.

## Géographie

### Localisation
La ville de Saint-Dié-des-Vosges se situe dans la vallée alluviale de la Meurthe,, entre Sainte-Marguerite en amont et en aval Saint-Michel-sur-Meurthe en rive gauche, La Voivre en rive droite.
La ville s’est développée entre les jonctions de la Meurthe en amont avec la rivière de la Fave, venant de Remomeix et en aval, avec le Taintroué, ruisseau de la vallée de Taintrux passant par Rougiville.
Sur les premières collines de l’Ormont la commune jouxte Nayemont-les-Fosses puis, au-delà de la chaîne de l’Ormont, Ban-de-Sapt et Saint-Jean-d'Ormont et, encore plus à l’ouest, Denipaire et Hurbache.
Aux sommets de la Madeleine, elle rejoint la forêt de Mortagne.
Le Kemberg et ses abords sont partagés avec Taintrux et Saulcy-sur-Meurthe.

### Communes limitrophes
Les communes limitrophes sont Denipaire, Ban-de-Sapt, Hurbache, Mortagne, Nayemont-les-Fosses, Saint-Jean-d'Ormont, Sainte-Marguerite, Saint-Michel-sur-Meurthe, Saulcy-sur-Meurthe, Taintrux et La Voivre.
| La Voivre Saint-Michel-sur-Meurthe | Hurbache Denipaire   | Saint-Jean-d'Ormont Ban-de-Sapt |
| Mortagne                           | Saint-Dié-des-Vosges | Nayemont-les-Fosses             |
| Taintrux                           | Saulcy-sur-Meurthe   | Sainte-Marguerite               |

### Géologie et relief

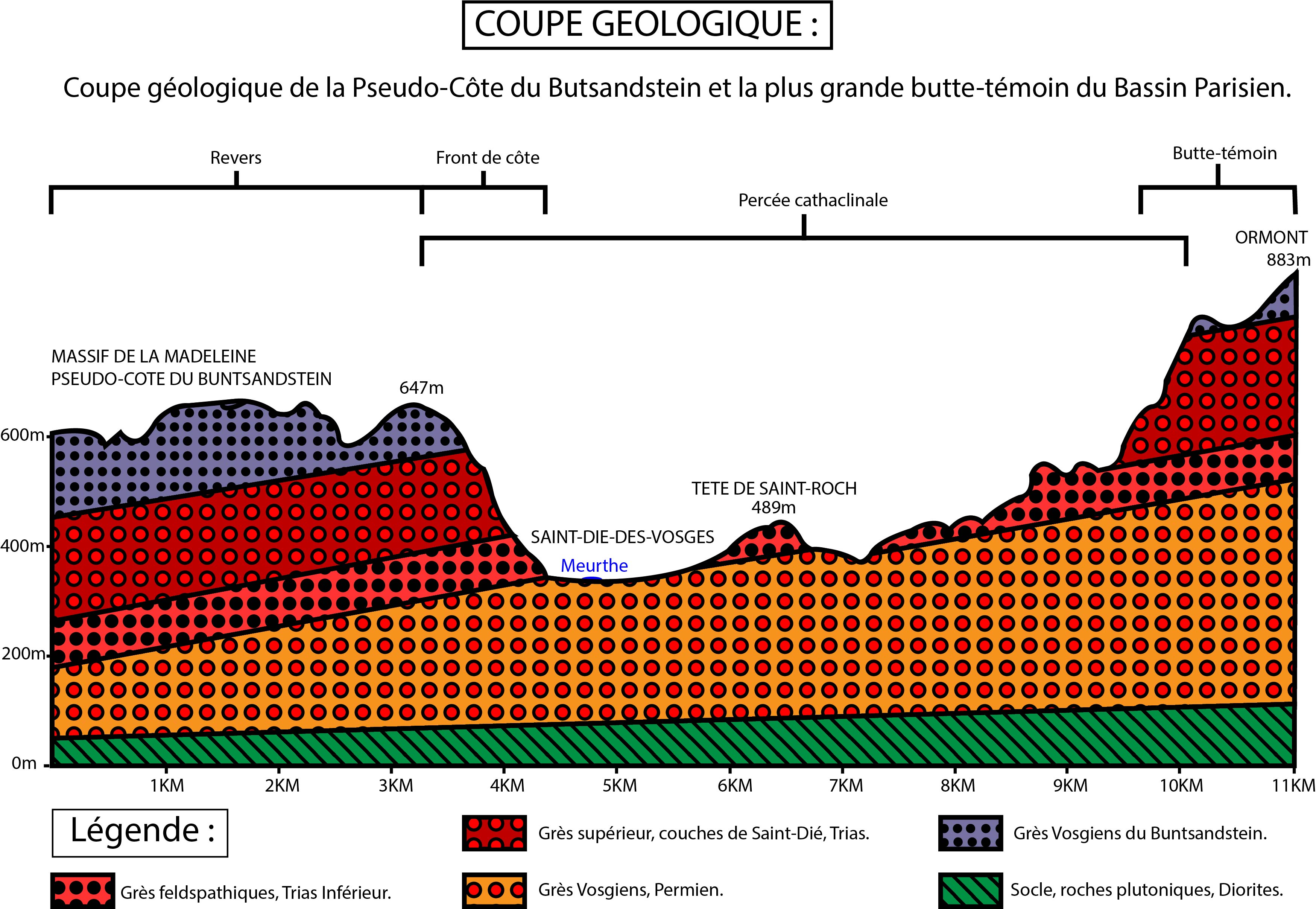
Coupe géologique du massif de la Madeleine et de l'Ormont.

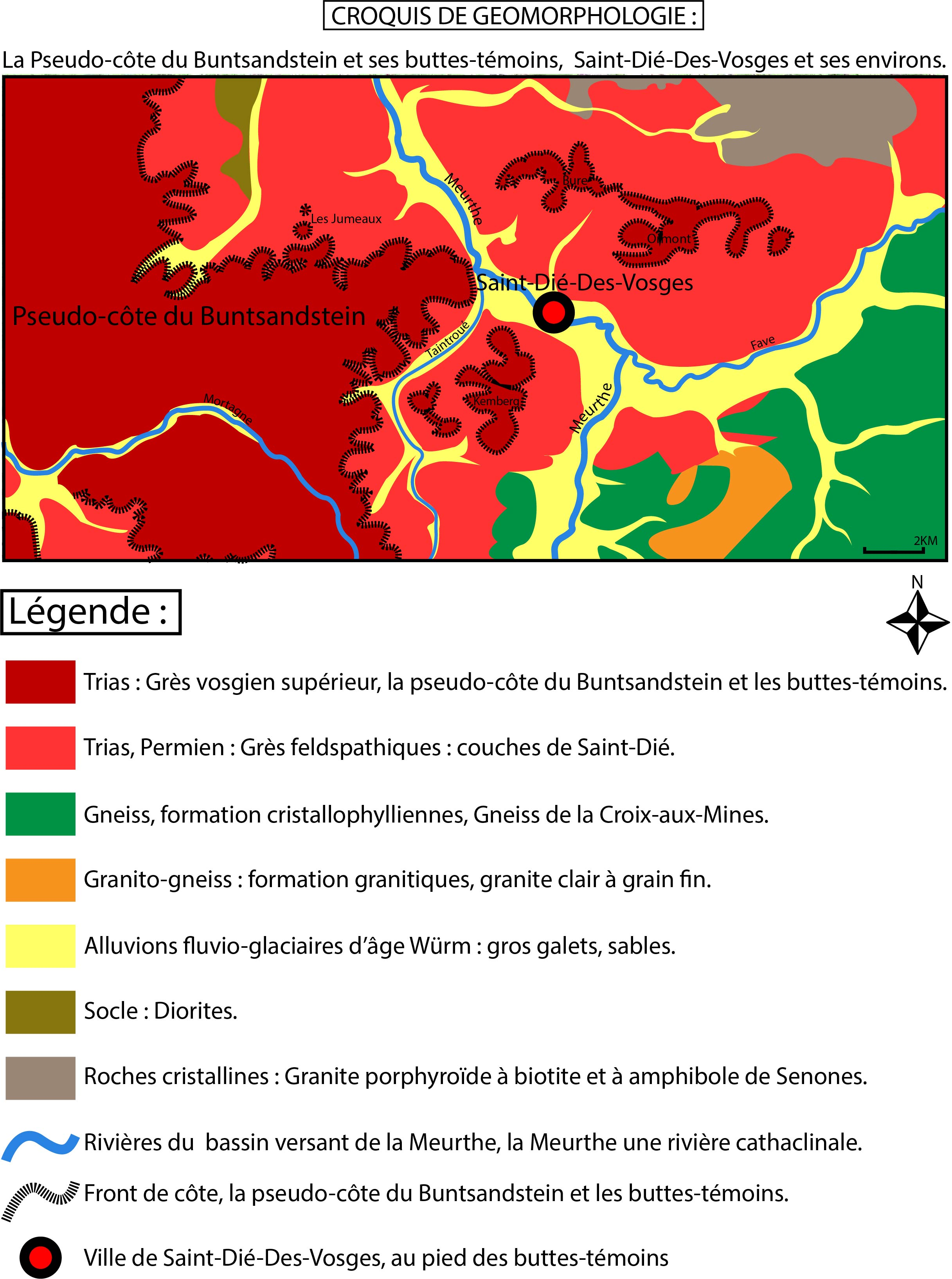
Carte géologique du bassin de Saint-Dié-des-Vosges.

La commune de Saint-Dié-des-Vosges, d’une superficie de plus de 46 kilomètres carrés, s’étend principalement sur un bassin géologique permien, composée en alternance de couches de grès rouges -rotliegende sandstein des anciens géologues allemands- et de nappes d'argiles avec parfois de fines couches de dolomie, exceptionnellement de la fluorine. Ce sont plus souvent des roches détritiques à base calcaire, caractéristiques d’une transgression qui se remarquent. Les sommets au-delà d'altitudes variables suivant les massifs, de 550 mètres au nord-est à moins de 400 mètres au sud-ouest, appartiennent à l’époque triasique, c’est-à-dire au début de l’ère secondaire. La dépression est ainsi entourée de reliefs en grès rose chapeauté par du conglomérat sur l’Ormont et des couches compactes de grès bigarré, en haut des buttes massives du Kemberg au sud et de la Madeleine à l’ouest.
La commune se compose de 1 067,26 hectares de territoires artificialisés (23,07 %), 935,15 hectares de territoires agricoles (20,21 %), 2 597,38 hectares de forêts et milieux semi-naturels (56,14 %) et de 27,23 hectares de surfaces en eau (0,59 %).
Espaces naturels :
- Deux espaces protégés Natura 2000 :

Gîtes à chauves-souris autour de Saint-Dié,
Massif vosgien
- Cinq zones naturelles d'intérêt écologique, faunistique et floristique (Znieff) :

Massif vosgien,
Prairies de la Meurthe à Saint-Michel-sur-Meurthe,
La Madeleine à Saint-Dié-des-Vosges et le Bois de la famille à Taintrux,
Vallée de la Meurthe de la source à Nancy,
Forêt domaniale de Mortagne.
Hydrogéologie et climatologie : Système d’information pour la gestion des eaux souterraines du bassin Rhin-Meuse :
Territoire communal : occupation du sol (Corinne Land Cover), cours d'eau (BD Carthage) ;
Géologie : Carte géologique; Coupes géologiques et techniques ;
 Hydrogéologie : Masses d'eau souterraine; BD Lisa; Cartes piézométriques.

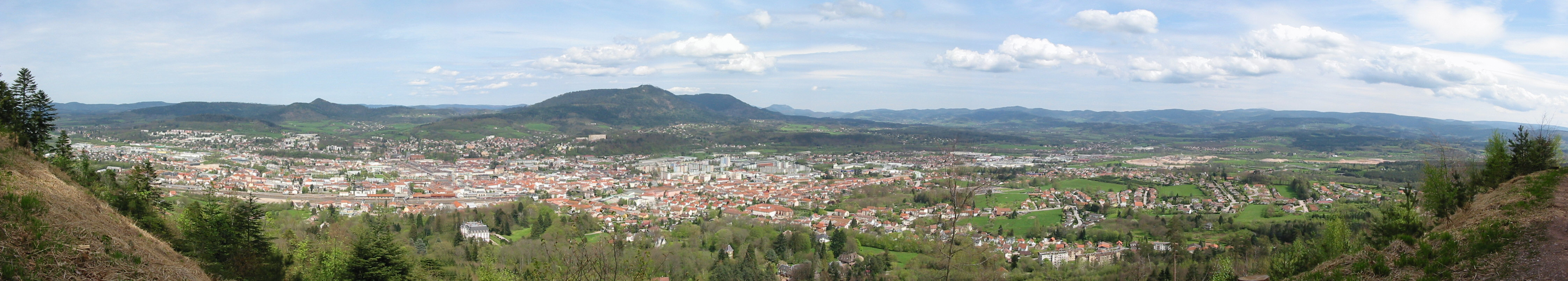
Panorama vu des hauteurs du Kemberg.

Au nord, derrière l’Ortimont et son sommet en grès vosgien à 469 mètres, une ligne de crête vers le nord-ouest d'abord plus basse surplombe un moutonnement de collines des couches permiennes entre Marzelay et Robache avant de s'élever sur le grès vosgien du Rittempierre culminant à 611 mètres et d'atteindre la roche des Corbeaux à 669 mètres. Ici, entre le col de la Crenée et le col du Bon Dieu est atteinte une ligne de crête différente et orientée en grès vosgien. À l'ouest s’évase la profonde cuvette du Bois de la Bure, formée en fer-à-cheval entre le Rittempierre et le petit plateau de la Bure se terminant par la Tête du Villé à 575 mètres, surplombant au sud la Pêcherie et à l'ouest le Villé. Un massif plus haut à l’est, aux formes ramifiées et effilées s’oriente au-delà du col des Raids de Robache et de l'Ortimont, promontoire arrondi de 571 mètres d'altitude. C’est l’Ormont dont la partie occidentale s'étend massive et haute avant de s'échancrer entre le Haut des Molières vers 600 mètres, la Roche du Chapeau à 769 mètres et la Roche des Fées à 751 mètres, points de vue de plus en plus au sud et ouverts. L'Ormont occidental et ses prolongements vers les anciens hauts fermages forment le pittoresque versant de la vallée du Robache et barrent la vue au nord-est de la ville de Saint-Dié. Le territoire communal s’échelonne de 310 m en fond de vallée à 891 m d’altitude, le point culminant sur l’Ormont sur la roche du Sapin Sec en conglomérat.
La géologie du bassin permien ne permet nullement de comprendre à la fois les grandes cassures tectoniques qui orientent le relief depuis l'ère tertiaire, dans les grandes lignes soit parallèlement soit perpendiculairement au graben ou fossé d'effondrement alsacien. Le bassin de Saint-Dié est une zone de subsidence importante qui a attiré depuis le Permien les flux d'eau temporaires ou permanents. Ses zones basses sont surtout caractérisées aujourd'hui par les apports alluviaux de la Meurthe et de la Fave, actuellement rivières modestes, mais aux puissants flots il y a plus de huit mille ans pendant les phases ou saisons de déglaciation des hauteurs vosgiennes. Les matériaux fluvio-glaciaires charriés et délaissés en terrasses successives ont été accumulés sur des hauteurs impressionnantes avant d'être déblayés ou érodés, ainsi il en reste les reliques que sont le Haut d'Anould au-dessus de Richardville, le soubassement de l'habitat de la Roche des Fées, le dessus de la côte Callot menant sous le quartier de l'Orme, le haut de la côte de l'hôpital et du bois de Grattain culminant au-dessus de l'héliport de l'hôpital à 421 m d'altitude, soit 80 m au-dessus de la Meurthe actuelle en contrebas.
La forêt communale était encore dans les années 1950 une des plus grandes de France. Les sentiers balisés par le Club vosgien peuvent suivre les sommets aux roches sculptées par l’érosion à mi-pente ou rester sur la ligne de faîte. De nombreux points de vue sont accessibles. Un belvédère aménagé, notamment visible de la gare, est celui de la roche Saint-Martin au début du massif du Kemberg.

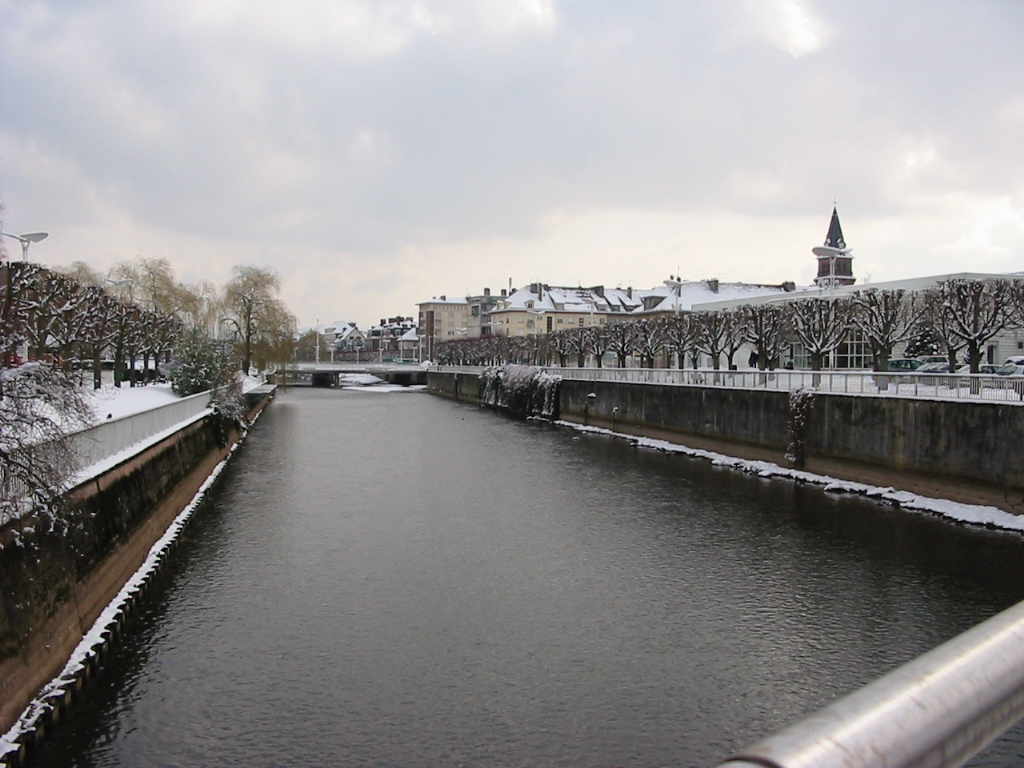
La Meurthe a vu se contraindre son capricieux parcours.

### Hydrographie
La commune est située dans le bassin versant du Rhin au sein du bassin Rhin-Meuse. Elle est drainée par la Meurthe, la Fave, le ruisseau le Taintroue, le ruisseau de Robache, la goutte Morelle, le ruisseau de Foucharupt, le ruisseau de Herbaville, le ruisseau de la Cense de Grandrupt, le ruisseau des Trois Scieries et le ruisseau du Bois de la Burre,.
La Meurthe, d'une longueur totale de 160,6 km, prend sa source dans la commune du Valtin et se jette dans la Moselle à Pompey, après avoir traversé 53 communes.
La Fave, d'une longueur totale de 22,2 km, prend sa source dans la commune de Lubine et se jette dans la Meurthe sur la commune, après avoir traversé onze communes.
Le Taintroué, d'une longueur totale de 14,5 km, prend sa source dans la commune de Saint-Léonard et se jette dans la Meurthe sur la commune, après avoir traversé trois communes.

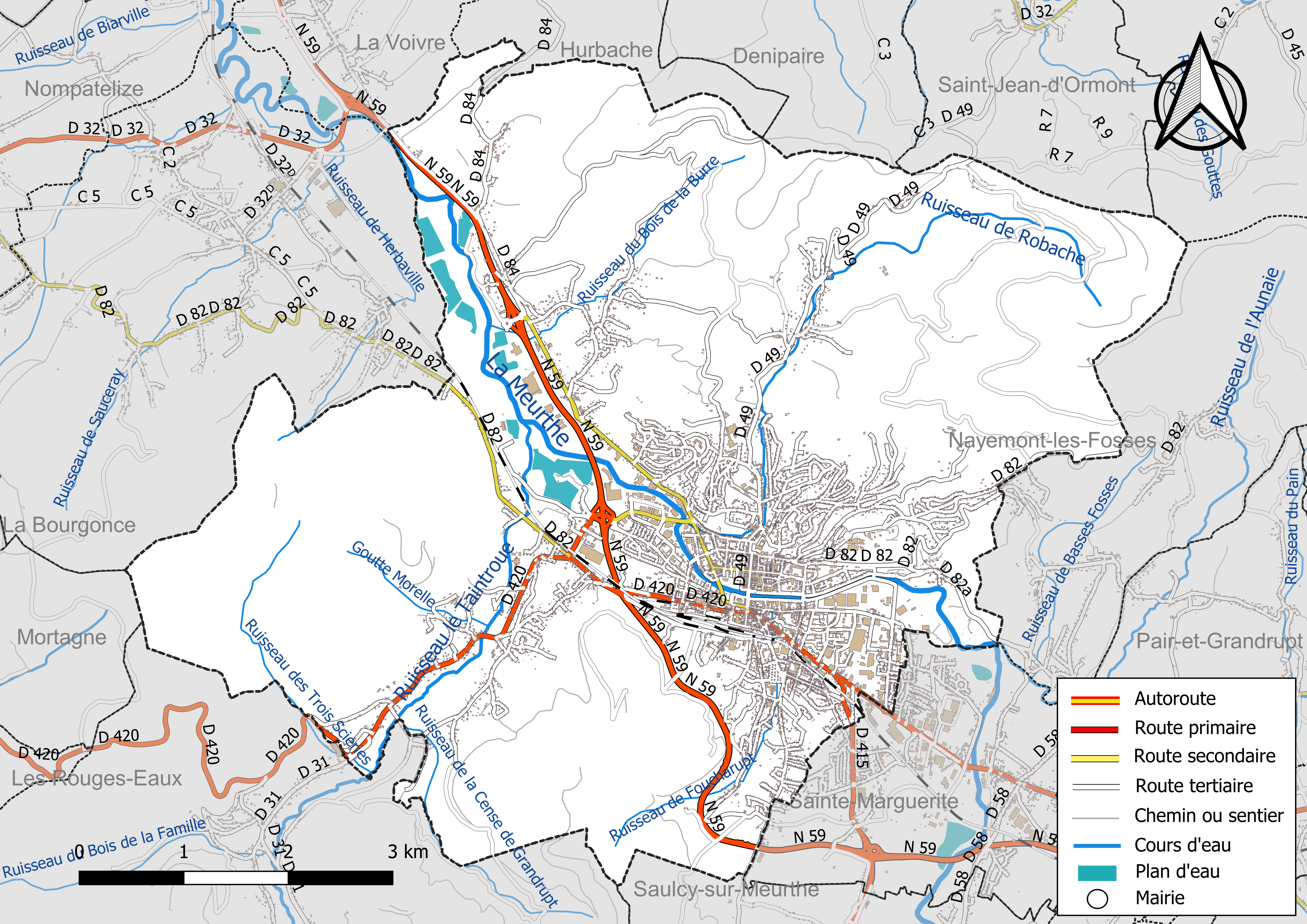
Réseaux hydrographique et routier de Saint-Dié-des-Vosges.

La qualité des eaux des cours d’eau peut être consultée sur un site dédié géré par les agences de l’eau et l’Agence française pour la biodiversité.

### Climat
Pour des articles plus généraux, voir Climat du Grand Est et Climat du département des Vosges.
En 2010, le climat de la commune est de type climat de montagne, selon une étude du Centre national de la recherche scientifique s'appuyant sur une série de données couvrant la période 1971-2000. En 2020, Météo-France publie une typologie des climats de la France métropolitaine dans laquelle la commune est exposée à un climat semi-continental et est dans la région climatique Vosges, caractérisée par une pluviométrie très élevée (1 500 à 2 000 mm/an) en toutes saisons et un hiver rude (moins de 1 °C).
Pour la période 1971-2000, la température annuelle moyenne est de 9,7 °C, avec une amplitude thermique annuelle de 17,1 °C. Le cumul annuel moyen de précipitations est de 1 218 mm, avec 13,2 jours de précipitations en janvier et 10,8 jours en juillet. Pour la période 1991-2020, la température moyenne annuelle observée sur la station météorologique de Météo-France la plus proche, « Ban-de-Sapt », sur la commune de Ban-de-Sapt à 8 km à vol d'oiseau, est de 10,3 °C et le cumul annuel moyen de précipitations est de 1 027,3 mm. 
La température maximale relevée sur cette station est de 36,9 °C, atteinte le 7 août 2015 ; la température minimale est de −17 °C, atteinte le 19 décembre 2009,,.
| Mois                                  | jan.           | fév.           | mars           | avril         | mai           | juin          | jui.          | août          | sep.         | oct.          | nov.          | déc.          | année     |
| ------------------------------------- | -------------- | -------------- | -------------- | ------------- | ------------- | ------------- | ------------- | ------------- | ------------ | ------------- | ------------- | ------------- | --------- |
| Température minimale moyenne (°C)     | −0,5           | −0,4           | 2,1            | 5,9           | 9             | 12,6          | 14,6          | 14,1          | 11,2         | 8             | 3,5           | 0,6           | 6,7       |
| Température moyenne (°C)              | 1,8            | 2,3            | 5,6            | 10,2          | 13,3          | 17,1          | 19,1          | 18,3          | 15,2         | 11,2          | 6,2           | 2,9           | 10,3      |
| Température maximale moyenne (°C)     | 4,2            | 5              | 9,1            | 14,4          | 17,6          | 21,6          | 23,5          | 22,5          | 19,2         | 14,4          | 8,9           | 5,2           | 13,8      |
| Record de froid (°C) date du record   | −10,6 06.01.17 | −16,1 07.02.12 | −13,2 01.03.05 | −5,2 06.04.21 | −0,1 05.05.19 | 3,6 01.06.06  | 7,4 02.07.11  | 6,1 26.08.18  | 2,8 15.09.08 | −4,5 29.10.12 | −7,1 30.11.10 | −17 19.12.09  | −17 2009  |
| Record de chaleur (°C) date du record | 16,6 25.01.16  | 19,9 27.02.19  | 23,8 30.03.21  | 26,9 28.04.12 | 30,7 25.05.09 | 35,5 26.06.19 | 36,8 25.07.19 | 36,9 07.08.15 | 31 14.09.20  | 27,6 29.10.22 | 22,6 08.11.15 | 16,1 24.12.12 | 36,9 2015 |
| Précipitations (mm)                   | 81,1           | 72             | 71,1           | 68,3          | 103,1         | 106,1         | 86,5          | 92,6          | 80,1         | 91,3          | 80,1          | 95            | 1 027,3   |

| Diagramme climatique                                  |         |            |             |            |               |              |              |              |           |            |          |
| J                                                     | F       | M          | A           | M          | J             | J            | A            | S            | O         | N          | D        |
| 4,2−0,581,1                                           | 5−0,472 | 9,12,171,1 | 14,45,968,3 | 17,69103,1 | 21,612,6106,1 | 23,514,686,5 | 22,514,192,6 | 19,211,280,1 | 14,4891,3 | 8,93,580,1 | 5,20,695 |
| Moyennes : • Temp. maxi et mini °C • Précipitation mm |         |            |             |            |               |              |              |              |           |            |          |

Les paramètres climatiques de la commune ont été estimés pour le milieu du siècle (2041-2070) selon différents scénarios d'émission de gaz à effet de serre à partir des nouvelles projections climatiques de référence DRIAS-2020. Ils sont consultables sur un site dédié publié par Météo-France en novembre 2022.

### Faune et flore
La modification des biotopes est considérable en parfois moins d’un siècle, induisant des modifications spectaculaires de la flore et de la faune. Les prairies irriguées de la Meurthe, les zones humides des vallons autrefois aménagées, les champs et les prés de fauche des collines ont disparu. Ces milieux anthropisés depuis des millénaires ont souvent été abandonnés à des friches broussailleuses ou forestières ou carrément repris par la forêt, mais aussi et surtout de manière visible à un zonage urbain dévoreur d’espace sous forme de lotissements ou de quartiers résidentiels accessibles par des routes goudronnées. La flore ripisylve, celle des bosquets secs et des haies des collines, subsiste toutefois sous une forme relictuelle dans les espaces vagues oubliés par l'ordonnancement de l’aménageur.
La forêt vosgienne, composée à 61 % de sapins et à 23 % de pins sylvestres abrite plusieurs espèces d'arbres. Elle accueille aussi des mousses, des plantes d’ombre, des herbacées, des lichens, des fougères dont certaines espèces ne poussent que dans les fentes des roches… Le territoire forestier recèle une diversité faunistique tels que les cerfs, biches, chevreuils, sangliers, petits carnivores, etc, ou des oiseaux comme le grand tétras, le faucon pèlerin, les palombes, le grand duc, ainsi que d'autres rapaces nocturnes et avifaunes.
Elle a fortement réduit maintes espèces autrefois abondantes de poissons ainsi que les crapauds et les tritons. Les crapauds des vallons, qui laissent un grand nombre de victimes écrasées par les roues automobiles, continuent imperturbablement leur migration printanière et automnale. Les oiseaux des champs ouverts comme la pie-grièche, les insectes des prairies comme les grillons des prés, sont victimes de l’abandon des anciennes cultures.
Il est possible d'apercevoir quelques spécimens de chouette hulotte nichant dans les parcs ou jardins urbains et survolant la ville à la recherche de rongeurs pour nourrir leur petit. De même, la proximité des forêts ceinturant la ville amène parfois quelques chevreuils, plus rarement des hardes, à pâturer à proximité des habitations périphériques. Observables sur un haut perchoir ou par leur vol planant caractéristique, des buses figurent toujours dans la biodiversité du territoire. Il en est de même des faucons pèlerins qui continuent notamment de s'alimenter en pourchassant par surprise les bandes d’oiseaux familiers des maisons.

### Voies de communication, transports et désenclavement

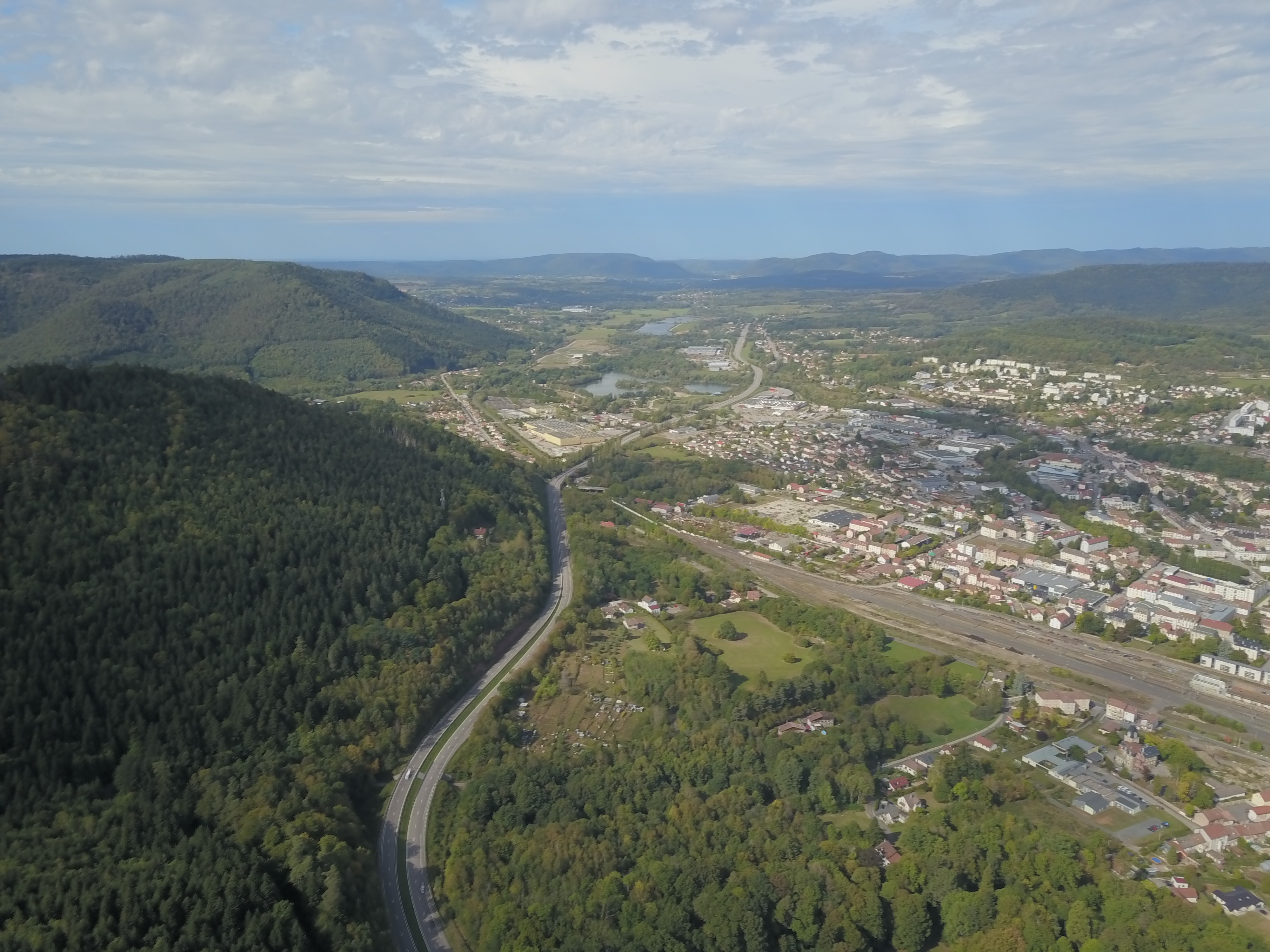
Route Nationale 59 contournant Saint-Dié-des-Vosges.

La commune est le point de rencontre de deux axes routiers, de Nancy vers Colmar et d’Épinal vers Strasbourg. Nancy est à 85 kilomètres, Strasbourg à 89 kilomètres par le col de Saales, Colmar à 57 kilomètres par le col du Bonhomme, Gérardmer à 29 kilomètres par le col de Martimpré et Épinal à 49 kilomètres par le col du Haut Jacques. La ville a bénéficié après les années 1980 d’un désenclavement routier, une voie de contournement l’évite mais le dispositif à quatre voies reste confiné localement malgré les améliorations apportées en 2010 à l'axe routier en direction de Nancy.
Distances par la route
| Ville      | Distance | Par voie        |
| ---------- | -------- | --------------- |
| Épinal     | 49 km    | D 420           |
| Colmar     | 57 km    | D 415           |
| Nancy      | 80 km    | N 59            |
| Strasbourg | 87 km    | D 420 et D 1420 |
| Paris      | 386 km   | N 59 et N 4     |

- Après d'importants travaux de mise aux normes de sécurité européennes, le tunnel Maurice-Lemaire est rouvert au trafic routier depuis octobre 2008 et permet de relier le haut bassin de la Meurthe (la Déodatie) à la plaine alsacienne via Sainte-Marie-aux-Mines.
- L’ouverture du TGV Est met depuis le 10 juin 2007 Saint-Dié-des-Vosges à 2 h 20 de Paris avec un aller-retour quotidien. À cette occasion, la ligne entre Nancy et Saint-Dié-des-Vosges a été électrifiée et la gare a été rénovée (installation d’un système d'information en ligne, quais adaptés aux personnes handicapées, espace de vente SNCF reconstruit, etc.)[40]. Pour des raisons de sécurité liés à la structure du réseau, la vitesse du TGV de Lunéville à Saint-Dié demeure toutefois quasiment identique à celle de l'omnibus.

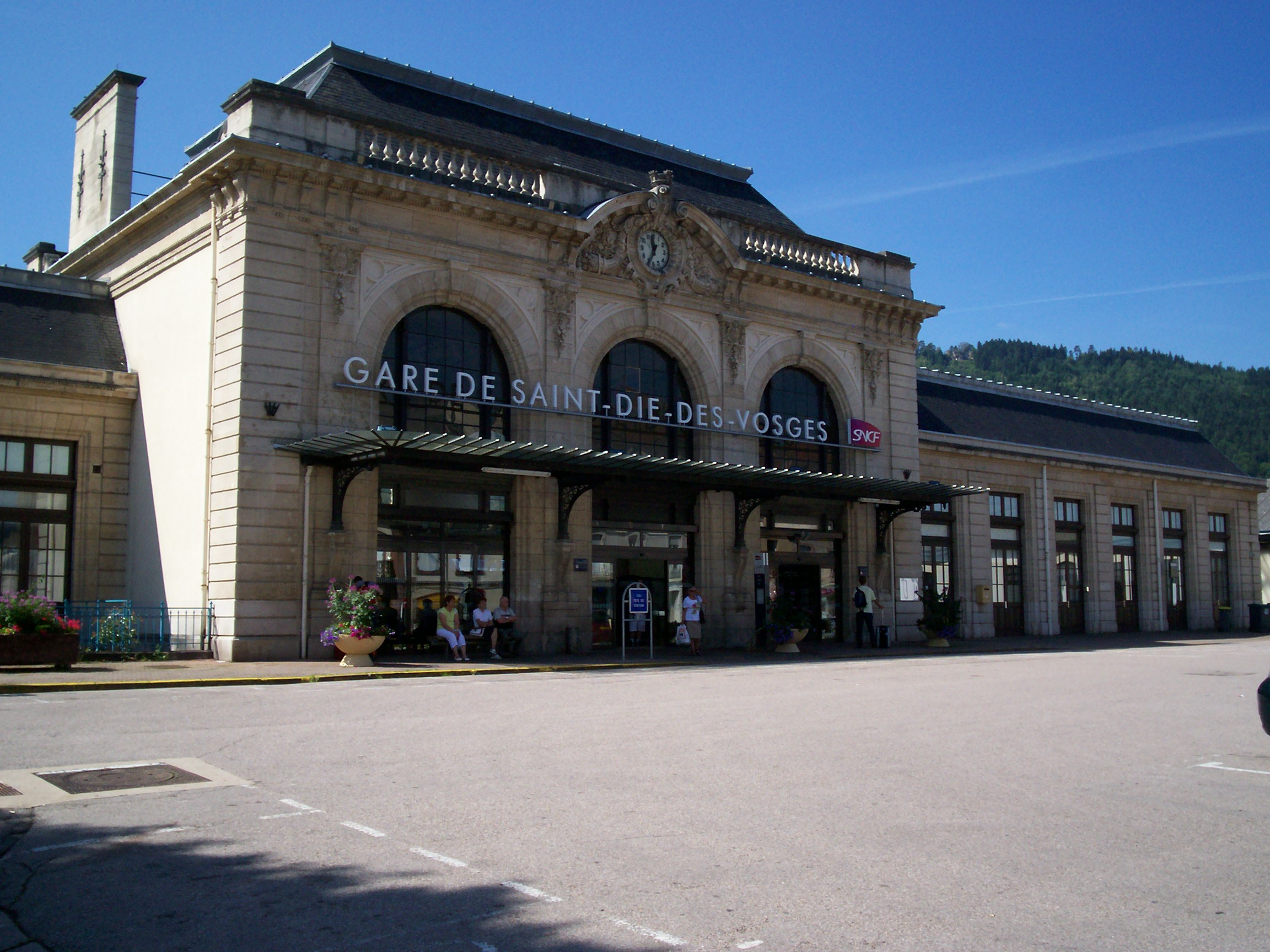
La gare SNCF en 2009.

- Un petit aérodrome (code OACI : LFGY) est en outre situé sur la commune de Remomeix.

### Transports urbains
La reprise de la STAHV (Société de transports automobiles des Hautes Vosges) par Connex a eu lieu en 2004. Cet acteur des transports a dès lors sensiblement modifié le paysage des réseaux de transport urbain vosgien, notamment ceux d’Épinal, de Saint-Dié-des-Vosges et de Remiremont.
À Saint-Dié-des-Vosges, le réseau urbain auparavant dénommé TUD (Transport Urbain Déodatien) et devenu Déobus est alors exploité par BusEst, filiale commune des entreprises Connex et Piot qui gère de nombreux réseaux dans l’Est de la France. À cette occasion de nouvelles lignes ont alors été créées et le parc d’autobus s'est étendu et modernisé avec la mise en service de minibus et autobus à plancher surbaissé (Mercedes Sprinter et Irisbus Agora Line). circulant sous une nouvelle livrée DéoBus.
En 2021, la Communauté d'agglomération, gestionnaire de la compétence « Transports urbains », concède ceux-ci en 2021 à la société Transdev, filiale de la Caisse des Dépôts. Le réseau porte désormais le nom de « Sylvia ».
La voirie communale est très développée. La densité du réseau de chemins atteste de la vitalité des hameaux montagnards que la ville a progressivement englobés.
Une déviation de la RN 59 à l'aide d’une voie rapide longeant les contreforts du massif du Kemberg a permis de réduire le trafic routier de centre-ville en déroutant le trafic de gros poids-lourds. Par un effet d'appel, il a valorisé les quartiers alors facilement accessibles par la voie rapide, favorisant l’installation et le développement rapide de zones d’activités et de services. L'essor de la zone commerciale de la prairie d’Hellieule s'est ainsi effectué au détriment toutefois d’un centre-ville, longtemps poumon marchand de la cité.

## Urbanisme

### Typologie
Au 1er janvier 2024, Saint-Dié-des-Vosges est catégorisée centre urbain intermédiaire, selon la nouvelle grille communale de densité à sept niveaux définie par l'Insee en 2022.
Elle appartient à l'unité urbaine de Saint-Dié-des-Vosges, une agglomération intra-départementale regroupant 16  communes, dont elle est ville-centre,,. Par ailleurs la commune fait partie de l'aire d'attraction de Saint-Dié-des-Vosges, dont elle est la commune-centre,. Cette aire, qui regroupe 47 communes, est catégorisée dans les aires de 50 000 à moins de 200 000 habitants,.

### Occupation des sols
L'occupation des sols de la commune, telle qu'elle ressort de la base de données européenne d’occupation biophysique des sols Corine Land Cover (CLC), est marquée par l'importance des forêts et milieux semi-naturels (56 % en 2018), une proportion sensiblement équivalente à celle de 1990 (56,5 %). La répartition détaillée en 2018 est la suivante : forêts (55,5 %), zones urbanisées (15,3 %), prairies (12,7 %), zones agricoles hétérogènes (7,6 %), zones industrielles ou commerciales et réseaux de communication (4,5 %), espaces verts artificialisés, non agricoles (2,4 %), mines, décharges et chantiers (0,8 %), eaux continentales (0,6 %), milieux à végétation arbustive et/ou herbacée (0,5 %). L'évolution de l’occupation des sols de la commune et de ses infrastructures peut être observée sur les différentes représentations cartographiques du territoire : la carte de Cassini (XVIIIe siècle), la carte d'état-major (1820-1866) et les cartes ou photos aériennes de l'IGN pour la période actuelle (1950 à aujourd'hui).

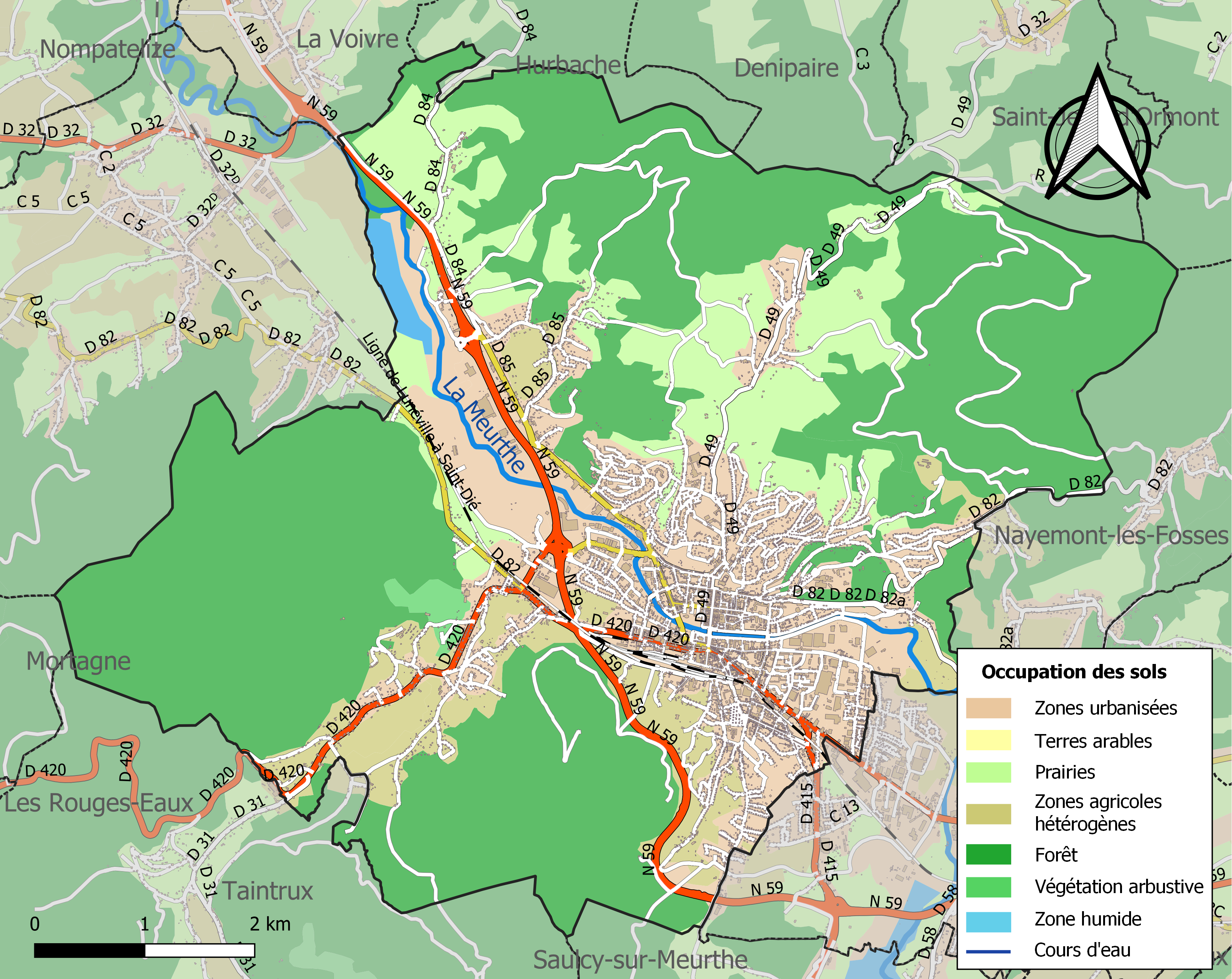
Carte des infrastructures et de l'occupation des sols de la commune en 2018 (CLC).

### Morphologie urbaine
La nécessaire reconstruction d'une cité dévastée par les armées nazies en novembre 1944 fut l'occasion pour l'architecte Le Corbusier de concevoir un plan d'urbanisme général de la ville particulièrement en rupture avec l'organisation de l'espace urbain tel qu'il existait avant-guerre (une maquette du projet est visible au musée Pierre-Noël).
L'architecte urbaniste en chef de la Reconstruction, Jacques André, démissionnera en octobre 1945 en raison de la pression politique et médiatique en faveur de l'intervention de Le Corbusier à Saint-Dié comme urbaniste-conseil. Le plan ministériel « Le Corbusier » ne fut pas immédiatement entamé, faute de matériaux disponibles, puis le projet, jugé audacieux et trop onéreux, fut rejeté par les associations d’habitants.
L'architecte Paul Malot reprendra les plans de Jacques André. Ces plans s’adaptent à la situation désastreuse de l’économie du bâtiment et à la lenteur de la reconstruction d’après-guerre. Tout en laissant des vides, plus tard aménagés ou recevant parfois jardins et arbres, l’architecte, promu urbaniste par les aléas, a lentement redessiné la ville actuelle, telle qu’elle est vue du ciel ou des belvédères de roches. Il a notamment contribué à créer des perspectives et des alignements géométriques.

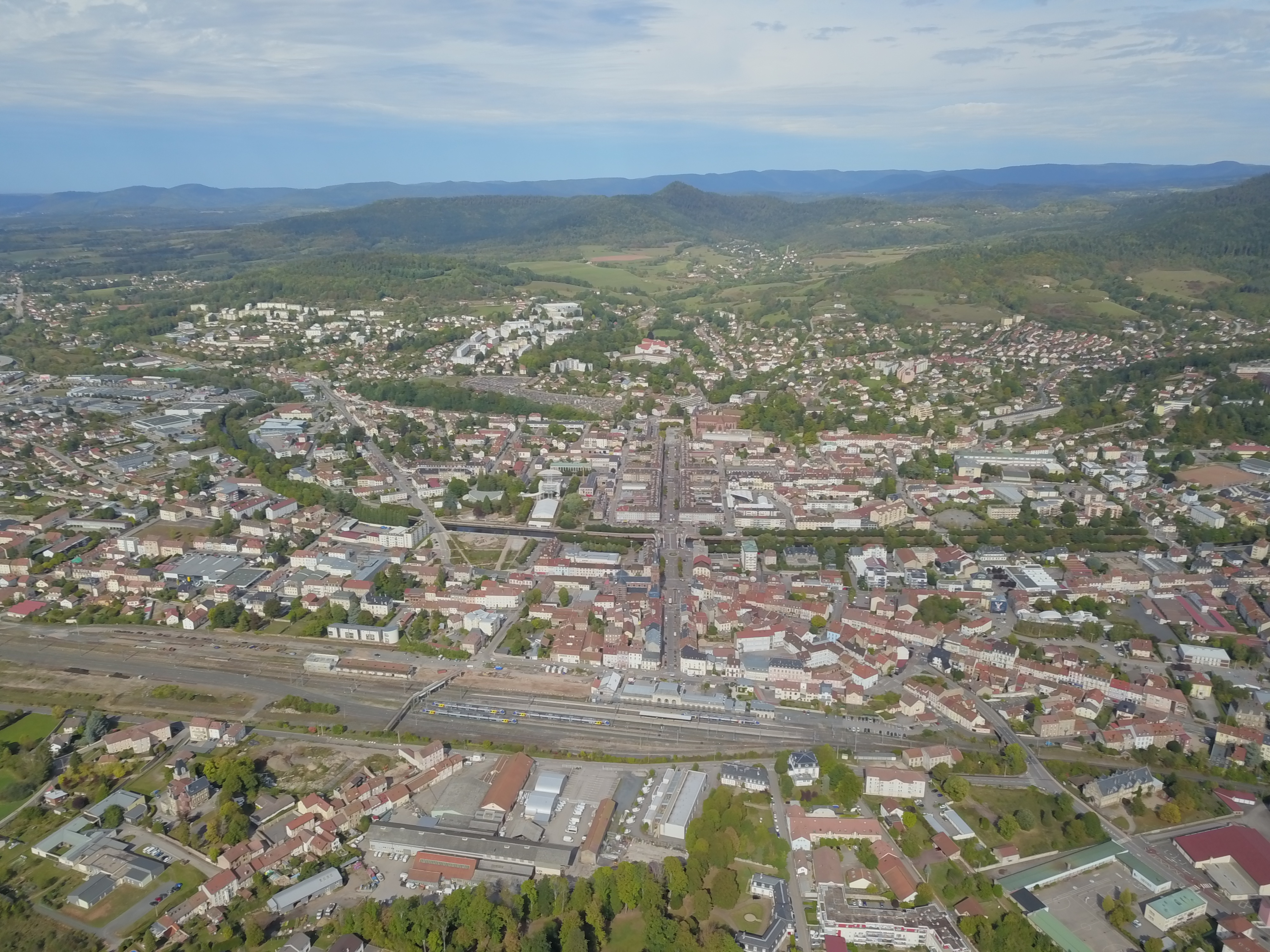
Une organisation spatiale du centre-ville modelée par la reconstruction d'après guerre.

L’axe gare-cathédrale provient en particulier du réajustement des perspectives souhaitées par l’architecte. Cet axe a ensuite été affiné par les réalisations les plus récentes. Nombreux sont les esthètes ou amateurs d’arts graphiques à regretter l’abandon du projet du ministère de la Reconstruction confié à Le Corbusier. L’industriel Jean-Jacques Duval confie toutefois à Le Corbusier la reconstruction de l’usine Claude-et-Duval, quai du Torrent et surveille le chantier et la qualité des matériaux qu’il paye de ses deniers. Cette usine privée montre ce qu’aurait pu être le visage de la ville.
La population, plongée dans ses préoccupations concrètes ne s'est pas réellement impliquée dans les choix dont on reconnaîtra ultérieurement l'intérêt. D’autres architectes de valeur ont œuvré sur commande de l’État et laissé leur griffe plus tard : mentionnons Jean Prouvé pour l’ensemble scolaire Paul-Elbel, école primaire en particulier, Aldo Travaglini pour le nouvel hôpital et Henri Ballereau pour l’érection du quartier Kellermann.

### Logement
| Date du relevé de l'INSEE                                   | 2017   |
| Nombre total de logements                                   | 11 826 |
| Résidences principales                                      | 80,6 % |
| Résidences secondaires                                      | 2,3 %  |
| Logements vacants                                           | 17,1 % |
| Part des ménages propriétaires de leur résidence principale | 42,4 % |

Le nombre de logements appartenant au parc locatif social relevant de bailleurs sociaux s'élève par ailleurs à 3 132 en 2017.
En 2020, la ville compte 7 115 bénéficiaires de l'Aide au logement.
Deux quartiers sont classés prioritaires éligibles au dispositif de la politique de la ville, en l'occurrence les quartiers  Kellermann-Foucharupt , Saint-Roch-L'Orme. Ils accueillent 6 106 habitants en 2020, presque un tiers de la population communale.

## Toponymie
Le nom de la localité est attesté sous les formes « Locum numcupante Galilea, quod primo Juncturas vocabatur » (Xe siècle) ; « Monasteriolo aliquo, qui nuncupatur ad Sancto Deodato, infra Vosago silva » (769) ; Sancti Deodati (870) ; « Abbatia Sancti Deodati, quæ et Galilea dicitur, sita in Vosago saltu » (989) ; « Ecclesiam Beati Deodati, in valle Galilea sitam » (1092) ; « Tertiam partem vallis Galilea, quæ vulgo vallis Sancti Deodati nominatur » (1114) ; Praeposito Deodatensi (XIIe siècle) ; Seint Dié (1243) ; Seint Dyê (1250) ; Sain Dyei (1255) ; Saint Dyer (1260) ; Saint Dyé (1276) ; Sainct Dyel (1284) ; Ecclesias Sancti Deodati et « Sanctae Mariae de Sancto Deodato, quae sibi ad invicem unitae sunt, ad r… » (1289) ; Sent Dyé (1290) ; Saint Dyei (1293) ; Sant Diedat (1298) ; Sent Diey (1299) ; Sainct Dyer (1299) ; Seint Dyei (1303) ; Sant Deodat (1309) ; Sant Diedolt (1311) ; Sainct Dyeir (1315) ; Saint Diei (1316) ; Thumherr zu Diedolt (1340) ; Saint Diey (1346) ; Sant Deodat (1348) ; Von Santi Thyedat (1358) ; Sanct Dyei (1380) ; Santt Dyei (1388) ; Anne von Sant Diedat (1391) ; Peter von Sante Deodat (1394) ; Peter von Sant Diedot (1395) ; Peter von Santiedat (1396) ; Peter vonn Sanct Theodat (1396) ; Sant Diodat (1396) ; Sant Diedalt uff der Mörte (1396) ; Sant Theodaten (1396) ; Sant Tiedalt (1396) ; Peter von Sant Dieodat (1396) ; On val S. Dyez (XIVe siècle) ; Sante Diedatt (1408) ; Sant Dieodat (1425) ; Saint Diey en Vosge (1451) ; Sant Thiedolt (1474) ; De Sancto Theodoco (1497) ; S. Didier (1538) ; Canonicum Sandeodatensem (1543) ; S. Diedier (1579) ; S. Dieholt (1579) ; Sainct Dietz (1577) ; Sainct Diey (1603) ; Les Joinctures (1633) ; Saint Diez, Dié ou Diey (1779).

Saint-Dié est un hagiotoponyme qui fait référence à Saint Dié, ou saint Déodat de Nevers, Deodatus en latin d'Église, ou saint Dieudonné en ancien français, un personnage légendaire du VIIe siècle, premier patron d'un vaste ban montagnard centré sur la haute vallée de la Meurthe dans les Vosges. 
Le déterminant locatif est là pour signifier que Saint-Dié se situe dans le Massif des Vosges. 
La toponymie actuelle conserve la trace d’une multitude de lieux, hameaux, et de fermes près de la petite ville de Saint-Dié. L'immense majorité des toponymes séculaires, en dehors des repérages concrets des droits d'usages coutumiers, d'installations ou de propriétés anciens sont des toponymes gallo-romains du Ier siècle, à l'instar des contrées rurales environnantes.
Les contrées de la rive sud de la Meurthe entouraient le faubourg du Vieux-Marché, autrefois au cœur de la paroisse Saint Martin : La Bolle, Foucharupt, Hellieule, Le Faing Sainte-Marguerite, Les Moîtresses, Périchamps, La Prairie, Les Tiges. Elles jouxtaient les fermes : La Rouge Pierre, Cerisiers, Chartreuse, Chenal, Le Bihay, La Balonne, La Ménantille, Monplaisir, La Goutte du Rupt, Le Haut du Mont…
Les contrées sur la rive nord de la Meurthe environnaient la ville de Saint-Dié, autrefois ceinte de murailles et entourée de faubourgs tels Saint-Charles et Saint-Éloi : les Behouilles, le Breuil, Dijon, les Jardins (zone du Beaujardin), Grattain, La Fontenelle, Trois-maisons (au-delà du faubourg Saint-Éloi), Varcosée. Les fermes dont un grand nombre existaient déjà au XIIIe siècle, étaient : Les Jardins, Le Haut Jardin, Vigne-Henry, Paradis, Purgatoire, Enfer, la Behouille, Bois-Basselin, Tour Bayard devenue Tour Malakoff…
Les Trois Villes, doyenné donné en compensation de dommages de guerre par le duc de Lorraine au chapitre de Saint-Dié en 1225, sont un domaine de trois contrées (Marzelay, Le Villé, La Pêcherie), qui ont toujours gardé ensemble une forte individualité. Elles ne semblent nullement appartenir au ban Saint Dié à sa fondation.

Vues historiques des hameaux (fonds photographique Adolphe Weick).
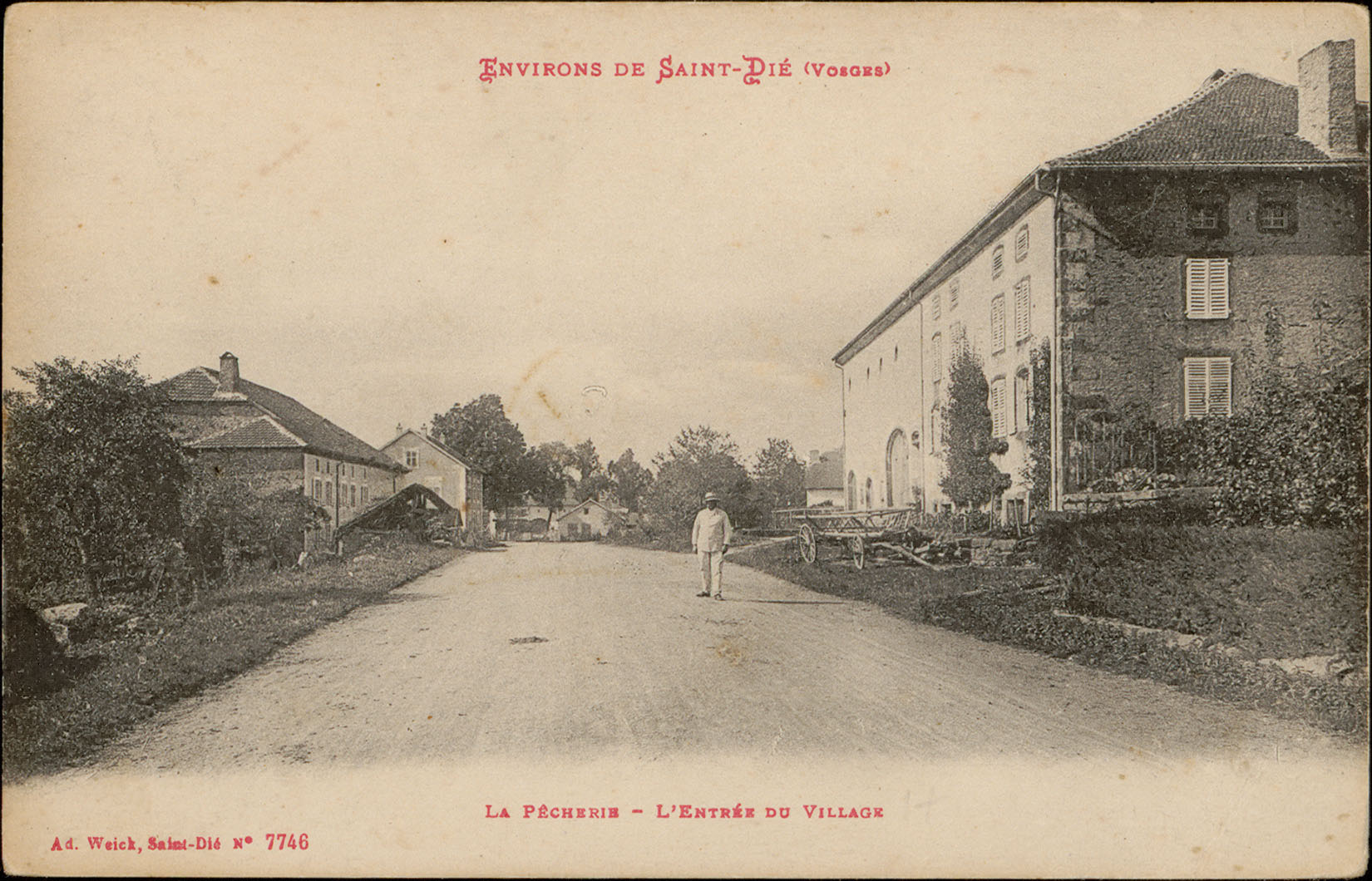
La Pêcherie : l'entrée du village.
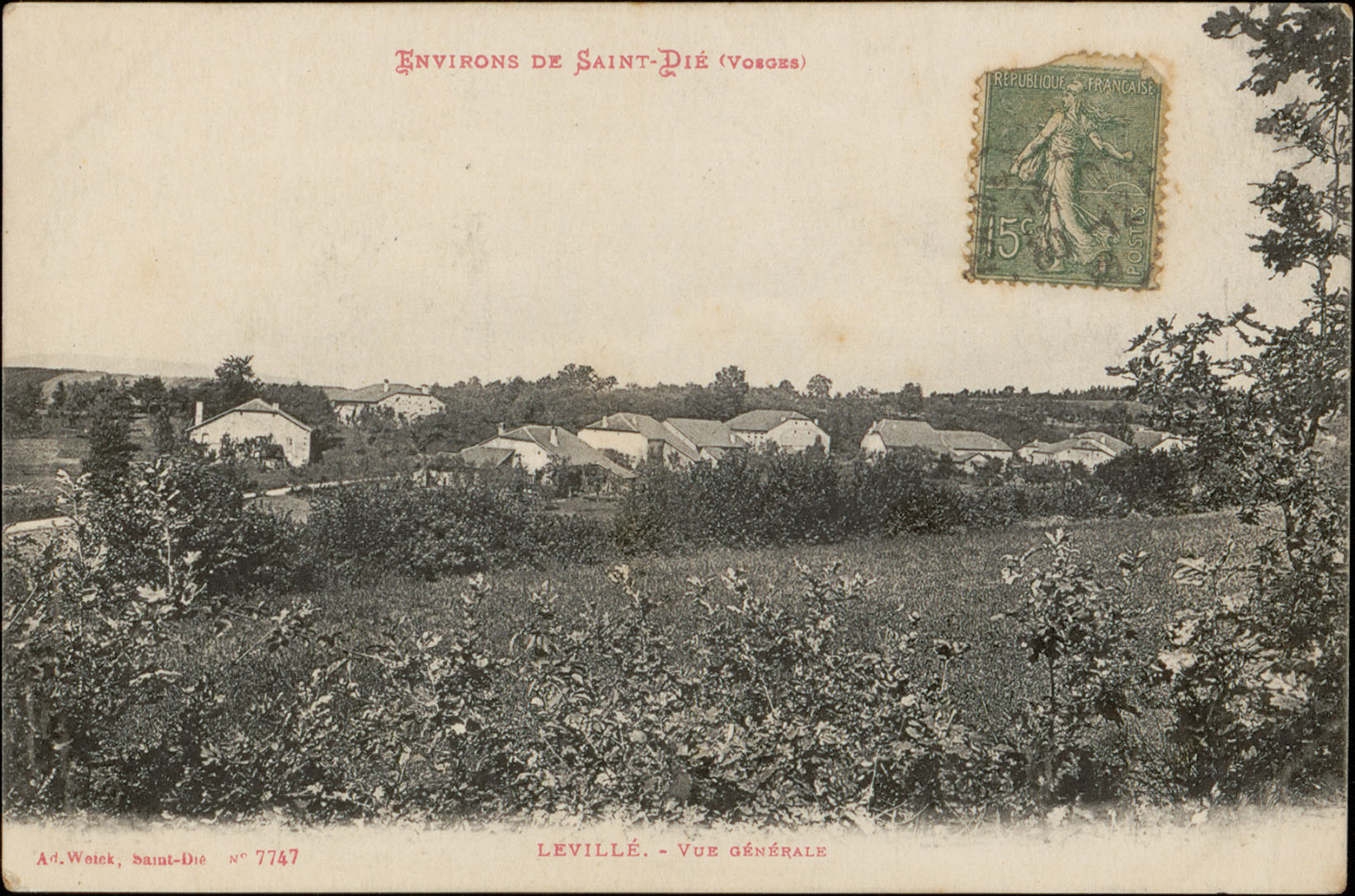
Le Villé : vue générale.

Enfin, Robache était une vieille mairie du ban Saint Dié, indépendante sous l’Ancien Régime, comprenant les écarts de Rétimont, Robache, des Raids de Robache et de La Culotte avec ses fermes : Les Behouilles, La Goule, Le Gouteau, Le Gouti, Ortimont, Saint-Roch (chapelle), Tour Bayant… Des lieux-dits porteurs de chapelottes, c'est-à-dire de petites statues de la Vierge ou de saints locaux, ont marqué la toponymie depuis l'époque médiévale. Le quartier de l'Orme provient d'un ou de plusieurs ormes à chapelottes. À proximité il y avait un sentier du sapin de la Vierge, un autre du chêne de la Vierge. La préservation des noms d'arbres n'est pas exceptionnelle dans la toponymie vosgienne, mais elle est limitée à des lieux sacrés très anciens repris tardivement par le christianisme.
Les quartiers officiels ont repris une grande part de ces toponymes.
Au cours de la Révolution française, la commune porte le nom d'Ormont.

## Politique et administration

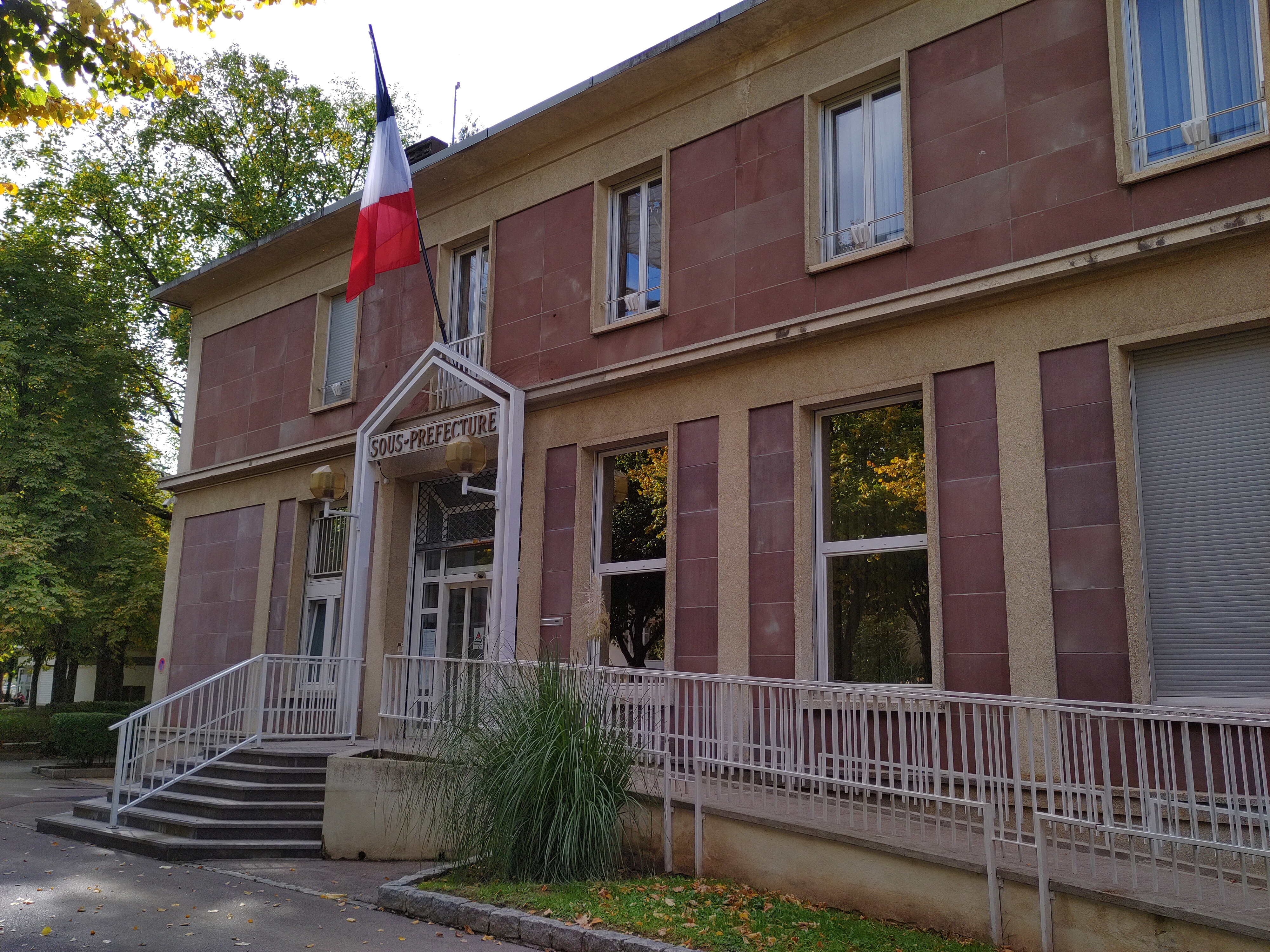
Façade extérieure de la sous-préfecture de Saint-Dié-des-Vosges.
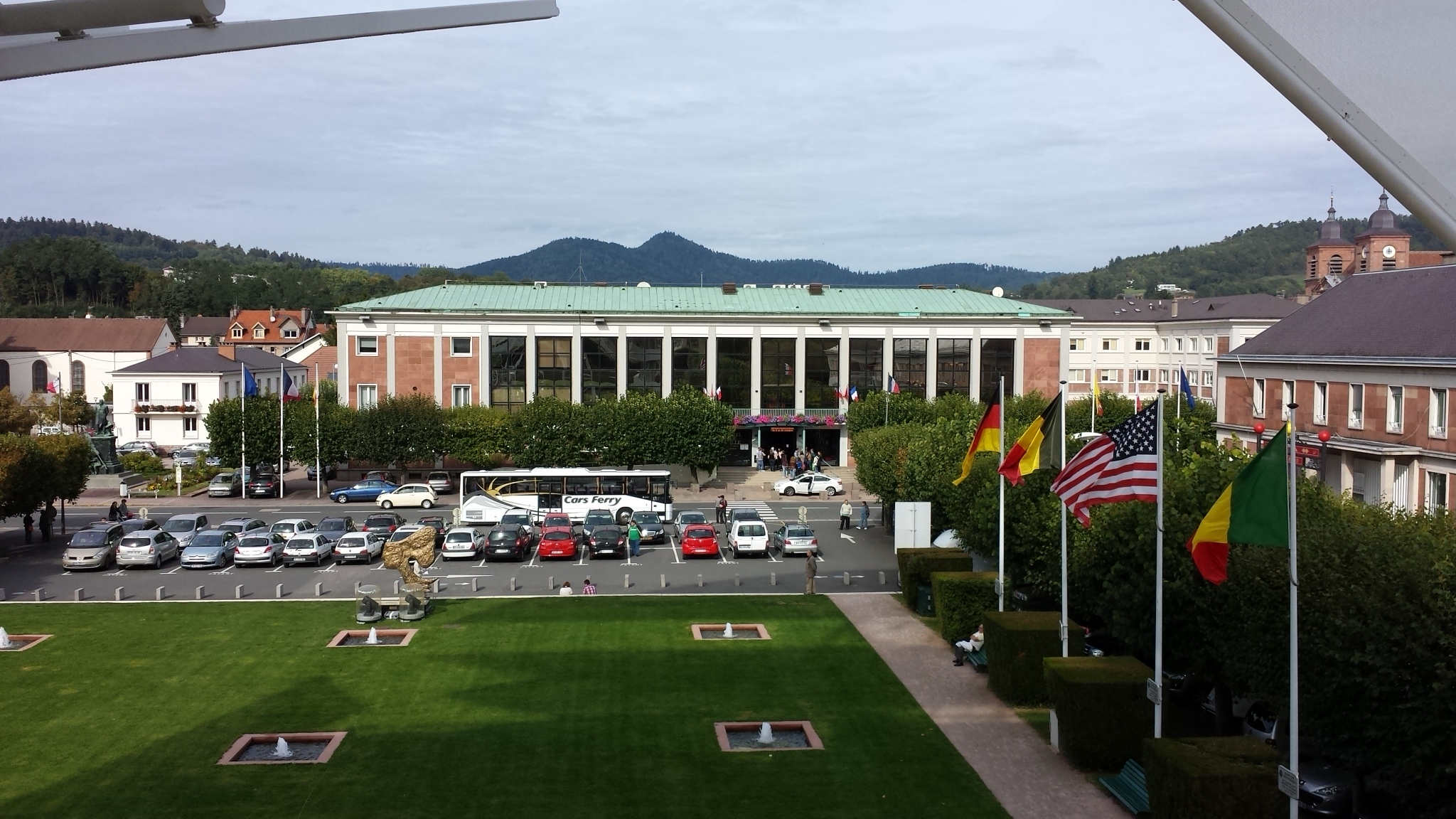
L’hôtel de ville vu de la tour de la liberté.

### Hôtel de ville
L'ancien hôtel de ville, reconstruit après l'incendie de 1757, se situait à l’angle de la rue Thiers et de la rue Stanislas. Son ancien fronton est toujours visible dans le parc Jean-Mansuy, près de l’espace François-Mitterrand. Le nouveau bâtiment fait désormais face à la tour de la liberté.

### Élections municipales

#### Liste des maires
| Période | Période          | Identité          | Étiquette   | Qualité |
| ------- | ---------------- | ----------------- | ----------- | --- |
| 1945    | 1945             | Pierre Evrat      | SE          | industriel textile (confection) |
| 1945    | 1947             | Gaston Colnat     | SE          | |
| 1947    | 1965             | Jean Mansuy       | SE          | Industriel |
| 1965    | 1977             | Pierre Noël       | CIR puis PS | Professeur d'anglais Conseiller général du canton de Saint-Dié (1967-1979) |
| 1977    | 1989             | Maurice Jeandon   | RPR         | Directeur adjoint de Caisse d'épargne Député des Vosges (1986-1988) Conseiller général du canton de Saint-Dié-Ouest (1982-1994) |
| 1989    | 1997 (démission) | Christian Pierret | PS          | Administrateur civil Député de la 2e circonscription des Vosges (1978-1986 ; 1988-1993) Député des Vosges (1986-1988, élu au scrutin proportionnel) Ancien conseiller régional de Lorraine (1978-1988) Ancien conseiller général du canton de Saint-Dié-Est (1982-1989) |
| 1997    | 2002 (décès)     | Robert Bernard    | PS          | Cadre retraité des PTT |
| 2002    | 2014             | Christian Pierret | PS          | Avocat, ancien secrétaire d'État et ancien ministre délégué Ancien conseiller régional de Lorraine (1998-2001) |
| 2014    | 2022 (démission) | David Valence     | PRV-UDI-MR  | Enseignant Conseiller régional du Grand Est (depuis 2015) 3e vice-président du conseil régional du Grand Est (depuis 2017) Président de la CC de Saint-Dié-des-Vosges (2014-2016) Président de la CA de Saint-Dié-des-Vosges (2017-2022)                                |
| 2022    | En cours         | Bruno Toussaint   | LR          | Ancien commerçant et ancien officier |

### Élections nationales
Lors du second tour de l’élection présidentielle de 2007, Nicolas Sarkozy (UMP) recueille 53,6 % des suffrages exprimés face à Ségolène Royal (PS) au cours d'un scrutin enregistrant 78,5 % de participation.
En 2012, François Hollande (PS) obtient 52,8 % des suffrages exprimés lors du second tour de scrutin, face au Président sortant Nicolas Sarkozy ; la participation culminant alors à 79,21 % des électeurs inscrits.
Lors du second tour de l’élection présidentielle de 2017, Emmanuel Macron (En Marche) réunit 63,1 % des suffrages exprimés face à Marine Le Pen (Rassemblement national) avec une participation de 70,4 % de votants.
Lors du scrutin de 2022, le Président sortant, Emmanuel Macron obtient 55,1 % des suffrages exprimés avec une participation ne mobilisant que 68,8 % des électeurs inscrits.

### Finances locales

#### Budget et fiscalité 2023
La strate démographique servant de référence comparative est constituée de communes de 20 000 à 50 000 habitants appartenant à un groupement de communes à fiscalité professionnelle unique (FPU).
En 2023, les finances communales était constituées ainsi :
- total des produits de fonctionnement : 28 056 000 €, soit 1 407 € par habitant (communes de la strate démographique : 1 584 €) ;
- total des charges de fonctionnement : 24 736 000 €, soit 1 241 € par habitant (moyenne des communes de la strate démographique : 1 335 €) ;
- total des ressources d’investissement : 6 410 000 €, soit 322 € par habitant (moyenne des communes de la strate démographique : 504 €) ;
- total des emplois d’investissement : 10 092 000 €, soit 506 € par habitant (moyenne des communes de la strate démographique : 521 €) ;
- endettement : 35 188 000 €, soit 1 765 € par habitant (moyenne des communes de la strate démographique : 801 €).

Les ressources de fonctionnement issues des contributions directes locales reposent sur des bases notablement inférieures aux assiettes fiscales des communes de taille similaire. Les taux déodatiens qui sont appliqués sont quant à eux comparativement plus élevés :
- Le taux local de taxe d'habitation (TH): 25,75 % (taux moyen des communes de la strate démographique 21,54 %) appliqués aux bases fiscales locales induit pour la commune une recette de 728 000 €, soit 37 € par habitant (moyenne des communes de la strate démographique : 34 €) ;
- Le taux local de taxe foncière sur le bâti : 47,84 % (taux moyen des communes de la strate démographique : 39,52 %) appliqué, hors coefficient correcteur, aux bases fiscales locales génère pour la commune une recette de 14 067 000 €, soit 706 € par habitant (moyenne des communes de la strate démographique : 600 €) ;
- Le taux local de taxe foncière sur les propriétés non bâties : 37,32 % (taux moyen des communes de la strate démographique : 53,63 %) appliqué aux bases fiscales locales génère pour la commune une recette de 71 000 €, soit 4 € par habitant (moyenne des communes de la strate démographique : 7 €).

### Cantons
Saint-Dié-des-Vosges est divisée depuis 1982 en deux cantons dont elle est le chef-lieu. De 1982 à 2015, il s'agissait de :
- le canton de Saint-Dié-des-Vosges-Est est formé d’une partie de Saint-Dié-des-Vosges et des communes de Ban-de-Laveline, Bertrimoutier, Coinches, Combrimont, Frapelle, Gemaingoutte, Lesseux, Nayemont-les-Fosses, Neuvillers-sur-Fave, Pair-et-Grandrupt, Raves, Remomeix, Sainte-Marguerite, Saulcy-sur-Meurthe et Wisembach (19 390 habitants) ;
- le canton de Saint-Dié-des-Vosges-Ouest est formé d’une partie de Saint-Dié-des-Vosges et des communes de La Bourgonce, Saint-Michel-sur-Meurthe, La Salle, Taintrux et La Voivre (17 732 habitants).

Avec le redécoupage de 2014, la ville reste séparée en deux cantons plus grands :
- le canton de Saint-Dié-des-Vosges-1, regroupant dix autres communes et comptant 25 210 habitants en 2012 ;
- le canton de Saint-Dié-des-Vosges-2, regroupant 26 autres communes et comptant 25 262 habitants en 2012.

### Jumelages
Saint-Dié-des-Vosges est jumelée ou en partenariat avec respectivement 8 villes dans le monde.
| Ville | Ville           | Pays | Pays       | Période     |
| ----- | --------------- | ---- | ---------- | ----------- |
|       | Arlon           |      | Belgique   | depuis 1962 |
|       | Cattolica       |      | Italie     | depuis 1997 |
|       | Crikvenica      |      | Croatie    | depuis 2006 |
|       | Friedrichshafen |      | Allemagne  | depuis 1973 |
|       | Lorraine        |      | Canada     | depuis 1990 |
|       | Lowell          |      | États-Unis | depuis 1989 |
|       | Meckhe          |      | Sénégal    | depuis 1991 |
|       | Zakopane        |      | Pologne    | depuis 1990 |

Le long de la Meurthe, un parcours boisé et aménagé porte le nom de Promenade des villes jumelées.

### Labels

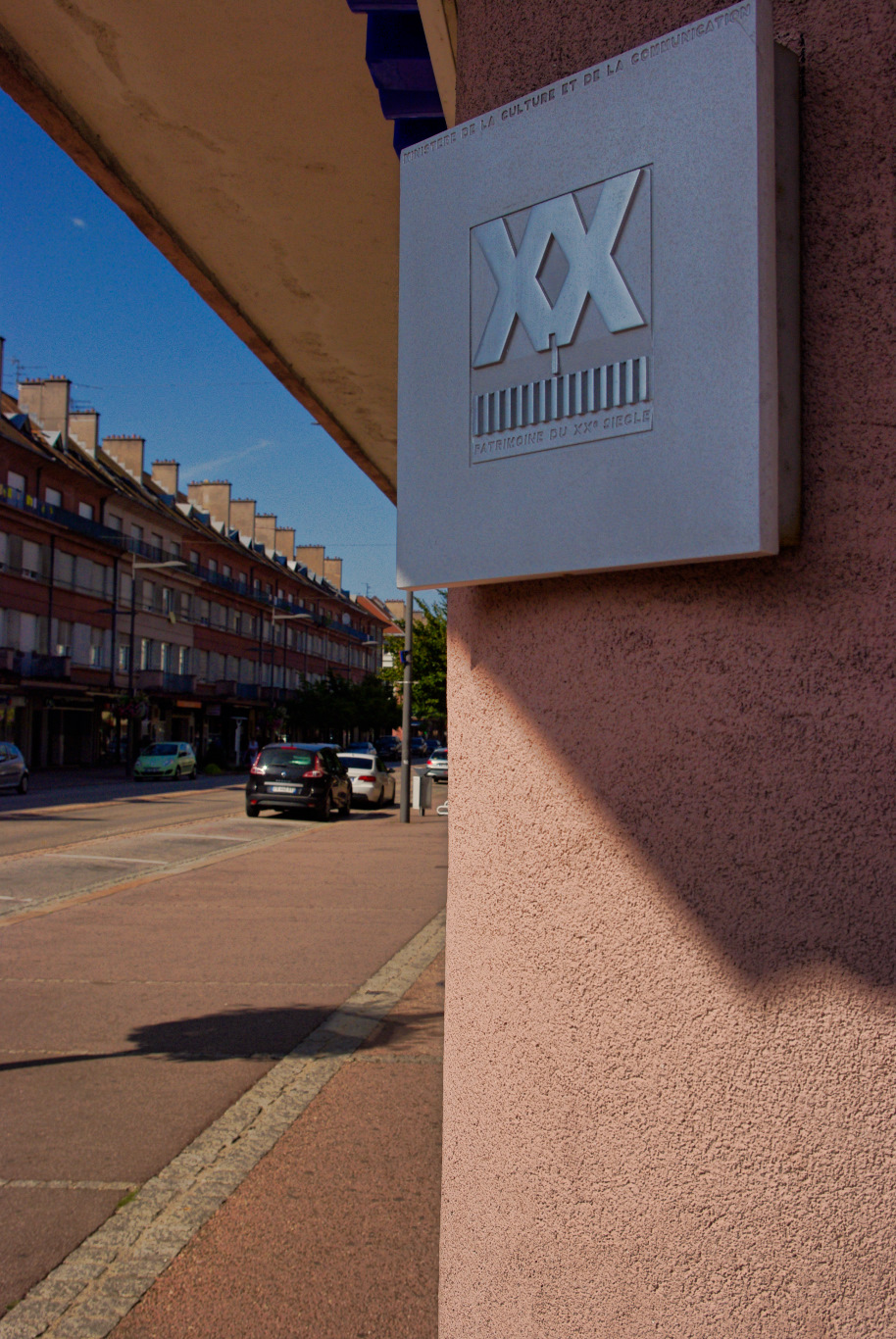
Label « Patrimoine du XXe siècle » apposé rue Thiers, (visible en arrière-plan), artère emblématique du quadrillage urbain plan hippodamien du cœur de ville.

La commune est classée Ville touristique depuis 1998 par l'État. Elle bénéficie par ailleurs du label Station verte.
Le label Trois fleurs au concours des villes et villages fleuris lui a été attribué.
En récompense de son action en faveur de la préservation des abeilles, elle dispose depuis 2017 du label national APIcité délivré par l'Union Nationale des Apiculteurs Français (classement Deux abeilles). Le classement « démarche exemplaire » assorti du label « trois abeilles » est obtenu pour deux ans en novembre 2019.
En raison de l'inutilisation de pesticides au profit de la mise en œuvre d’une gestion différenciée des espaces verts, la ville a reçu, en 2019, un classement Trois libellules délivré par l'agence de bassin Rhin-Meuse au titre de Commune nature.
Depuis 2015, le centre-ville situé rive droite de la Meurthe, reconstruit entre 1945 et 1957 (place Général-de-Gaulle ainsi que les rues Dauphine, Stanislas et Thiers), bénéficie du label « Patrimoine du XXe siècle ». Depuis 2016, ce label est dénommé "Architecture contemporaine remarquable" par le Ministère de la Culture qui l'attribue à des œuvres architecturale de moins de cent ans.
En 2019 le centre ville est en outre classé Site patrimonial remarquable par le Ministère de la Culture.
L'usine Claude-et-Duval, conçue par l'architecte Le Corbusier, est par ailleurs classée depuis 2016 au patrimoine mondial de l'UNESCO au même titre que seize autres sites au titre de l'œuvre architecturale de Le Corbusier.

## Population et société

### Démographie

#### Évolution démographique
L'évolution du nombre d'habitants est connue à travers les recensements de la population effectués dans la commune depuis 1793. Pour les communes de plus de 10 000 habitants les recensements ont lieu chaque année à la suite d'une enquête par sondage auprès d'un échantillon d'adresses représentant 8 % de leurs logements, contrairement aux autres communes qui ont un recensement réel tous les cinq ans,.

En 2022, la commune comptait 19 324 habitants, en évolution de −2,15 % par rapport à 2016 (Vosges : −2,96 %, France hors Mayotte : +2,11 %).
| 1793  | 1800  | 1806  | 1821  | 1831  | 1836  | 1841  | 1846  | 1856  |
| ----- | ----- | ----- | ----- | ----- | ----- | ----- | ----- | ----- |
| 5 111 | 5 346 | 6 251 | 6 823 | 7 707 | 7 906 | 8 336 | 8 782 | 9 006 |

| 1861  | 1866   | 1872   | 1876   | 1881   | 1886   | 1891   | 1896   | 1901   |
| ----- | ------ | ------ | ------ | ------ | ------ | ------ | ------ | ------ |
| 9 554 | 10 472 | 12 317 | 14 511 | 15 342 | 17 145 | 18 136 | 21 396 | 21 481 |

| 1906   | 1911   | 1921   | 1926   | 1931   | 1936   | 1946   | 1954   | 1962   |
| ------ | ------ | ------ | ------ | ------ | ------ | ------ | ------ | ------ |
| 22 136 | 23 108 | 20 315 | 19 389 | 19 695 | 20 315 | 15 637 | 20 952 | 23 108 |

| 1968   | 1975   | 1982   | 1990   | 1999   | 2006   | 2011   | 2016   | 2021   |
| ------ | ------ | ------ | ------ | ------ | ------ | ------ | ------ | ------ |
| 25 117 | 25 423 | 23 759 | 22 635 | 22 569 | 21 642 | 21 361 | 19 748 | 19 319 |

| 2022   | - | - | - | - | - | - | - | - |
| ------ | - | - | - | - | - | - | - | - |
| 19 324 | - | - | - | - | - | - | - | - |

#### Pyramide des âges
La population de la commune est plus jeune que celle du département. En 2021, le taux de personnes d'un âge inférieur à 30 ans s'élève à 33,7 %, soit au-dessus de la moyenne départementale (30,5 %). Le taux de personnes d'un âge supérieur à 60 ans (31,9 %) est inférieur au taux départemental (32,2 %).
En 2021, la commune comptait 9 155 hommes pour 10 164 femmes, soit un taux de 52,61 % de femmes, légèrement supérieur au taux départemental (51,22 %).
Les pyramides des âges de la commune et du département s'établissent comme suit.
| Hommes | Classe d’âge | Femmes |
| ------ | ------------ | ------ |
| 1      | 90 ou +      | 2,8    |
| 8,3    | 75-89 ans    | 13     |
| 18,3   | 60-74 ans    | 20     |
| 18,5   | 45-59 ans    | 18,7   |
| 16,4   | 30-44 ans    | 15,4   |
| 19     | 15-29 ans    | 15,8   |
| 18,6   | 0-14 ans     | 14,4   |

| Hommes | Classe d’âge | Femmes |
| ------ | ------------ | ------ |
| 0,8    | 90 ou +      | 2,3    |
| 8,1    | 75-89 ans    | 11,6   |
| 20,5   | 60-74 ans    | 21     |
| 21,1   | 45-59 ans    | 20,4   |
| 16,9   | 30-44 ans    | 16,2   |
| 16     | 15-29 ans    | 13,7   |
| 16,5   | 0-14 ans     | 14,9   |

### Enseignement
La commune de Saint-Dié-des-Vosges dépend de l'académie de Nancy-Metz et les écoles primaires de la commune dépendent de l'inspection académique des Vosges.
Pour le calendrier des vacances scolaires, Saint-Dié-des-Vosges est en zone B.
Dans la commune de Saint-Dié-des-Vosges, 28 établissements scolaires sont ouverts : 17 écoles, cinq collèges et six lycées.
La commune, chef-lieu d’arrondissement, offre une gamme élargie d’institutions scolaires: enseignements secondaires ou techniques et très récemment, supérieures. Ces entités forment un pôle éducatif au service de l’arrondissement. L’État et à moindre échelle la commune de Saint-Dié, par des aides aux déplacements, accordent aussi leurs soutiens aux structures privées, bien représentées au sein de la ville. Il est à noter, en matière d'attractivité des établissements déodatiens, que l’inscription dans les établissements secondaires d’élèves issus de la vallée de la Bruche, réminiscence des limites départementales d’avant 1871 et de la frontière linguistique, a perduré jusqu’aux années 1980.

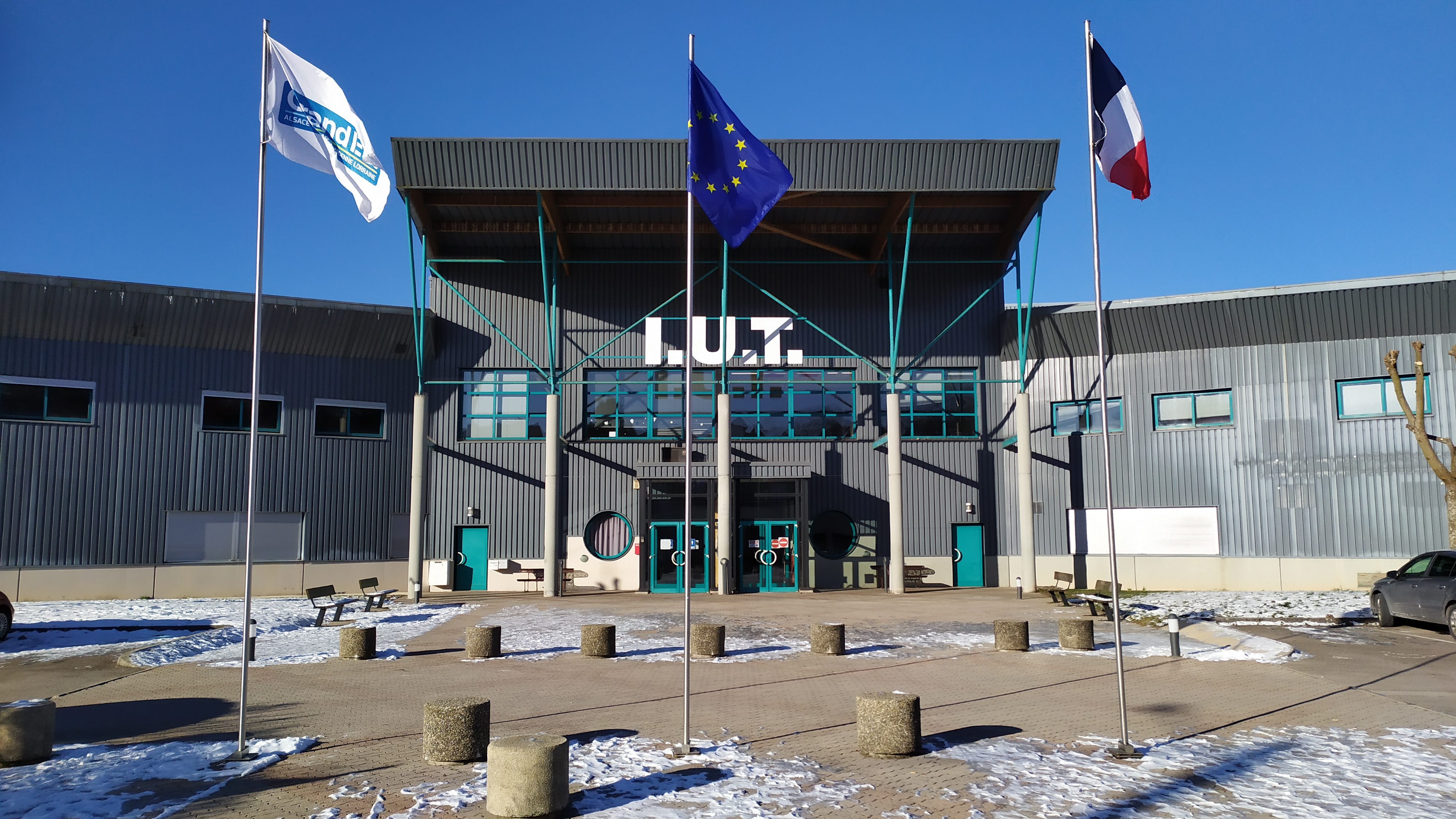
IUT de Saint-Dié-des-Vosges.

Quatre lycées publics et deux lycées privés sont installés à Saint-Dié-des-Vosges :
- lycée Jules-Ferry ;
- lycée général et technologique et lycée professionnel Georges-Baumont ;
- lycée professionnel Jacques-Augustin ;
- lycée privé Beau Jardin ;
- lycée professionnel privé Notre-Dame-de-la-Providence.

Trois collèges publics et deux collèges privés :
- collège Jules-Ferry, partageant les locaux avec le lycée ;
- collège Joseph-Souhait ;
- collège Vautrin-Lud ;
- collège privé Notre-Dame-de-la-Providence ;
- institution Sainte-Marie.

Saint-Dié-des-Vosges regroupe aussi une école d’ingénieurs : INSIC (institut supérieur d'ingénierie de la conception), un institut universitaire de technologie, IUT Saint-Dié-des-Vosges et un institut de formation en soins infirmiers (IFSI).

### Manifestations culturelles et festivités

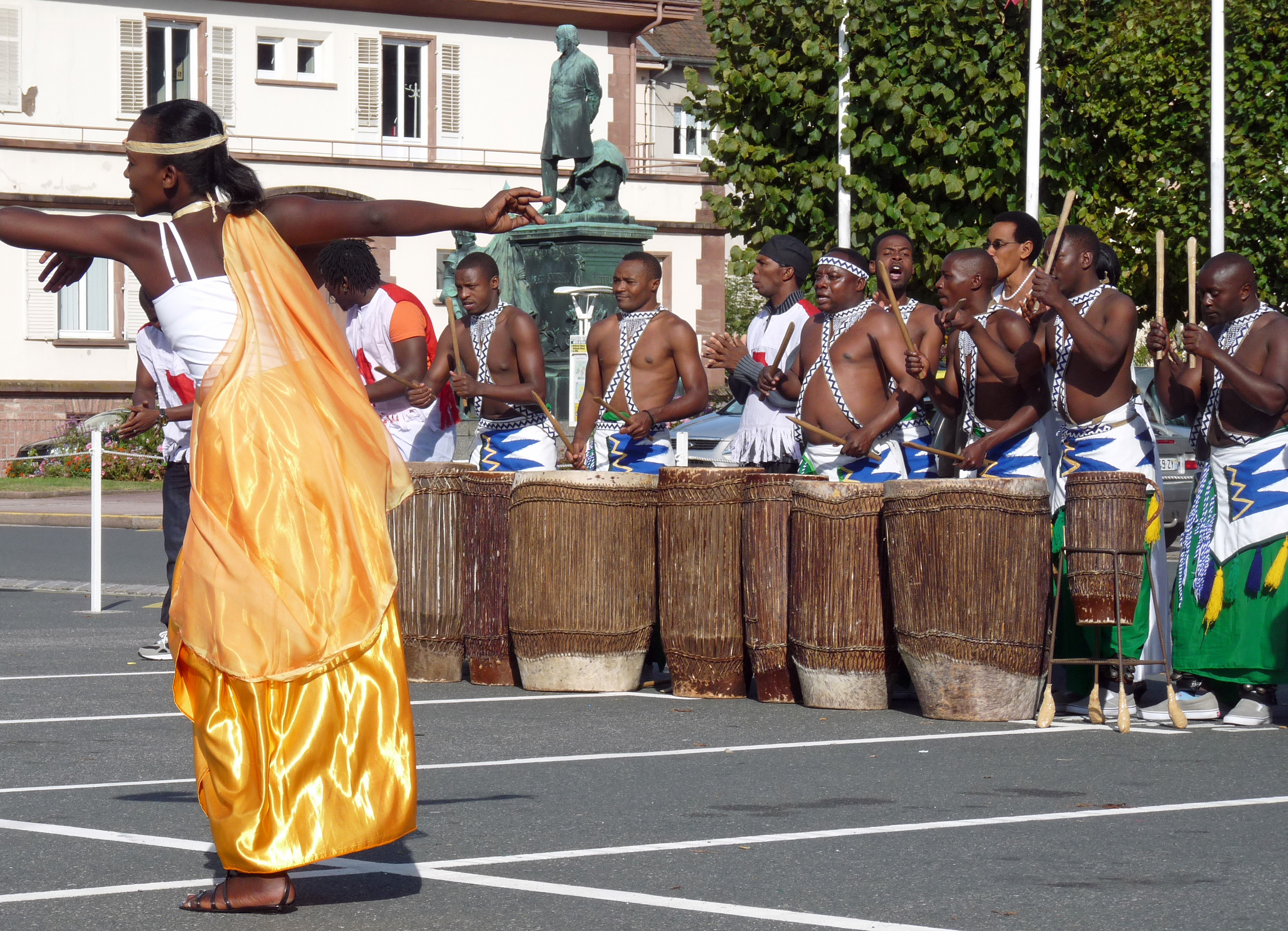
Près de la statue de Jules Ferry, une danseuse et des tambourinaires du Ballet national rwandais Urukerereza lors du 22e Festival international de géographie.

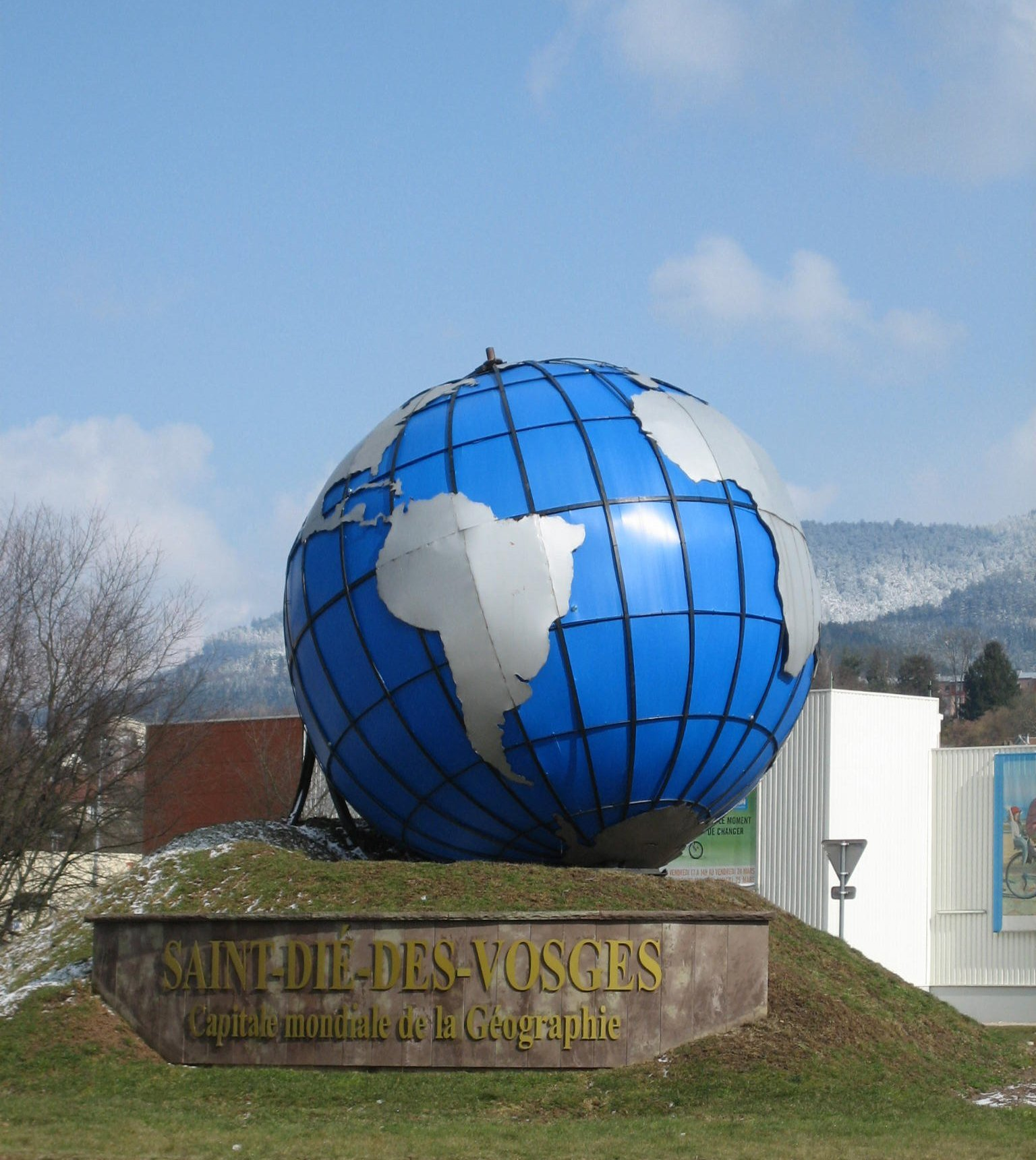
La ville se proclame capitale mondiale de la géographie.

Le Festival international de géographie, abrégé en FIG, est organisé depuis 1990. Le comité directeur du Festival en accord avec la municipalité a retenu les quatre derniers jours de la première semaine d’octobre. Les délibérations scientifiques préparatoires ont souvent lieu à Paris. Au terme de la semaine festivalière est décerné notamment le prix Vautrin-Lud, reconnu par la communauté scientifique internationale des géographes comme le « prix Nobel de géographie ». En particulier, le salon d’exposition de travaux scientifiques est depuis 1995 un des rares hauts-lieux de rencontres sur le plan national de chercheurs géographes.
Au-delà de la manifestation populaire soutenue par les plus hautes instances représentatives des géographes, le comité d’organisation a fait reconnaître le prix Vautrin-Lud qui couronne les travaux d’un géographe émérite comme la plus haute distinction en matière de géographie, discipline pour laquelle il n’existe pas de prix Nobel. Cette manifestation a été réduite d'une journée pour sa 25e édition pour des raisons économiques.
Tous les ans, lors la première décade de juillet, a lieu la « Semaine de la liberté », organisée par la municipalité et articulée autour de multiples manifestations dans les rues de la ville ou sur des scènes montées sur place. Elle a d'abord été remplacée par « Les Arts en liberté » se déroulant chaque année du 9 au 13 juillet. En 2015, à la suite du changement de politique de la municipalité, cette manifestation est supprimée. Des animations tout au long de la saison estivale sont désormais privilégiées.
Depuis 2006, la ville accueille le festival Drop'n Rock. Suivant les années, il est organisé au mois de juin ou de juillet au Parc des Sports.
En 2008 s'est déroulé au Géoparc, du 21 au 22 juin, la troisième édition des Aérofolies, manifestation aérienne qui a rassemblé plus de 13 000 personnes.
Le 10 juillet 2019, Saint-Dié-des-Vosges accueille le départ de la cinquième étape du Tour de France qui relie la ville à Colmar ; en 2022, elle est  ville-étape d'arrivée de la cinquième étape et ville de départ de la sixième étape du Tour de France cycliste féminin.

### Santé
La population du bassin de vie déodatien bénéficie de la présence dans la ville du centre public hospitalier Saint-Charles. D'une capacité de 450 lits, celui-ci dispose des spécialités médicales attendues d’un établissement de cette dimension (cardiologie, médecine générale, maternité, endocrinologie, médecine gériatrique, pneumologie, chirurgie…).
Le centre hospitalier ayant en 2018 une capacité de 450 lits et places, dont :
- médecine : 128 lits ;
- chirurgie : 77 lits ;
- gynéco-obstétrique : 30 lits ;
- moyen séjour : 30 lits ;
- long séjour : 30 lits ;
- hébergement : 155 lits.

### Sports

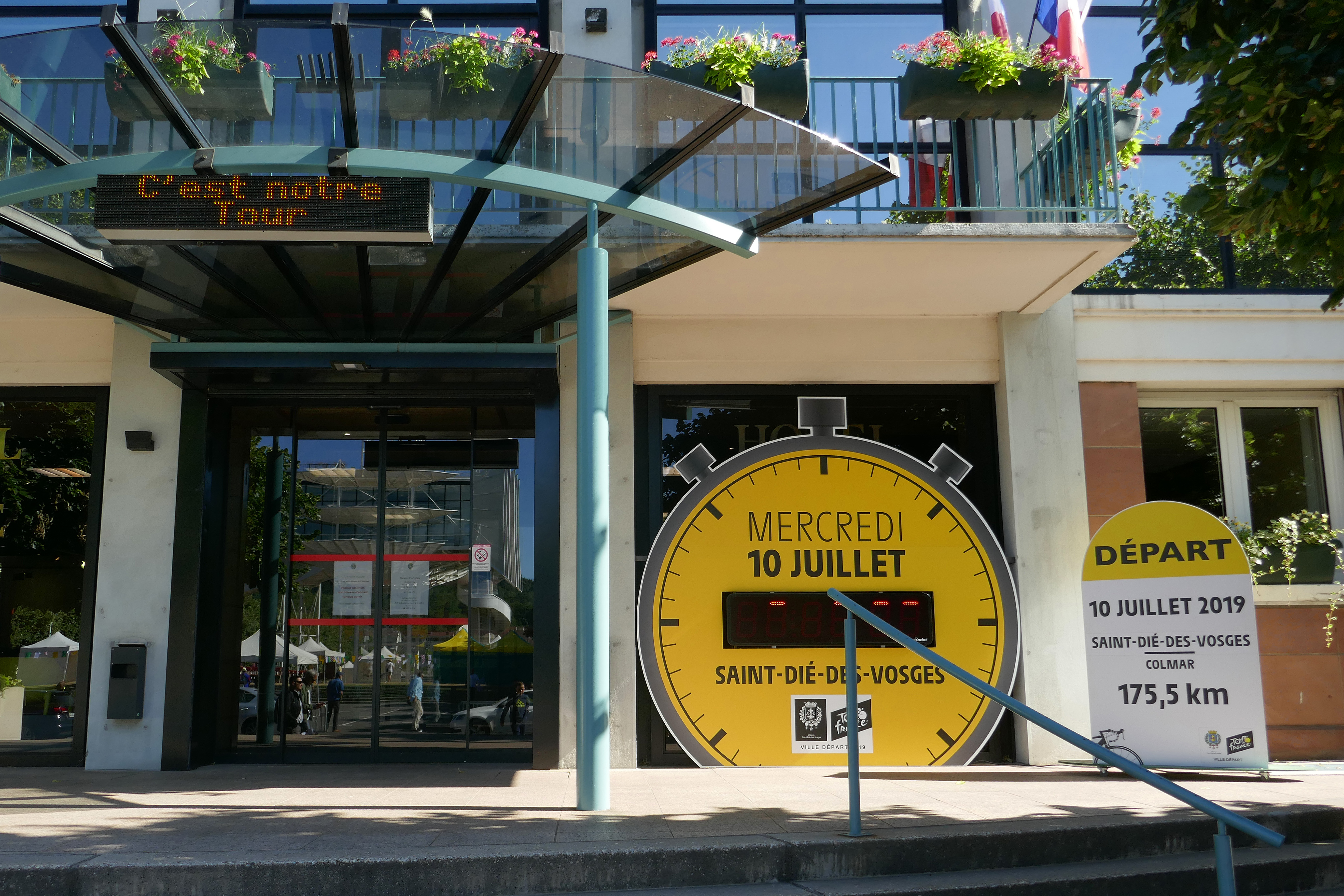
La 5e étape du Tour de France à Saint-Dié-des-Vosges le 10 juillet 2019.

Le sport déodatien fut longtemps placé sous une égide associative unique, les Sports réunis déodatiens ou SRD. Baptisée primitivement Stades réunis déodatiens, elle est née de la nécessité, au cours de la période d’après-guerre, de concrétiser une solidarité entre tous les sportifs, en premier lieu pour maintenir l’accès au plus grand nombre, en second lieu pour partager au mieux les équipements disponibles et minimiser les coûts de gestion. Cette structure collégiale, à l’exception notable du tennis et de quelques autres sports individuels, a disparu en 1996.
En étant ville de départ de la 5e étape de la 106e édition du Tour de France, la commune, pour la première fois de son histoire, a accueilli « la Grande boucle » en 2019.

#### Installations sportives
Une vingtaine d’installations sportives ont été mises en place ou rénovées au cours des quatre dernières décennies, ce qui a permis l’apparition de multiples manifestations. Ces installations sont soumises à des normes et des demandes de pratiques sportives toujours évolutives et diversifiées.
Les équipements disponibles ou aménagés sous le contrôle des associations sportives permettent la pratique des principaux sports collectifs et des disciplines phares de l’athlétisme mais aussi de gymnastique rythmique, de natation, de trampoline, de tennis de table, d’escrime, de badminton, de tir et de sports de combat tels que judo, aïkido, karaté, lutte gréco-romaine, haltérophilie pour débutants et de saut à cheval sur parcours réduit…

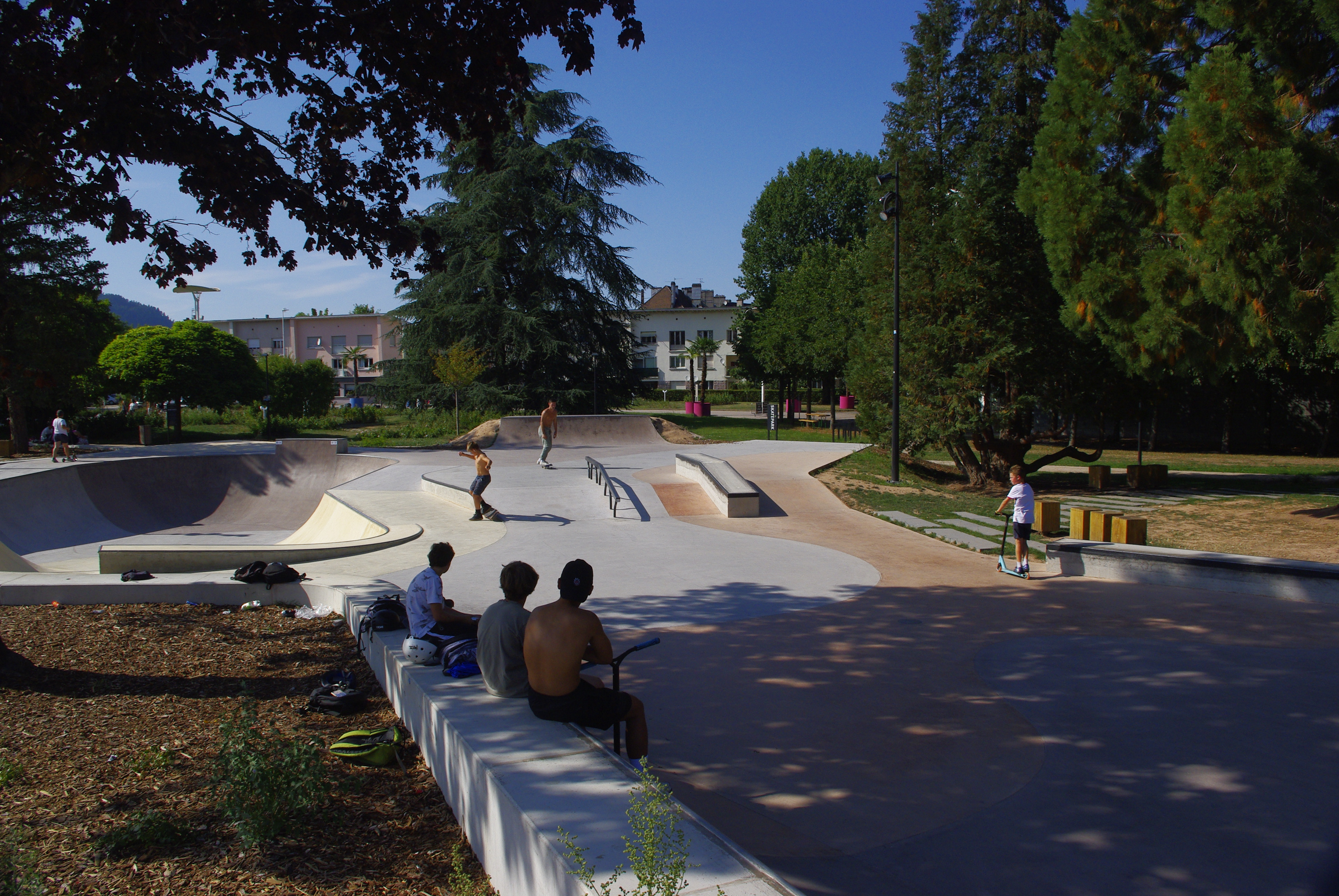
Skate-park du parc Jean-Mansuy.

Le club de tennis gère de nombreux cours à l’air libre ou sous abris. Les golfeurs disposent de lieux d’exercice et d'un parcours compact de neuf trous en bordure de Meurthe. Des compétitions homologuées par la fédération française de golf y sont organisées deux fois par mois.
Un skatepark d’une surface de 1 300 m2 est situé dans le parc Jean-Mansuy, jardin public de centre ville.
En dehors des équipements municipaux ou élaborés avec un partenariat municipal, il existe des structures privées. Le Géoparc est un complexe sportif et nautique privé. Il existe également des salles de billard et de bowling.

#### Résultats sportifs
L'équipe de football du SRD Saint-Dié accéda à la Division 2 en 1976/77, avant de décliner rapidement au cours des années 1980 où elle fut rétrogradée en troisième division après la saison 81/82. Actuellement, les mécènes de l’arrondissement supportent l’équipe de Raon-l’Étape qui bénéficie d’un accord de proximité avec le club nancéien.
En 2007, le club de basket-ball et le Rugby club ont été rétrogradés en divisions inférieures. Le Rugby Club sous la direction du président Collet avait réussi une ascension au-delà du niveau régional, mais après son retrait, le Rugby Club n’a pu se maintenir.
Dans le cadre d’un partenariat avec la Fédération française de volley, la ville héberge l’équipe de France féminine de volley-ball. Son équipe dirigeante, en raison de précédents résultats fort modestes, ne pouvait honorer au début du millénaire les hausses de locations d’équipement en banlieue parisienne. Les amateurs de volley d’Alsace et de Lorraine ont pu voir quelques matchs et tournois internationaux. La ville a notamment accueilli en 2005 le tournoi de pré-qualification pour le Mondial seniors féminin de 2006. La ville a organisé, en partenariat avec la ville de Metz, la phase finale du Championnat d’Europe junior féminin 2006. Le collège public Souhait abrîte par ailleurs une section sport études Volley-Ball.
Résultant de cette implication des instances fédérales, le club de volley-ball féminin Saint-Dié-des-Vosges Volley-ball s'est progressivement développé dans la ville pour atteindre, à compter de la saison 2018-2019, le niveau Élite féminine équivalant au deuxième niveau national. Au terme de la la saison 2024-2025, le club surnommé "les Louves" accède, invaincu, à la première division nationale.
La ville abrite en outre un club de hand-ball.
Le tir à l’arc se développe. Les équipes de tir à la carabine, longtemps privés d’équipement à la suite d'un incendie, organisent des petites compétitions régionales.
La ville a une longue tradition en matière de tennis de table même si, depuis les années 2000, la section pongiste des Stades réunis déodatiens connaît la proche concurrence du club d’Étival-Clairefontaine.
De nombreuses autres activités sportives peuvent être pratiquées dans la commune telles que billard et pétanque.

#### Activités de plein air

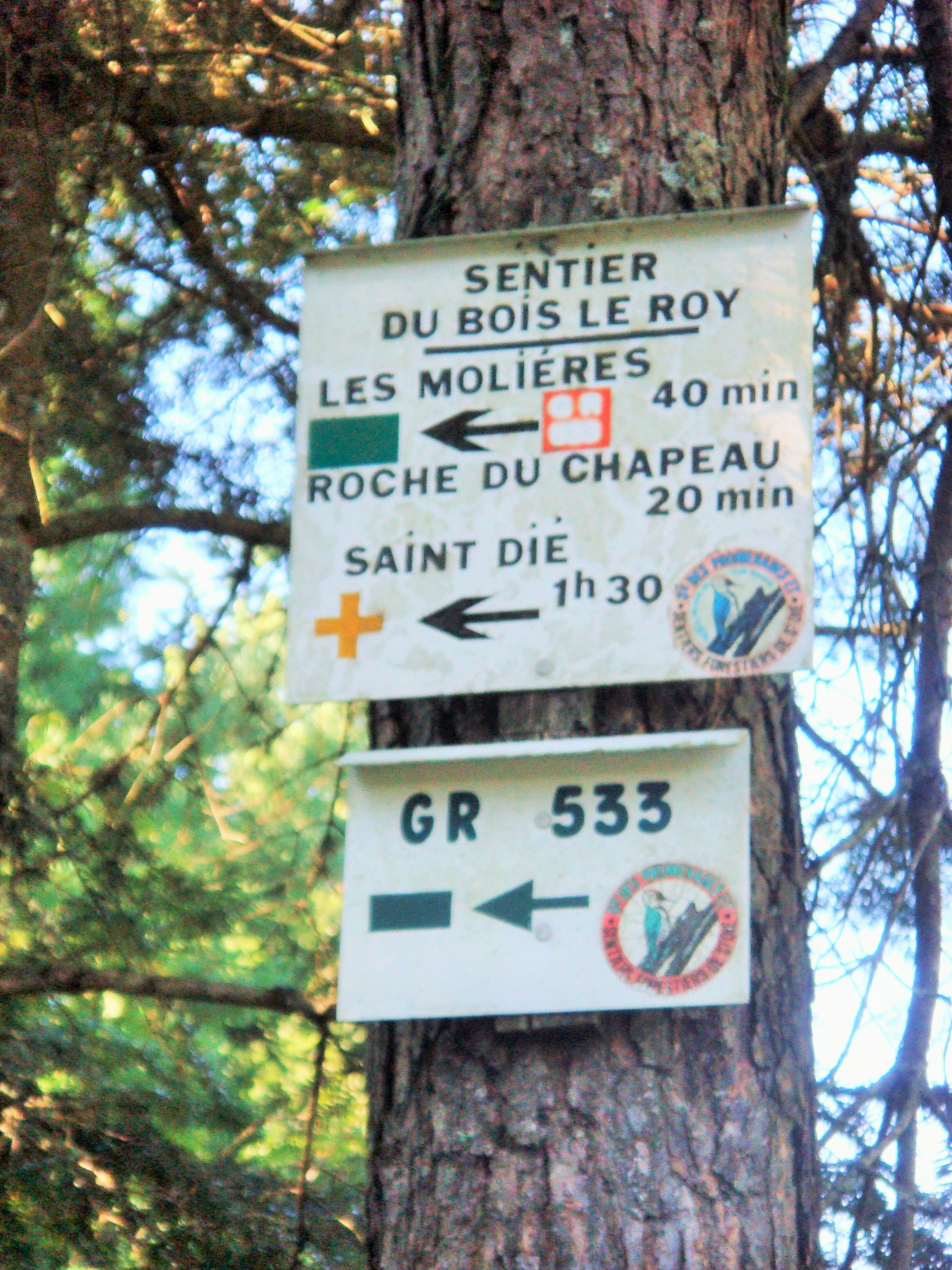
Balisage aux normes du Club vosgien des nombreux sentiers du massif.

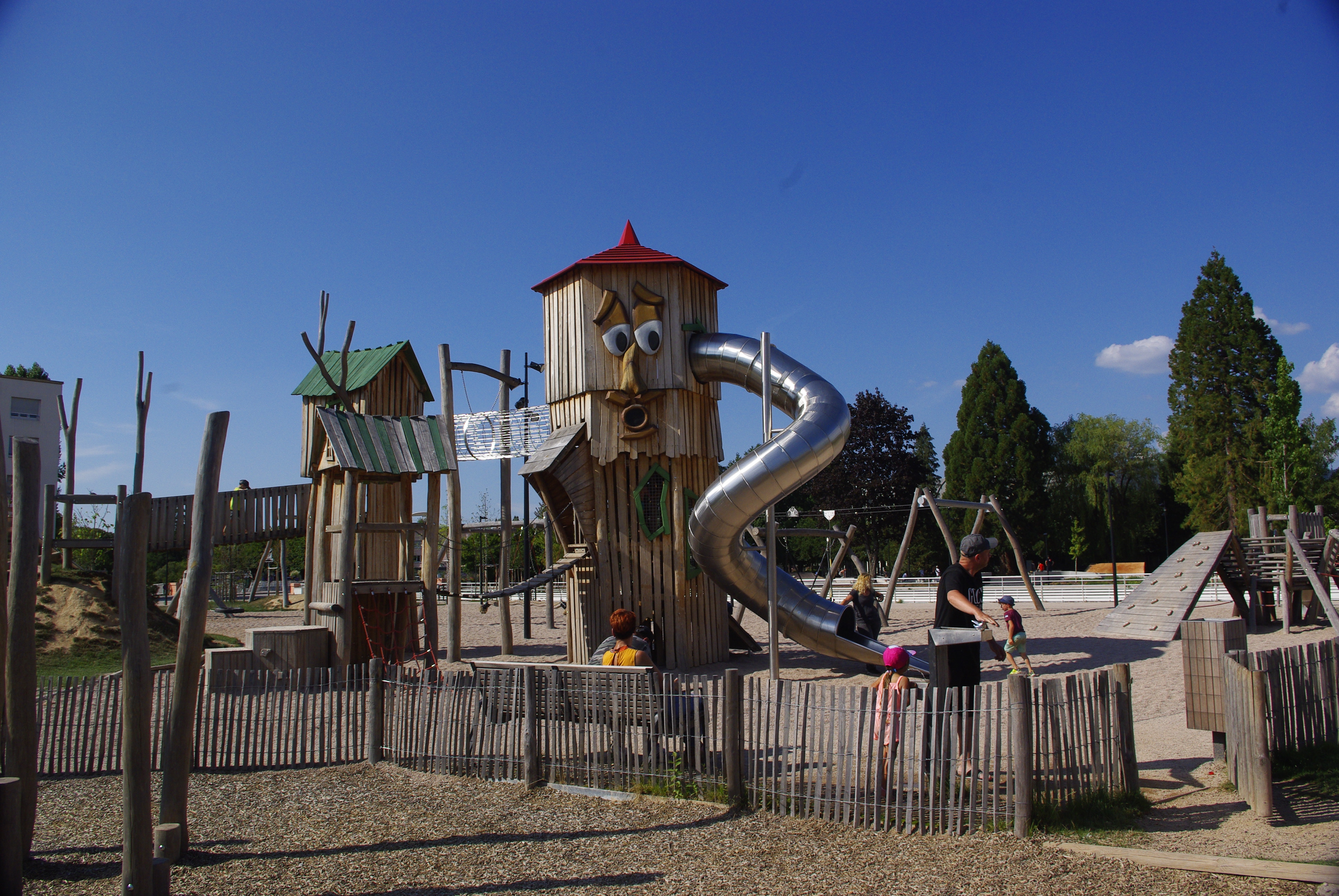
Aire de jeux pour enfants du Jardin Simone-Veil en bord de Meurthe.

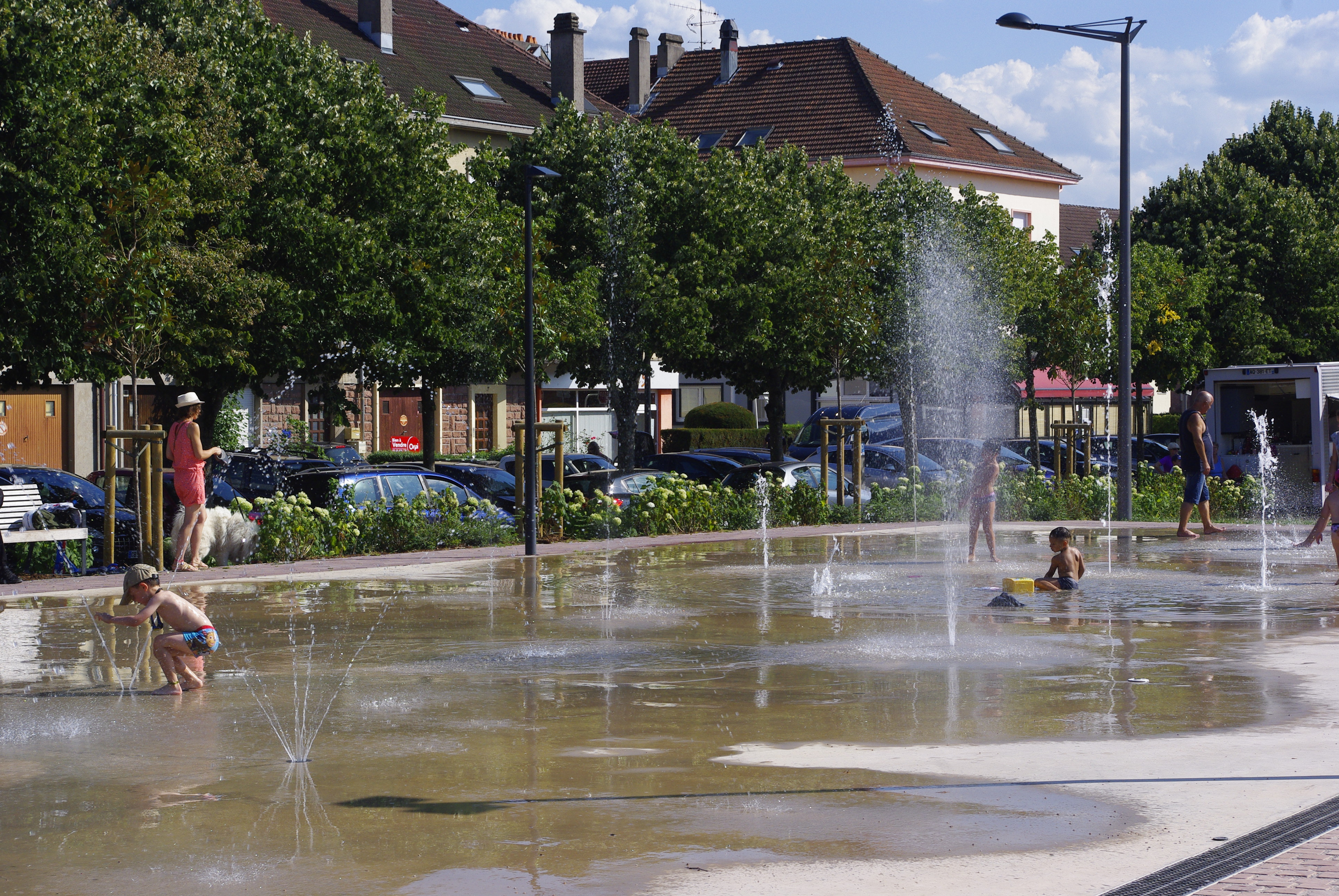
Jets d'eau ludiques au cœur de ville.

L'environnement forestier des massifs de moyenne montagne qui entourent la cité déodatienne (Kemberg, Madeleine, Ormont) s'avère particulièrement propice à la pratique de la randonnée pédestre. La ville dispose ainsi de 220 kilomètres de sentiers balisés dont le sentier de grande randonnée 533 reliant la Lorraine mosellane aux Vosges comtoises. La gare de Saint-Dié constitue le point de tangence des parcours respectifs des GR de Pays de Déodatie nord et sud.
Ce cadre forestier adapté à la pratique de la randonnée pédestre l'est tout autant pour la pratique sportive du VTT ou de la course à pied. Le « Trail des roches », épreuve annuelle payante de fond ou de marathon, à forts dénivelés est à cet égard réputée sélective. Elle emprunte depuis quelques années en mai un parcours tracé dans les sentiers aménagés par les bénévoles du Club vosgien. Les concurrents arpentent les collines boisées ceinturant un massif de grès voisin de la ville.
La section d’athlétisme valorise la pratique de la course. Elle en fait aussi, chaque mardi soir sur l’anneau de course du stade Émile-Woehrlé, un moyen de rencontre entre jeunes et chefs d’entreprise. La section organise gratuitement, chaque année, pour tous les publics une course ou marche familiale le long des berges de la Meurthe,.
Depuis juillet 2018, les enfants disposent en cœur de ville d'une importante aire de jeux de plein-air agrémentée de jets d'eau ludiques au bord de la Meurthe. Ces installations s'inscrivent dans le cadre de l'aménagement du jardin Simone-Veil situé en face du parc Jean-Mansuy et de la tour de la liberté.

#### Sports pour handicapés
Répondant à une forte demande, les SRD ont développé une section handisport, proposant des activités physiques et des jeux de balles soit spécifiques soit adaptés suivant le handicap.

#### Sports mécaniques
- Saint-Dié fut ville-étape du rallye Alsace-Vosges à plusieurs reprises (manche du championnat de France). La région déodatienne a accueilli une spéciale du Rallye de France en WRC dans le pays d'Ormont[101].
- Le circuit du Géoparc accueille plus ou moins régulièrement la super-finale sur glace du Trophée Andros : 2005, 2007… 2015. Une super-spéciale du rallye Alsace-Vosges s'y est déroulée en 2005. En 2015, il accueille la Super-Finale du Trophée Andros.
- Une piste de voiture radiocommandée est par ailleurs installée à Anould, à 12 km en amont de Saint-Dié-des-Vosges, (Carazard-Modélisme[102]).

#### Sports de l’esprit
Chaque année, pendant le week-end de Pâques, se déroule un Open international d’échecs. À l’instar du cercle d’échecs, les clubs locaux de bridge et de Scrabble dépendent eux aussi de la fédération des Sports réunis déodatiens.

### Médias

#### Presse écrite
- Vosges Matin : journal local quotidien des Vosges qui couvre aussi à une partie de la Haute-Saône et de la Meurthe-et-Moselle. Son siège est situé à Épinal tandis qu'une agence locale du journal se situe place Saint-Martin à Saint-Dié-des-Vosges.
- L'Écho des Vosges[104] : journal de l'actualité vosgienne.
- Actu 88[105] : l'autre journal numérique de l'actualité vosgienne (fermé).
- Autre site d'actualité : Saint-Dié info.

#### Télévision
- Vosges Télévision[106] : chaîne locale privée des Vosges.
- France 3 Lorraine : chaîne locale publique de la région basée à Nancy. Elle peut traiter l'actualité locale lors de ses décrochages régionaux dans le 12/13, 19/20 et Soir 3.

Le site d'émission de la Montagne d'Ormont (Saint-Dié 2) émet les chaînes de la TNT pour les déodatiens dont France 3 Lorraine et Vosges Télévision.

#### Radios locales
Saint-Dié dispose d'une bande FM riche depuis 2011. Parmi ces 23 radios, il y a cinq radios locales :
- 91.4 Cocktail FM : radio associative de Gérardmer (88.9 FM)[108]. Elle émet aussi à La Bresse et au Tholy sur la même fréquence que Gérardmer.
- 92.1 Ici Sud Lorraine (anciennement France Bleu Sud Lorraine) : radio locale publique basée à Nancy et qui émet sur le Sud lorrain.
- 93.5 Radio Belle Vue : radio associative de Combrimont (102.0 FM). Ses studios se trouvent aujourd'hui à Provenchères-et-Colroy[109].
- 94.3 Magnum la radio : radio locale commerciale émettant de la Haute-Marne aux Vosges en passant par Nancy (99.2 FM). Ses studios se trouvent à l'espace Andrée Chedid de Contrexéville.
- 97.6 Radio Canal Myrtille : radio associative basée à Thiaville-sur-Meurthe. Elle émet aussi à Lunéville et à Baccarat sur la même fréquence.
- 107.2 Radio Star : radio régionale commerciale émettant du Nord franc-comtois au Nord bourguignon en passant par l'Aube, la Haute-Marne et les Vosges. Ses studios se trouvent dans la zone Valparc de Montbéliard.

Les radios nationales émettant sur Saint-Dié-des-Vosges sont :
- 87.8 France Inter ;
- 88.3 RTL2 ;
- 89.9 RMC ;
- 90.5 France Musique ;
- 91.0 M Radio ;
- 95.9 Nostalgie ;
- 96.6 Fun Radio ;
- 97.2 Rire et Chansons ;
- 98.0 France Culture ;
- 99.6 RTL ;
- 100.2 NRJ ;
- 102.4 Skyrock ;
- 103.4 Jazz Radio ;
- 103.9 RFM ;
- 104.9 Europe 1 ;
- 105.7 France Info ;
- 106.2 Virgin Radio.

Il existe par ailleurs une webradio qui se nomme Radio Saint-Dié, lancée le 1er janvier 2018.

### Cultes
À Saint-Dié-des-Vosges, la population déodatienne dispose d'une cathédrale, de deux églises (l'église Notre-Dame de Galilée attenante au cloître et l'église Saint-Martin située sur la rive gauche de la Meurthe) ainsi que de deux chapelles (chapelle Saint-Roch et chapelle dite du « Petit-Saint-Dié ») ; d'un temple protestant, d'une mosquée et d'une synagogue.
Les cultes catholique, réformé et musulman sont régulièrement assurés dans leurs édifices religieux respectifs. En revanche la synagogue, reconstruite après avoir été sinistrée en novembre 1944 n'est plus, depuis la deuxième guerre mondiale, qu'exceptionnellement utilisée pour le culte israélite.

## Économie
À la fin du XIXe siècle, Saint-Dié était une petite ville industrielle. Aujourd'hui, l’essentiel des activités de services est sous le contrôle de l’État : services hospitaliers, écoles et établissements d’enseignement publics ou privés. Quelques gros centres publics sont devenus les plus gros employeurs. Les entreprises industrielles qui ont assuré un rayonnement à la ville au cours de la seconde partie du XXe siècle ont disparu ou ont été, en tout ou en partie, délocalisées dans les pays de l’Est européen. La plupart des commerces indépendants du centre-ville ont périclité, supplantés par les chaînes et les grosses entreprises de services marchands et de distribution. Le hard-discount est un des rares secteurs en croissance continue sur les dix dernières années.
- Enseignes de distribution ;
- Métallurgie ;
- Textiles et plastiques ;
- Imprimerie ;
- Agroalimentaire ;
- BTP ;
- Le Toit vosgien ;

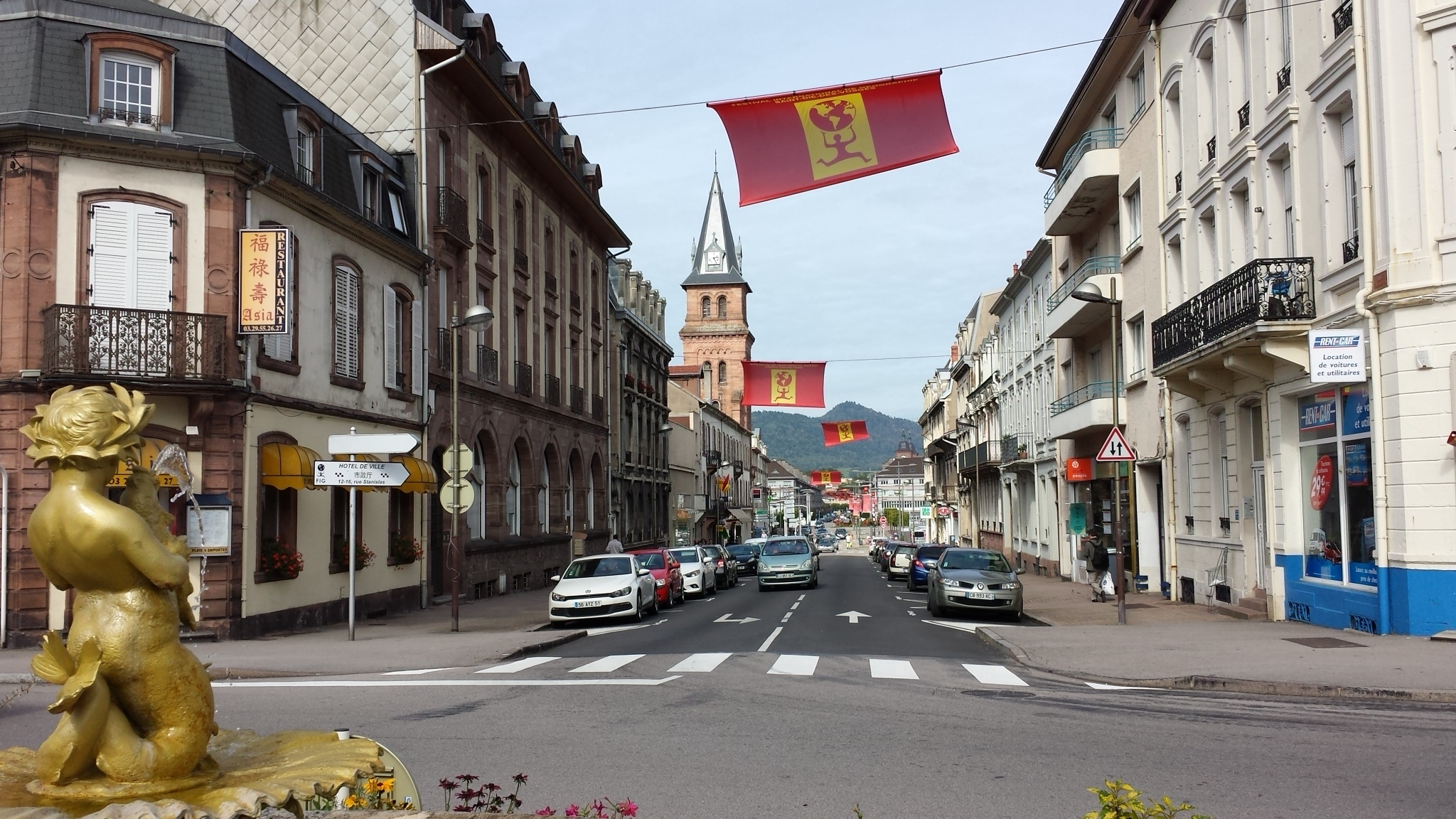
La rue Gambetta vue de la gare.

- Antenne de la Chambre de commerce et d'industrie des Vosges ;
- Antenne de la Chambre des métiers des Vosges.

### Action Cœur de ville
La ville est lauréate du plan de dynamisation des centres-villes « Action cœur de ville » dont l'enveloppe nationale de crédits consacré par l’État à travers ses organismes d'intervention (notamment l'ANAH et la Caisse des dépôts) s'élève à cinq milliards d'euros. Le dispositif résulte de la prise de conscience par les pouvoirs publics de la nécessaire revalorisation des centres-villes soumis à une vacance croissante de leurs locaux commerciaux, phénomène particulièrement perceptible dans les villes moyennes de province.
Depuis les années 2000, Saint-Dié subit en effet l'érosion de l'attractivité commerciale de son centre-ville au profit de zones commerciales situées aux marges du territoire communal ; évolution qu'amplifie, au détriment de la démographie déodatienne, l'urbanisation résidentielle de villages périphériques alimentée par des populations à niveaux de vie plus dynamiques.
Le projet déodatien de revitalisation du centre-ville possède la particularité de porter sur un urbanisme spécifiquement d'après-guerre. Il est donc l'occasion de restructurer à la fois un parc de logements, d'équipements et de bâtiments publics de même vétusté désormais à rénover simultanément. C'est ainsi, que le président de la République, Emmanuel Macron, y voyant un exemple emblématique d'application, a choisi, le 18 avril 2018, de centrer sa visite à Saint-Dié sur les objectifs du dispositif gouvernemental Action cœur de ville à destination des villes moyennes. À cet égard la réhabilitation du centre-ville d'une ville centre, au demeurant affectée par la détérioration de son environnement industriel et le développement du commerce périurbain, constitue pour les pouvoirs publics un changement de paradigmes revendiqué comme tel en matière de politique publique.

### Social
Saint-Dié-des-Vosges appartient à la diagonale urbaine de la pauvreté du Sud-Est lorrain, elle est la ville qui en 2017 connait le taux de chômage le plus élevé du Grand Est. Le long déclin économique de Saint-Dié est masqué et n’apparaît que depuis peu car la natalité s’est maintenue à des taux plus élevés pendant les années soixante que dans le sud des Vosges dont les terroirs les plus à l’ouest sont en voie de désertification.
Les taux de chômage et d'absence d'emploi réels cumulés sont supérieurs à 20 %, mais ce sont surtout le faible niveau de qualification de la jeunesse, le vieillissement accéléré de la population, les nombreux départs en retraite des plus aisés vers le sud de la France qui pénalisent la ville. Les jeunes couples à fort revenus s’installent dans les communes environnantes en croissance afin de fuir les taux d'impôts locaux plus élevés. À Saint-Dié-des-Vosges, plus de 55 % des foyers fiscaux ne sont pas assujettis à l’impôt sur le revenu.
La ville équilibre son budget en partie grâce aux subventions de l’État. Le maintien de l’habitat social, en particulier une fraction des constructions le Toit vosgien, est de facto une nécessité. Notons que le taux d’habitants propriétaires est de l’ordre de 35 %. Le revenu annuel moyen par ménage s’élevait en 2001 à 13 774 €. Ce qui caractérise aussi Saint-Dié-des-Vosges est une forte disparité de revenus entre habitants, comparée aux autres communes.
| Données 2015     | Saint-Dié-des-Vosges | Population active de 15-64 ans (%) | Moyenne des villes (%) |
| ---------------- | -------------------- | ---------------------------------- | ---------------------- |
| Actifs en emploi | 5 963                | 73,6                               | 89,0                   |
| Chômeurs         | 2 144                | 26,4                               | 11,0                   |
| Inactifs         | 3 867                | 18,3                               | 14,6                   |

## Culture locale et patrimoine

### Lieux et monuments
La ville a obtenu un label « station touristique » en 1998.

#### Patrimoine archéologique

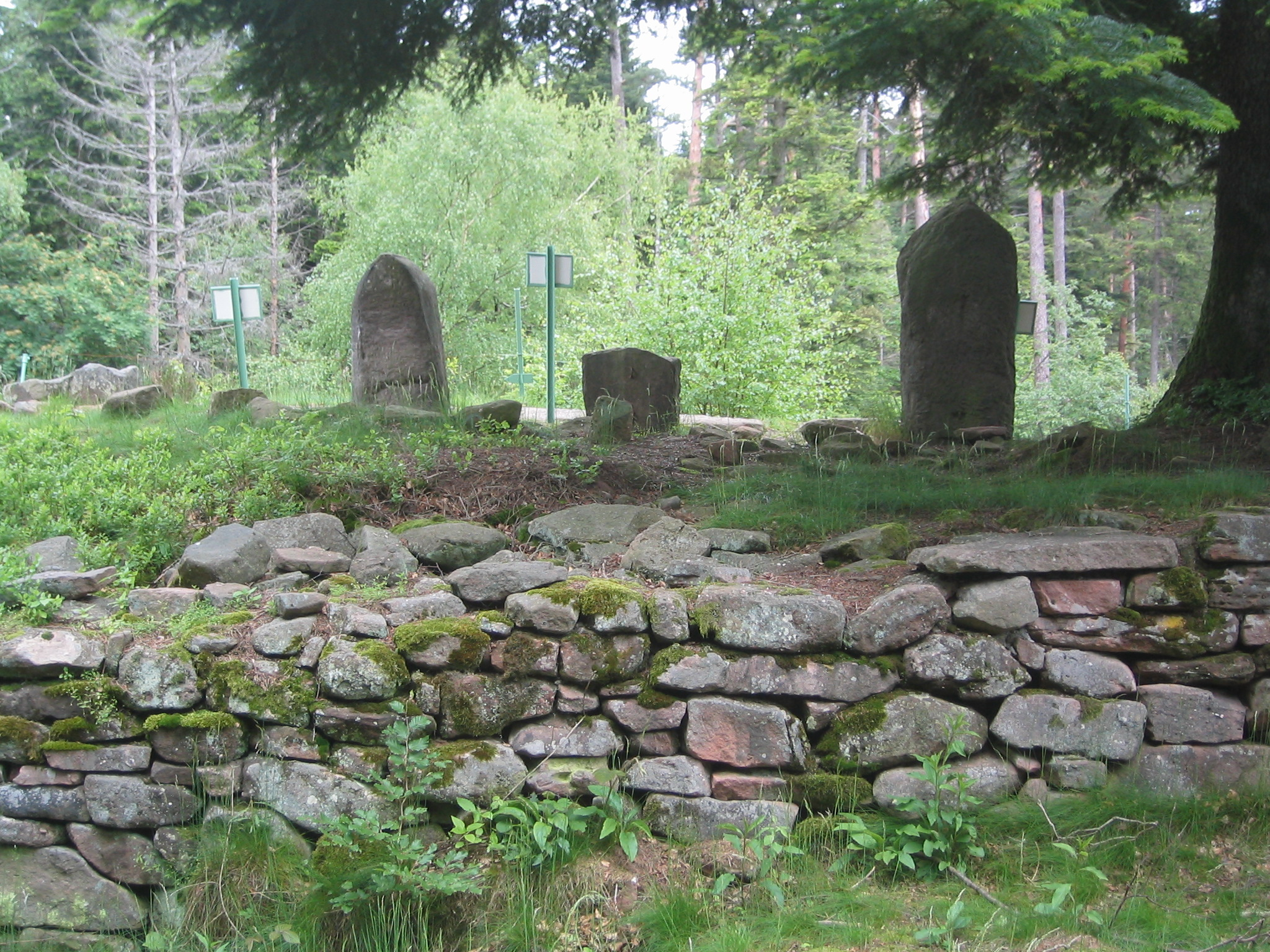
Camp celtique de la Bure.

- Le camp celtique de la Bure considéré par quelques guides comme le deuxième site archéologique du département des Vosges, n’a rien de comparable avec le Grand romain. Le site fortifié de hauteur occupe une superficie de 3 ha et domine l’ancienne voie des Saulniers — via salinatorium — qui reliait autrefois Etival à Andlau, en passant par Saales. Ce castellum fut habité en permanence du Ier siècle avant jusqu’au IVe siècle apr. J.-C. Le fossé, les différents remparts, les poternes, les bassins, mais aussi les objets aujourd'hui exposés au musée Pierre-Noël, témoignent de l’activité de ce camp retranché jusqu'à l’hypothétique arrivée des Alamans en 352. Le camp celtique est classé monument historique par arrêté du 6 août 1982 ; les versants et abords nord-est sont inscrits monument historique par arrêté du 5 avril 1993[123].

#### Patrimoine profane
- Statue de Jules Ferry, due à Antonin Mercié.
- Le musée Pierre-Noël est construit sur l'emplacement de l'ancien château dont la poterne est inscrite au titre des monuments historiques par arrêté du 17 avril 1931[124]. Il est consacré à la vie dans les Hautes-Vosges. Une grande partie du premier étage est consacrée à la faune et la flore, avec une partie de la collection ornithologique de Gaston Laurent, sans oublier les traditions, techniques, modes de vie des populations montagnardes de la civilisation de l’attelage. Au rez-de-chaussée, le musée présente une fraction de la collection archéologique liée au camp celtique de la Bure. Les sous-sols abordent l’histoire des derniers siècles, mettant à l’honneur l’homme d’État Jules Ferry, les guerres mondiales et l’aviateur salixien René Fonck. Les collections militaires font l’objet d’une thématique opposant troupes françaises et allemandes au cours des trois conflits. Une exposition annuelle inédite sur la défense passive en 1939-1940 est visible. Les beaux-arts et les arts décoratifs y sont bien représentés, et deux sections sont consacrées au couple Claire et Yvan Goll et au projet d’urbanisme que Le Corbusier proposa dans l’immédiat après-guerre au ministère de la reconstruction pour la ville sinistrée.
- Le palais de la Galazière, ancien palais épiscopal du XVIIIe siècle, dont la façade donnant sur la place de la cathédrale est classée au titre des monuments historiques par arrêté du 18 juillet 1933[125].
- La Ferme-musée de la Soyotte implantée au Faing de Sainte-Marguerite, non loin de Saint-Dié-des-Vosges, fait revivre dans une bâtisse de caractère du XVIIIe siècle la vie rurale d’autrefois dans les Vosges.
- C’est la silhouette blanche de la tour de la liberté, conçue par les architectes Jean-Marie Hennin et Nicolas Normier, qui, pour certains Déodatiens, idéalise la petite ville moderne[126]. Espace de rencontres et d’expositions à l’accès payant, elle héberge le musée Georges Braque - Métamorphoses qui présente une importante collection de bijoux, sculptures et céramiques que Georges Braque et Heger de Loewenfeld créèrent entre 1962 et 1963. Cet édifice devait n’être qu'une construction éphémère dans le Jardin des Tuileries à Paris pour le bicentenaire de la Révolution en 1989. Elle fut récupérée et montée à Saint-Dié face à l’hôtel de ville[127].
- Depuis 2005, un complexe touristique privé s’est installé dans la prairie d’Hellieule, Géoparc. Ce centre touristique, ouvert chaque jour et toute l’année, est doté d’un centre de sécurité routière. Un anneau sert, en saison froide, de centre d’apprentissage à la conduite automobile sur glace.
- L'usine Claude-et-Duval constitue l'unique bâtiment industriel construit par l’architecte d’origine jurassienne Le Corbusier. Le bâtiment est classé au titre des monuments historiques par arrêté du 10 mai 1988[128]. Établissement en activité très réduite, que l’on peut visiter après réservation payante auprès du musée. L'usine est inscrite depuis le 17 juillet 2016 au patrimoine mondial de l'UNESCO avec seize autres œuvres au titre de « L'œuvre architecturale de Le Corbusier ».
- L'usine Gantois, dont certains éléments du siège social sont inscrits au titre des monuments historiques par arrêté du 18 juillet 2013[129].
- La fontaine au 14 rue du Nord, datant du XVIIIe siècle, est inscrite au titre des monuments historiques par arrêté du 20 septembre 1946[130].

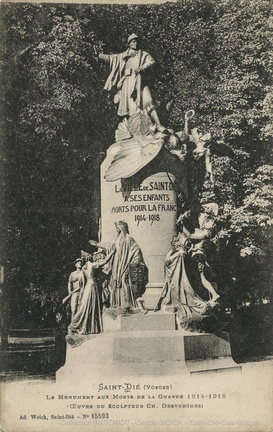
Monument aux morts dans son état initial (fonds photographique Ad. Weick).

- La fontaine place du chapitre, datant du XVIIIe siècle, est inscrite au titre des monuments historiques par arrêté du 2 décembre 1948[131].
- La maison du Docteur Gauthier, construite en 1961 par son beau père Jean Prouvé, est classée en totalité au titre des monuments historiques par arrêté du 29 mars 2005, le reste de la propriété est inscrit par l'arrêté du 29 mars 2004[132].
- Le monument aux morts érigé par souscription publique est inauguré le 26 août 1928 en présence de Louis Barthou, Président de la République[133]. Il commémore alors le sacrifice des Déodatiens morts pour la France au cours de la Première Guerre mondiale durant laquelle la ville fut tour-à-tour envahie, occupée, libérée puis bombardée comme ville de front, en particulier durant la bataille de La Fontenelle. L'édifice constitué de granit rose de Saint-Stail de 13 mètres de hauteur est à l'origine doté d'une imosante ornementation, oeuvre du sculpteur Charles Desvergnes. Celle-ci comporte un soldat écrasant du pied l'aigle germanique, écartant de sa main droite ses agresseurs tandis que sa main gauche fait tomber le poteau frontière ; ce dernier geste symbolisant « le retour dans la mère patrie des provinces perdues » selon la terminologie patriotique de l'époque. Sur le socle figurent Saint Déodat, fondateur de la ville, un guerrier gaulois et le général Nicolas Haxo dont la famille est d'origine déodatienne. L'ensemble de ce groupe est surmonté d'une Victoire ailée tandis qu'un autre groupe représente la ville marraine accueillant ses filleul américains venant la secourir en tirant un canon. Cette décoration en bronze est enlevée par Allemands dès octobre 1940 pour être fondue. Le monument ainsi dépouillé est, depuis lors, conservé en l'état afin de souligner la profanation commise par l'l'occupant  ainsi que le précise une inscription « ... afin de symboliser tous les malheurs endurés par Saint-Dié de 1940 à 1944 et notamment l'incendie volontaire de la ville par les troupes allemandes en novembre 1944 ».

#### Patrimoine religieux
- Par la fréquentation et l'attrait touristique, l’ensemble cathédral de Saint-Dié supplante tous les autres lieux de la ville. L'art médiéval, celui de la Renaissance, puis le classicisme, sont illustrés notamment par cet ensemble cathédral en grès rose comprenant, du nord au sud, l'église Notre-Dame-de-Galilée, le cloître et la cathédrale Saint-Dié. La cathédrale et le cloître sont classés au titre des monuments historiques par arrêté du 12 juillet 1886[134]. Éprouvée par plusieurs incendies et surtout par la Seconde Guerre mondiale, la cathédrale, restaurée, bénéficie aussi d’un mobilier et de vitraux[135] non figuratifs signés des grands noms de la non-figuration française. Un orgue a été récemment installé au-dessus de l’entrée par le facteur d’orgues Pascal Quoirin[136].
- Cure, dont la construction date du XVIIIe siècle et qui fut incendiée en 1944, a deux portes d'entrée objet d'une inscription au titre des monuments historiques par arrêté du 31 mai 1946[137].

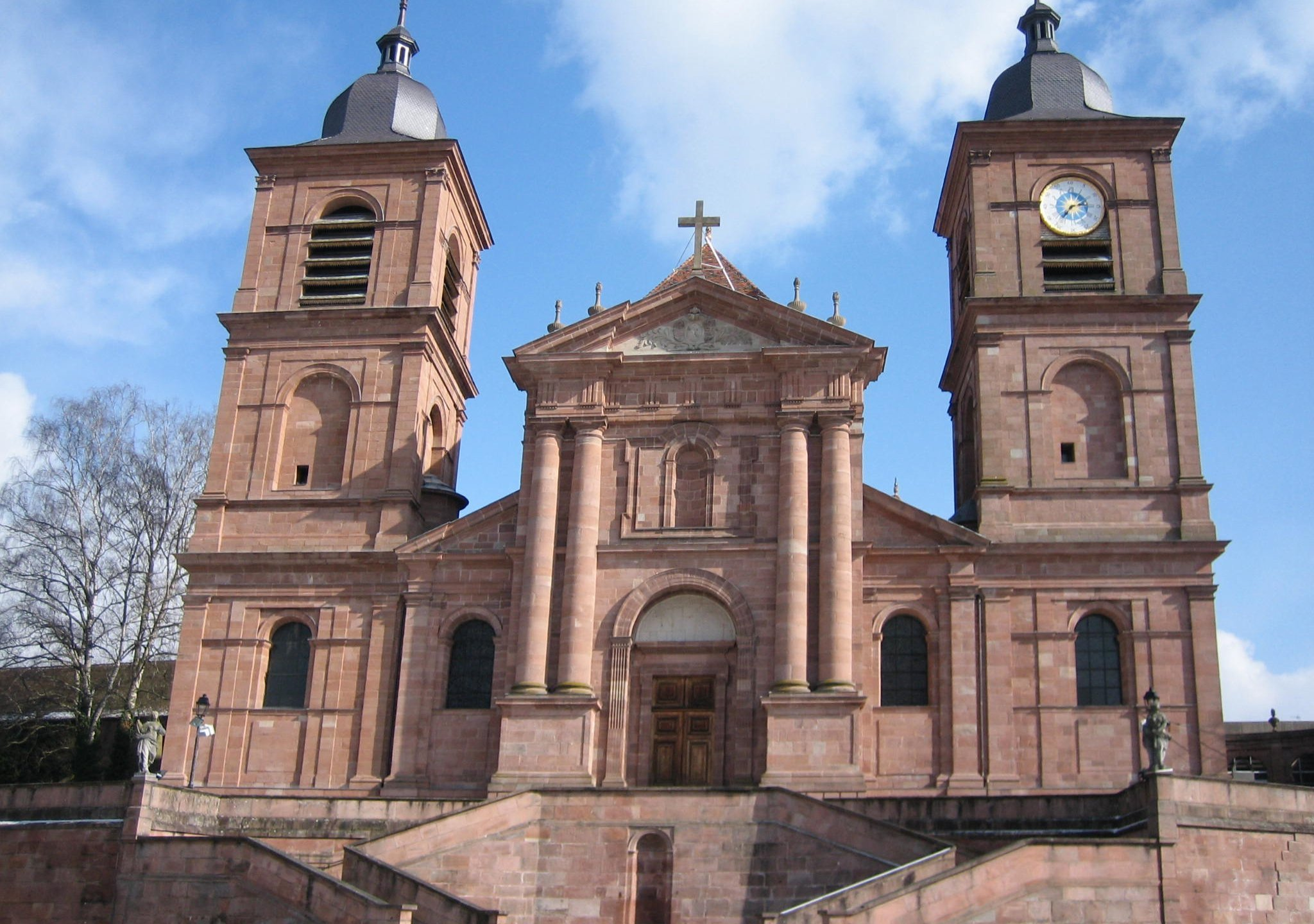
La Cathédrale Saint-Dié de Saint-Dié-des-Vosges.
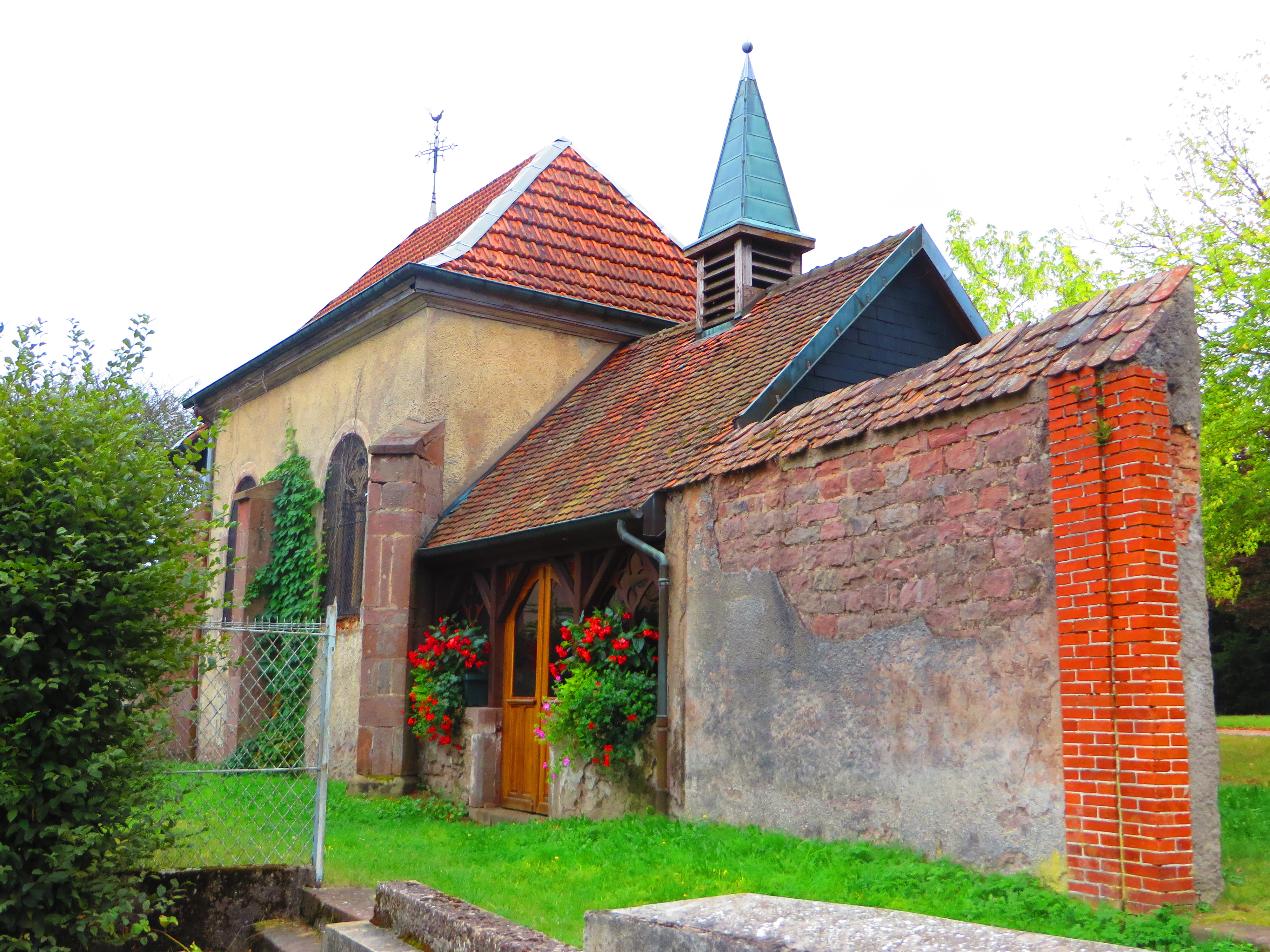
La chapelle Saint-Déodat ou chapelle du Petit-Saint-Dié.
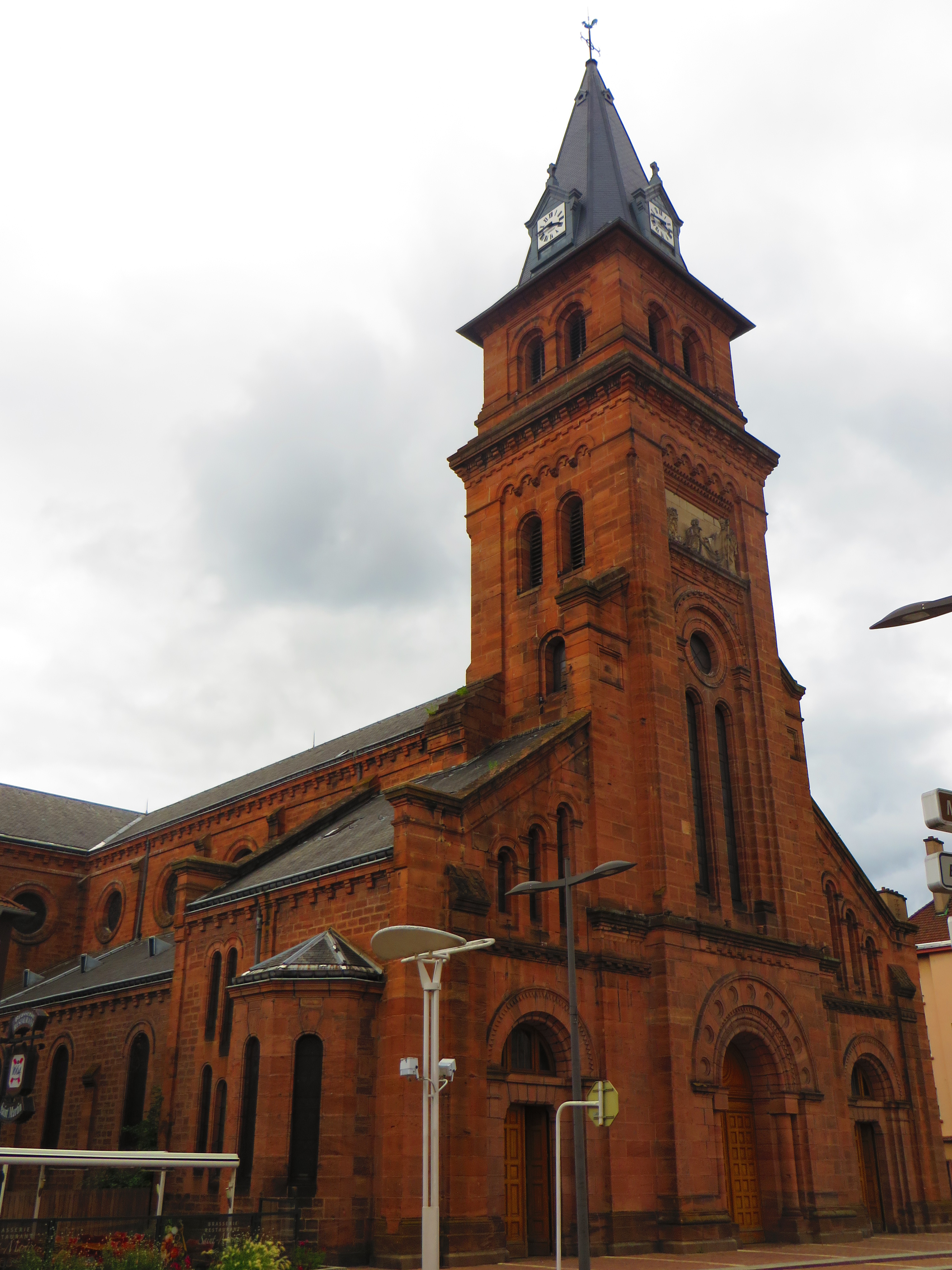
L'église Saint-Martin.
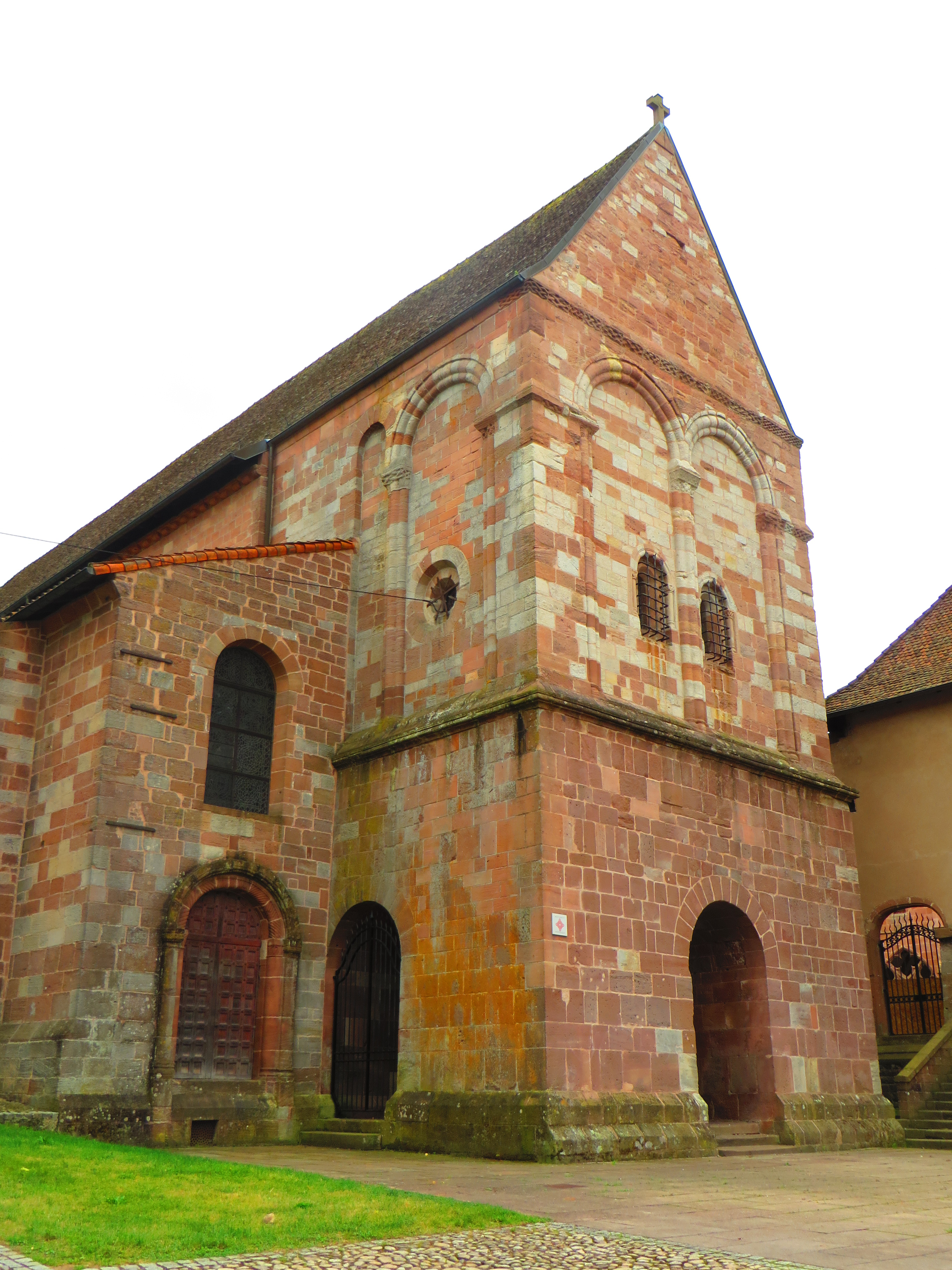
L'église Notre-Dame-de-Galilée.
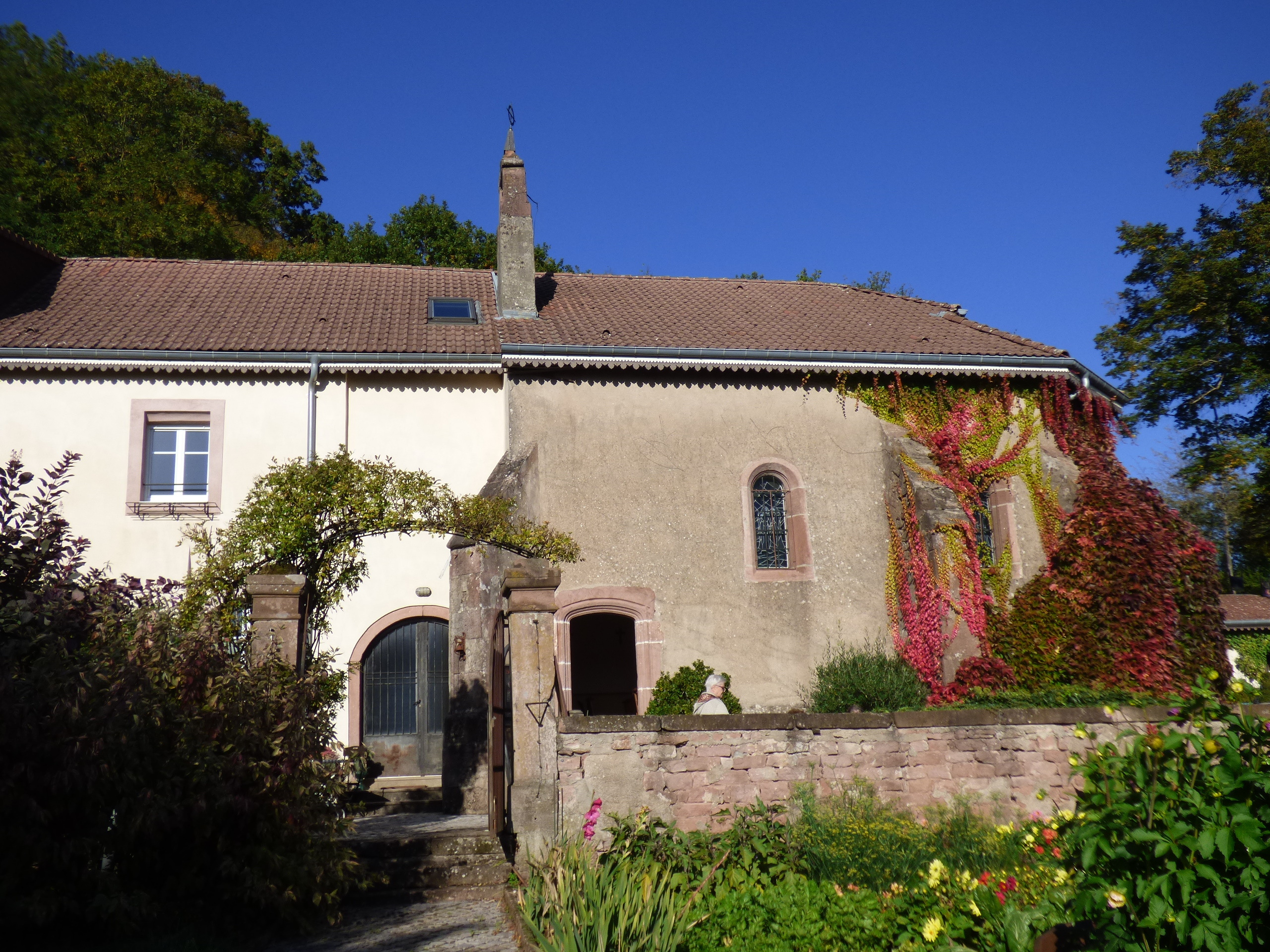
Ancienne chapelle Saint-Roch.
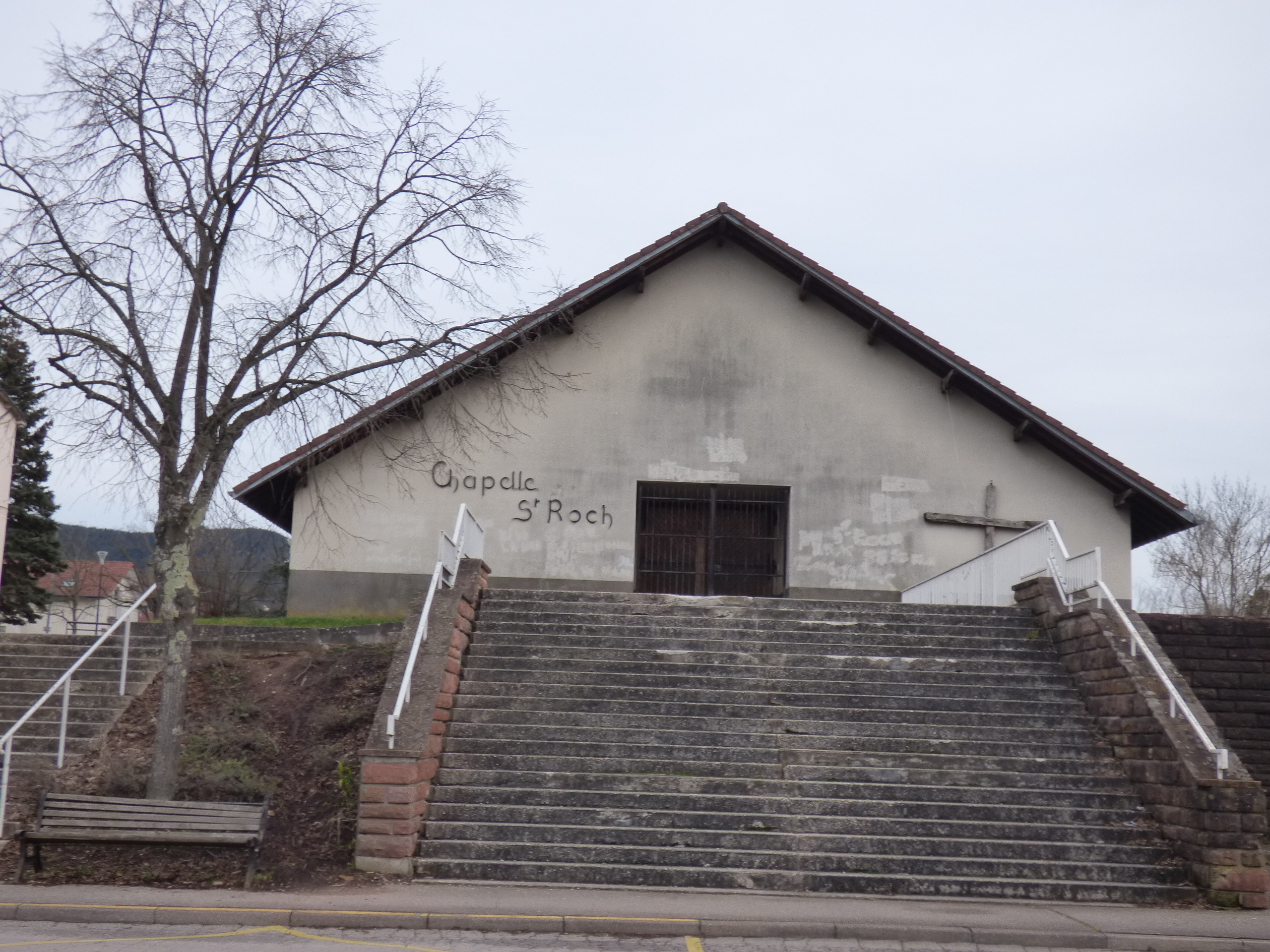
Nouvelle Chapelle Saint-Roch.
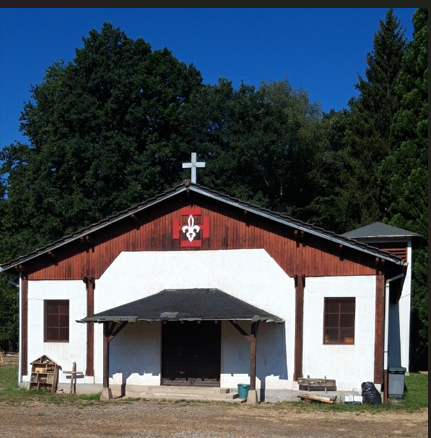
Chapelle de la Madeleine de La Bolle.
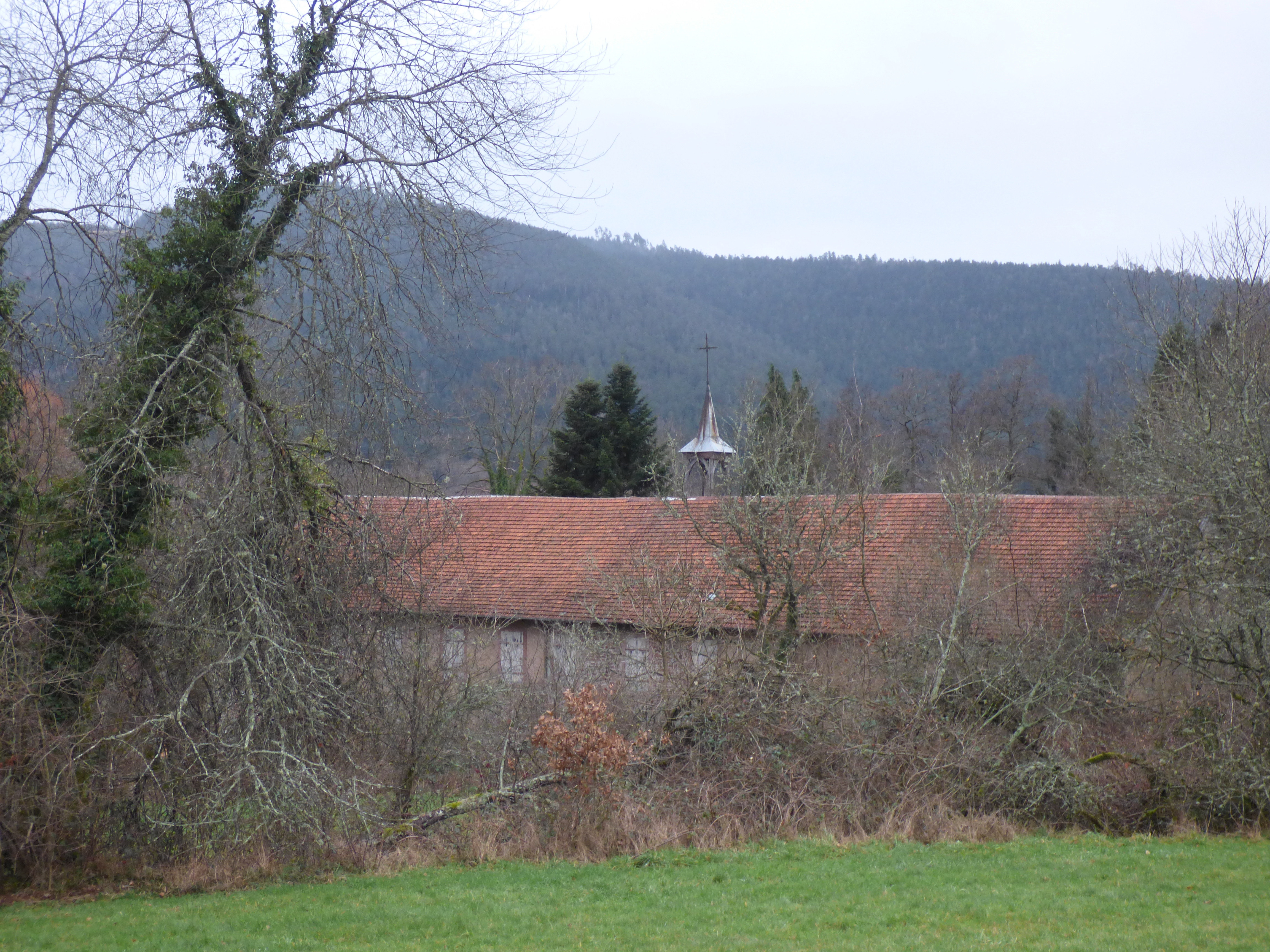
Chapelle de la Vierge de la Bolle.
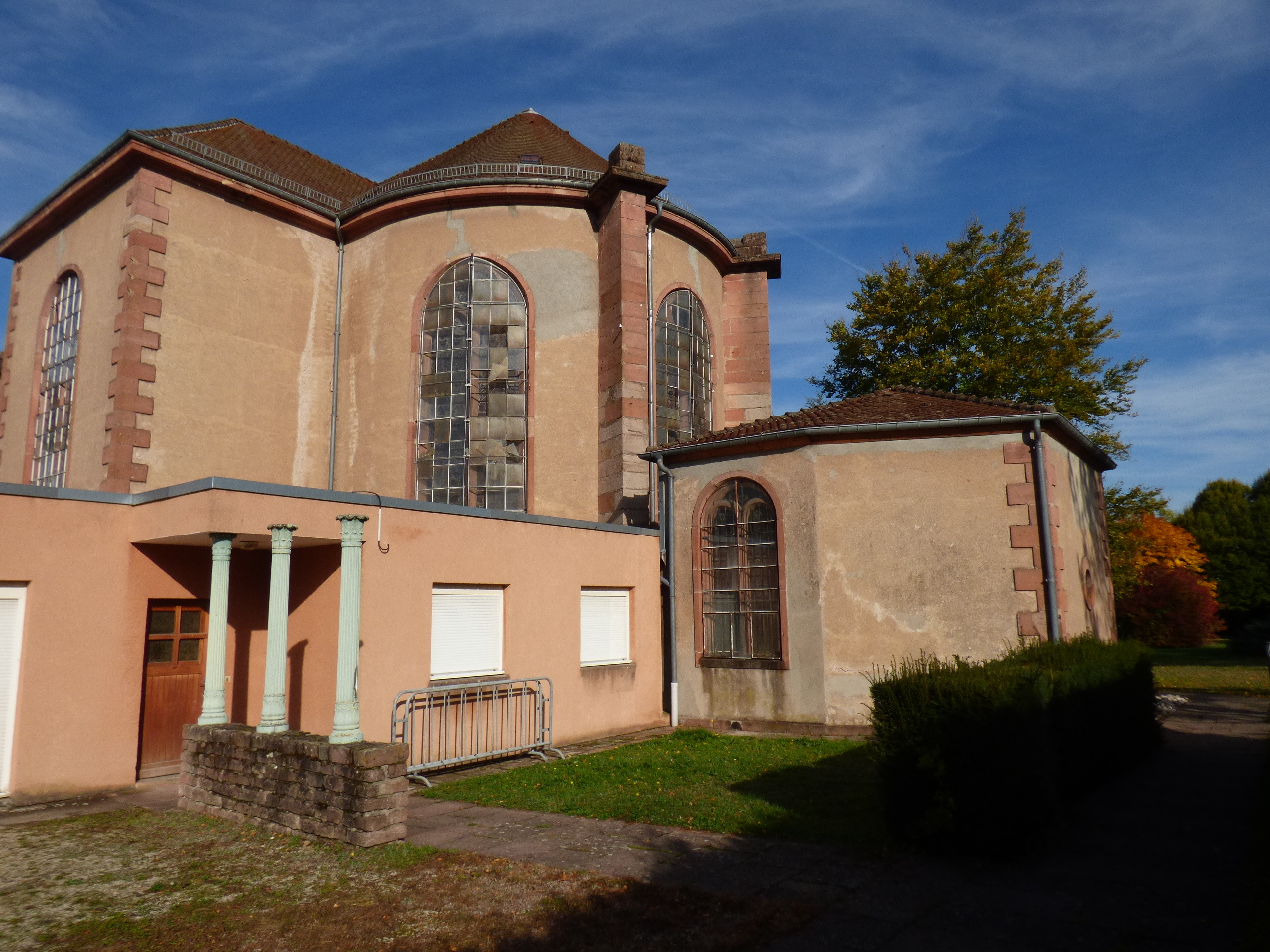
Chapelle maison de retraite.
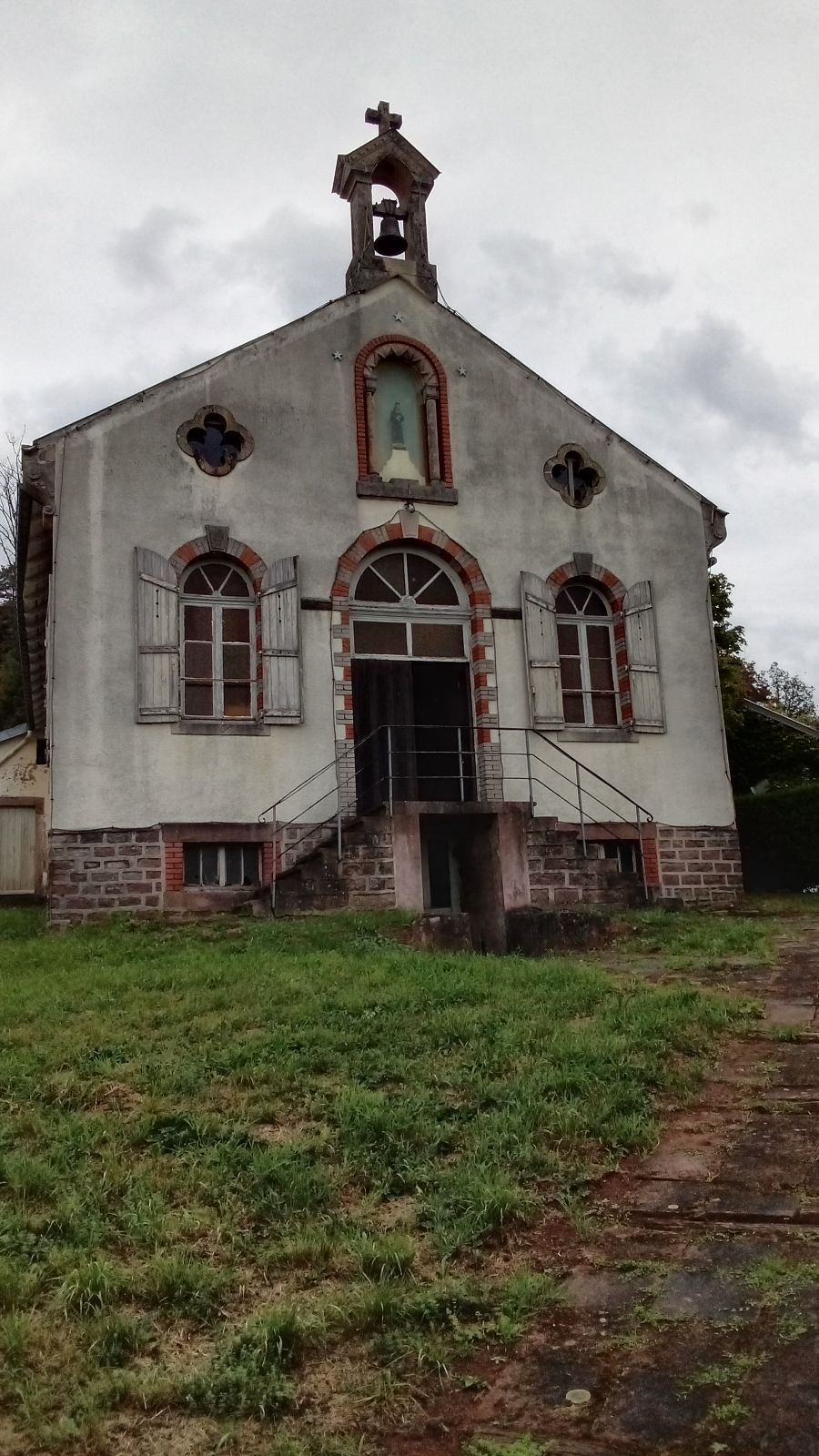
Chapelle Saint-Sébastien.
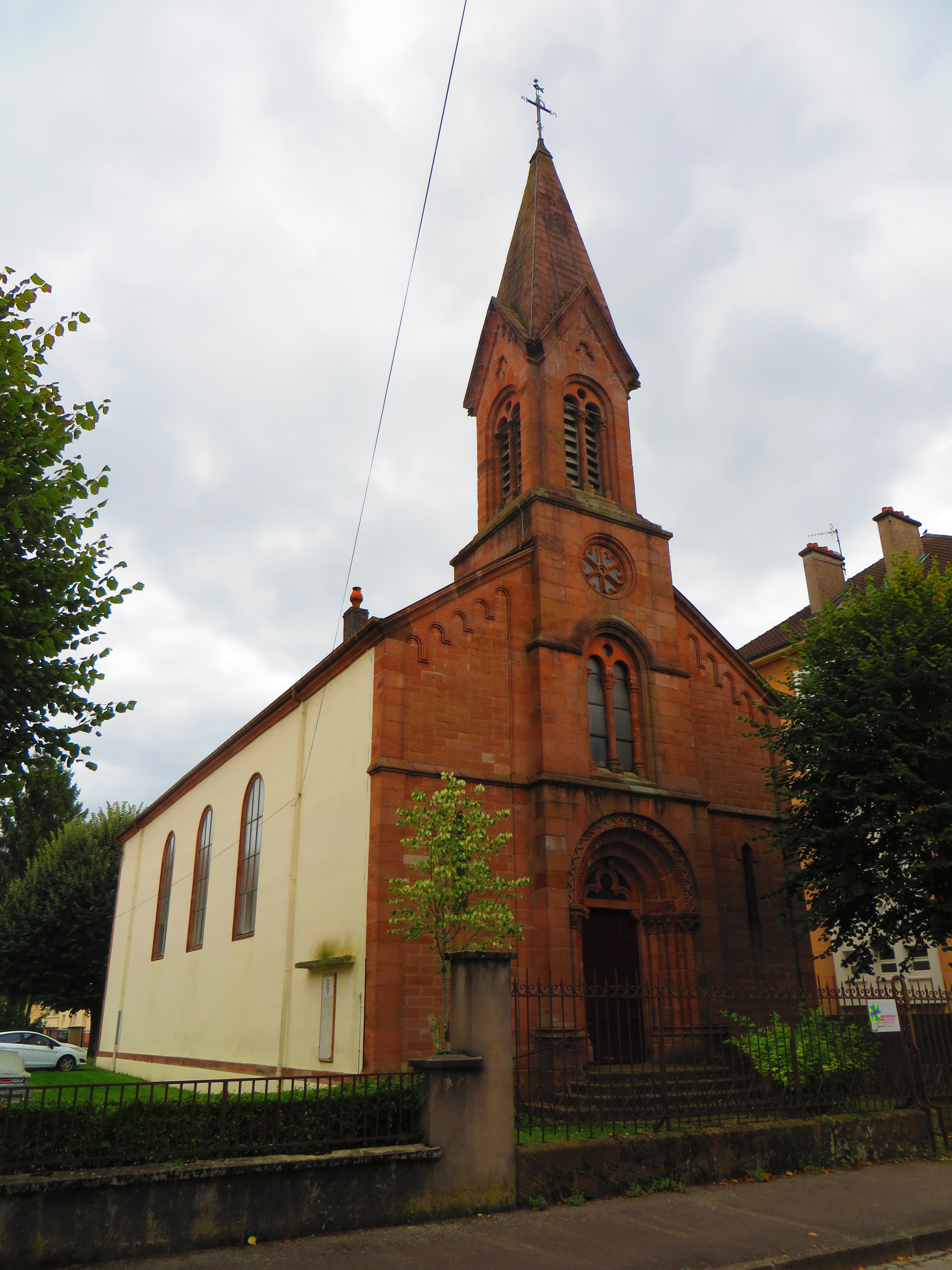
Le temple.
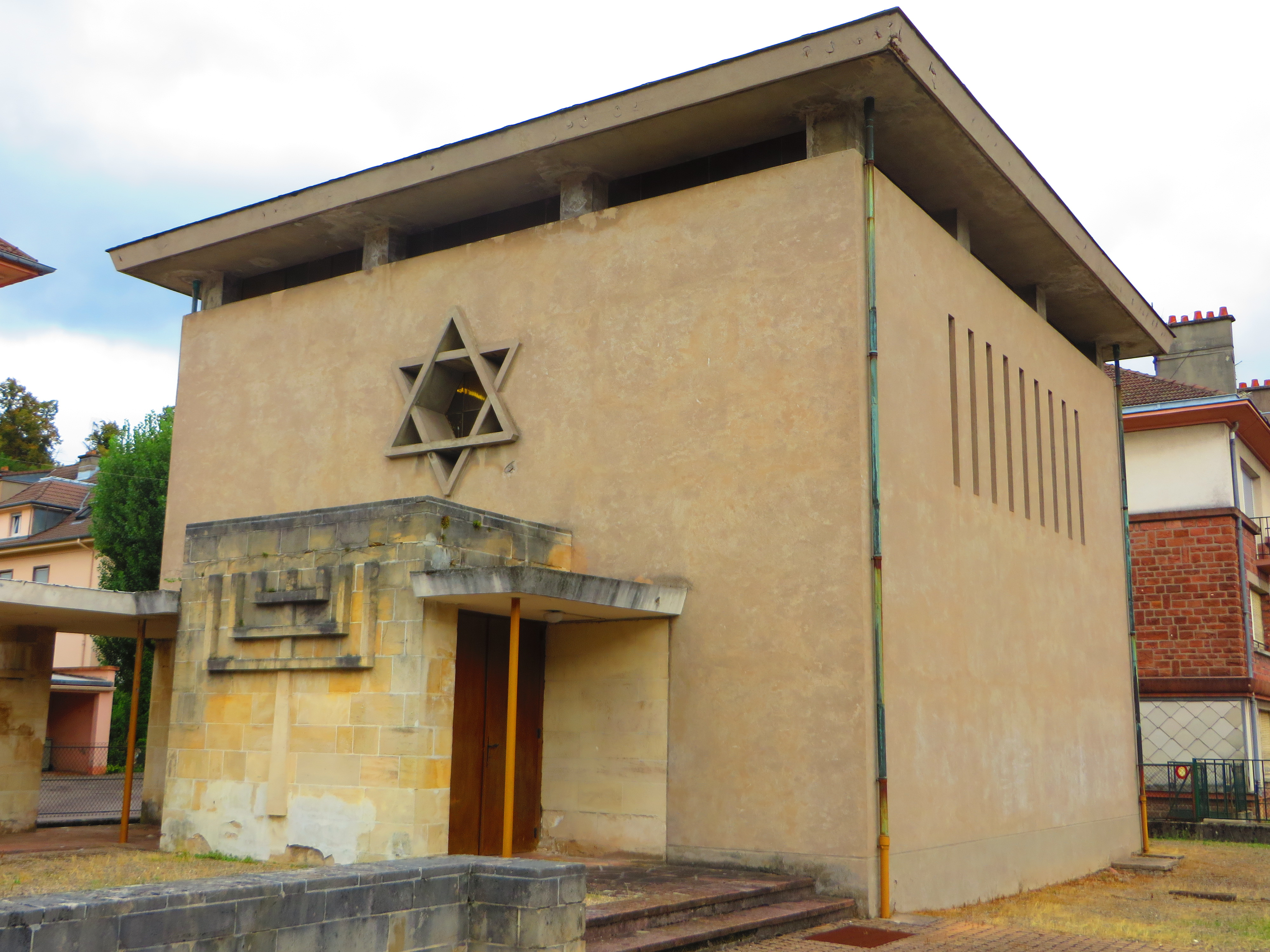
La synagogue.

- L'église Saint-Martin de Saint-Dié-des-Vosges, place Saint-Martin, église paroissiale, est de style néo-roman. Une série de vitraux, dont plusieurs illustrant la vie de saint Martin, ont bien résisté aux destructions de 1944. Elle fut incendiée lors d’un feu d'artifice, puis reconstruite en 1902.

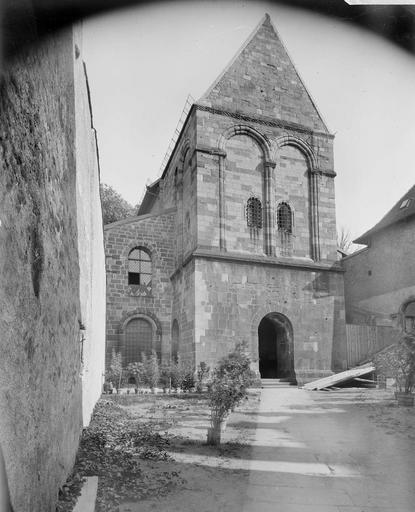
Petite église Notre-Dame-de-Galilée à Saint-Dié.

- Église Notre-Dame, petite église attenant à la cathédrale, classée au titre des monuments historiques par arrêté du 12 juillet 1886[138]. L'église Notre-Dame-de-Galilée du XIIe siècle, place de la Cathédrale, est mise en vente à la Révolution. En 1797, Michel Antoine Lallemend (1764-1836), maire de Saint-Michel de 1793 à 1830, la sauve de la dégradation, par son rachat, et la redonne au clergé le 14 mars 1805. Une description de l'historique en a été faite par l'abbé L'HOTE en 1886[139]. Celle-ci fut redonnée au clergé le 14 mars 1805[140]. Notice historique du Cercle cartophile Vosgien par Michel Dieudonné[141].
- La chapelle Saint-Déodat ou chapelle du Petit-Saint-Dié, rue Déodat, édifiée à partir du XVe siècle, la chapelle du Petit-Saint-Dié s’élève à l’endroit même où saint Dié, fondateur légendaire du ban religieux, établit son refuge vers 660 près d’une puissante source d’eau qu’il avait fait jaillir d’un jet de sa hache depuis le Rossberg. Plus tard, un oratoire fut élevé, puis une chapelle qui fut sauvé de la destruction à l’arrivée du chemin de fer par l’évêque de Saint-Dié et adjointe dans l’enceinte d’un couvent de religieuses contemplatives à la fin du XIXe siècle. À proximité du lieu, deux fontaines d’eau déclarées ferrugineuses à la fin du XVIIIe siècle ont permis l’engouement pour l’hydrothérapie. Des thermes ont été aménagés à côté de la gare. Une messe avec chorale a lieu tous les 19 juin en matinée.
- L'ancienne chapelle Saint-Roch (quartier de Saint-Roch, rue Claude-Bassot), Pour donner un lieu convenable aux pestiférés à proximité de la ville, Vautrin Lud, le chanoine et maître de la confrérie Saint-Sébastien, fait agrandir vers 1500 une ferme attenante à une vieille chapelle Saint-Roch[142], autrefois sainte Roche au milieu des vignes de l’Ortimont. Cette chapelle permettait depuis le XIIe siècle d’accueillir les chrétiens de la communauté de Robache. Elle abrite aujourd'hui un retable de l’Assomption. Cette œuvre du peintre vosgien Claude Bassot et datée de 1625 a permis la sauvegarde de l’ensemble menacé de destruction qui peut être visité gratuitement après la messe de la saint Roch.
- La nouvelle Chapelle Saint-Roch (Saint-Roch, rue Monseigneur Blanchet).
- Le temple de l'Église réformée bâti de 1854 à 1856, situé 12, rue Foch[143],[144],[145].
- La synagogue : achat en 1860 de l'oratoire, de l'impasse des Capucins, que les protestants n'utilisaient plus depuis 1856. Cet oratoire devient la synagogue de la communauté en 1863 et le reste jusqu'à la Seconde Guerre mondiale[146].
- Le temple maçonnique, rue des Travailleurs, construit après la première guerre mondiale par l'architecte-décorateur Furst et décoré d'une verrière de Jacques Gruber et dont la salle avec ses décors, toiles, vitraux et peintures est inscrite sur l'inventaire supplémentaire des monuments historiques par arrêté du 13 février 1997[147].
- La chapelle de la maison de retraite, rue Léon-Jacquerez.
- La chapelle de la Madeleine de La Bolle, rue d'Épinal.
- La Chapelle de la Vierge de La Bolle, chemin du Bihay.
- La chapelle Saint-Sébastien (le Pont des Raids, route de Robache).
- L'Église Protestante Évangélique Vie Chrétienne, 4 rue de la Paix.
- L'Église Évangélique Osons Semer L'Espoir, 61 rue des Travailleurs.
- La salle du Royaume (rue des Charmilles).

### Patrimoine végétal

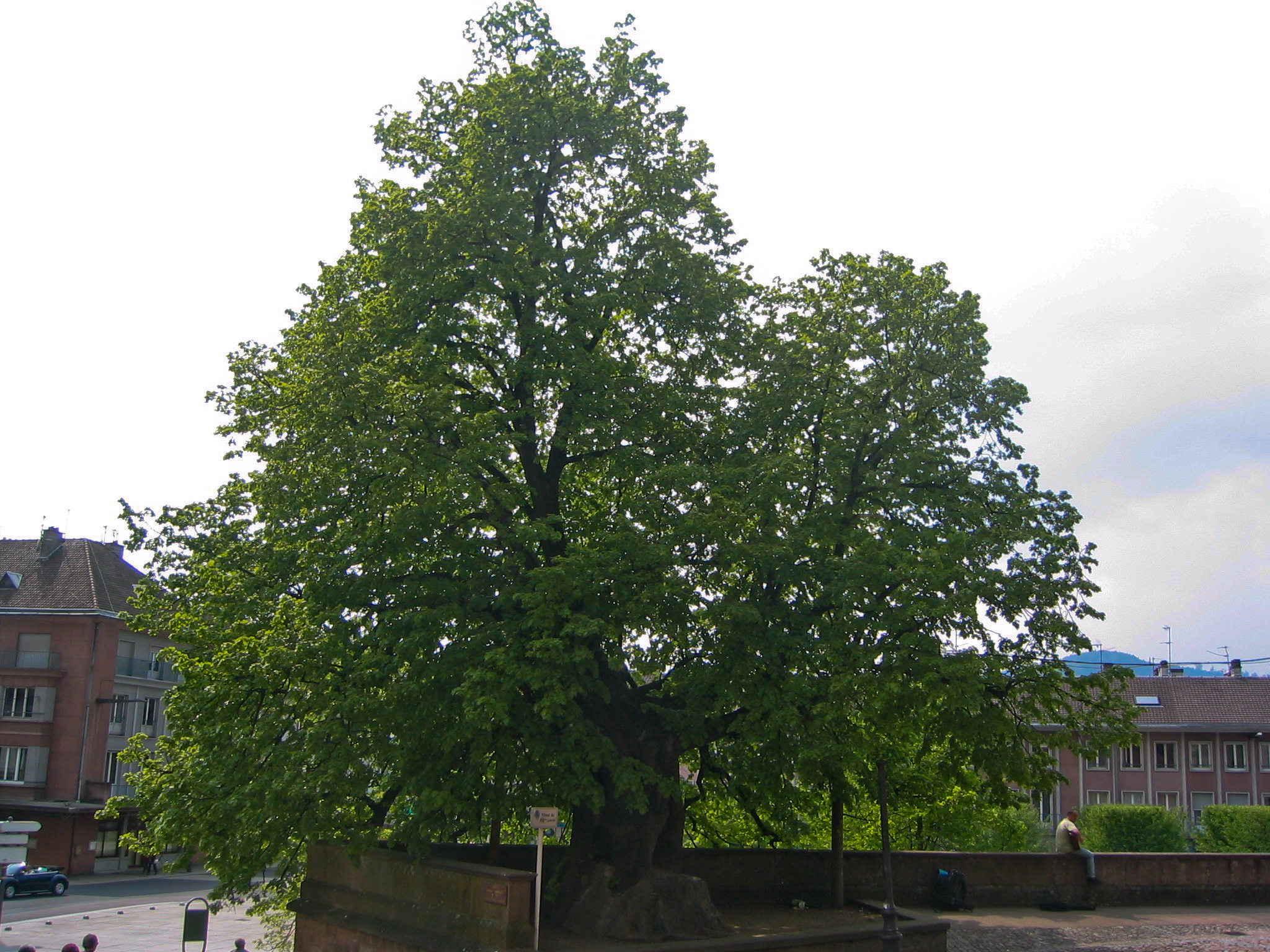
Le vieux tilleul planté au XIVe siècle sur le parvis de la cathédrale.

- Le vieux tilleul (Tilia cordata), planté vers 1350 dans le quartier canonial, est labellisé arbre remarquable de France[149]. Ayant, à un mètre du sol, une circonférence de 5 mètres 30, il est un véritable monument historique vivant.

### Petit patrimoine
Le planisphère de Waldseemüller est publiée sous la direction du cartographe Martin Waldseemüller à Saint-Dié-des-Vosges en 1507.

### Équipements culturels
L’enseignement sous le contrôle de l’État a obéi à des impératifs nationaux différents. Après 1914, s’impose la préoccupation sociale de l’entre-deux-guerres. Elle est modifiée après-guerre de plus en plus fortement pour correspondre à une adéquation temporaire face aux mutations des modes de vie et surtout des facteurs économiques. Au cours des années 1970, l’enseignement technique est pris en charge par l’État, qui remplace la formation au sein des écoles d’entreprises locales, par exemple chez le métallurgiste Gantois.

#### Vie associative
Les bénévoles de la société des promenades tracent, rénovent et entretiennent les sentiers, l’aéroclub de Remomeix initie aux techniques de vol durant l’entre-deux-guerres. De rares chercheurs bénévoles explorent le terrain, étudient la nature ou recueillent la mémoire populaire, se confrontent aux archives. Causeries et conférences, spécialités reconnues de la Société philomatique vosgienne, ainsi que déclamation théâtrale en d’autres lieux de spectacles ou de commémoration, marquent ces temps incertains des années trente où la radiophonie s’invite dans les foyers.
L’apogée du rayonnement philomate a été atteint sous la présidence de Georges Trimouille, en particulier pendant les premières années de sa retraite. Les fouilles de la Bure animées en particulier par Georges Tronquart attestent cet essor.
Une césure au début des années soixante-dix caractérise la croissance des institutions culturelles. Elle s’explique par un passage de relais, partiellement réalisé, entre bénévoles et permanents fonctionnarisés. Dopées par l’afflux d’hommes et de moyens permanents, les institutions atteignent un apogée rapide, avant de régresser dans les années 1990.

#### Vie musicale
Les monuments religieux de la ville abritent sept orgues historiques :
- cathédrale Saint-Dié : Grand-Orgue et orgue de chœur[136],[153] ;
- église Saint-Martin : Grand-Orgue et orgue de chœur[154] ;
- temple protestant[155] ;
- foyer protestant : deux orgues (grande salle et petite salle)[156].

L'Académie de l'Orgue de Saint-Dié fondée en 1968 organise annuellement une formation musicale à l'instrument et des concerts publics en juillet.

#### La bibliothèque
La commune possède des collections patrimoniales peu courantes pour une ville moyenne : 90 000 documents, dont 60 000 livres imprimés, 1 100 manuscrits et 144 incunables ainsi, qu'entre autres pièces rares, le « graduel de la collégiale de Saint-Dié ».

##### Petit historique
Dès 1790, deux membres du conseil d'administration du district réclamèrent la création d’une bibliothèque à partir des confiscations révolutionnaires. La bibliothèque communale de Saint-Dié existe déjà en l'an II. La consultation d'une réunion de livres, environ 200 à 250 volumes, est autorisée sur demande écrite : ils proviennent principalement de dépôts de Raon-l'Étape et de Saint-Dié, des bibliothèques des maisons religieuses des Capucins et de l'ancien chapitre de Saint-Dié. La bibliothèque est installée dans deux salles de l’hôtel de ville. En l'an X, le fonds s'enrichit d'une partie des livres du séminaire et de l’évêché supprimés. Il faut attendre 1802 pour que les 6 460 volumes de l’ancienne abbaye des Prémontrés d’Étival y soient conduits sur ordre de « mise au sec » du préfet des Vosges. Les bâtiments stivaliensalors récemment et en grande partie dévastés par les flammes perdent aussi à cette occasion leurs grandes boiseries, remontées à Saint-Dié. L'extension du fonds se poursuit en 1807, avec 487 livres initialement tirés des abbayes bénédictines de Moyenmoutier et de Senones.
Le fonds initial de la bibliothèque soit 6 894 volumes comptabilisés en 1814 s’accrut fort peu au cours du XIXe siècle, hormis le legs Ferry-Schutzenberger en 1880 (715 volumes).
La bibliothèque a été l’objet de l’attention bénévole de ses utilisateurs, défenseurs et animateurs, en particulier de la Société philomatique vosgienne qui fait don, grâce à l'accord négocié par René Ferry en 1901, de l'ensemble de ses collections, soit environ 5 500 volumes et des ouvrages acquis chaque fin d'année. La bibliothèque municipale a reçu des dons importants depuis le XIXe siècle (Edouard Ferry-Schutzenberger, Isidore Finance, Fernand Baldensperger, etc.). Georges Baumont, philomate bénévole assidu au fichage, également ancien président de la société philomatique vosgienne au début des années trente, a repris après-guerre la charge du bibliothécaire Auguste Pierrot. En 1954, le bureau de Jules Ferry (meubles, dossiers, correspondance) est mis en dépôt par la Sorbonne. Les collections se sont enrichies de deux fonds surréalistes : les legs Claire et Yvan Goll (livres et manuscrits) en 1977 et Maxime Alexandre en 1997.

##### Livres et lecteurs
Albert Ronsin, bibliothécaire après 1961, a agrandi les lieux de lecture et de consultation, facilitant ainsi l’accès individuel au fichier, grâce au déménagement en 1966 de la rue d’Hellieule dans les locaux de la rue Saint-Charles. Il s’est efforcé d’attirer des chercheurs lorrains et alsaciens tout en développant une bibliothèque au service de tous. La lecture publique était en essor dès les années d’après-guerre, la bibliothèque, après 1960, a embauché du personnel tout en gardant ses soutiens bénévoles.
Saint-Dié-des-Vosges dispose ainsi d’une médiathèque de centre-ville (médiathèque Victor-Hugo) qui s'est décentralisée plus tard en bibliothèques annexes dans les quartiers populaires de Kellermann et de Saint-Roch-l'Orme. L'annexe, construite en 1973 dans le quartier Kellerman, a été fermée en 2015, après son transfert dans des locaux exigus en 2011. La médiathèque favorise l’accès aux ressources informationnelles à travers ses espaces multimédias, ses abonnements en ligne, mais aussi par la consultation à distance de son catalogue.
La médiathèque Victor-Hugo ferme définitivement ses portes en octobre 2019 afin de préparer la mise en place d'une grande médiathèque intercommunale, La Boussole . Au terme de lourds travaux interrompus par la crise sanitaire, les nouveaux locaux sont inaugurés le 7 avril 2023 . Proche de la tour de la liberté, le bâtiment profondément rénové accueillait auparavant l’ancienne chambre de commerce et d'industrie, le commissariat de police et le tribunal de grande instance vidés de toute activité depuis 2010. Se plaçant dans une vaste friche administrative aujourd'hui rénovée, La Boussole  développe une surface utile de 4 600 m2 qui accueille désormais médiathèque, tiers-lieu et office de tourisme.

#### Le musée de Saint-Dié
Le premier musée de Saint-Dié à l’initiative de la Société philomatique vosgienne née en 1875 a été ouvert en 1876 sous forme d’un petit musée minéralogique, puis en 1878 sous forme d’un musée d'art en contact avec le ministère des Beaux-Arts dès sa constitution. La gestion est du ressort de la société savante et les locaux sont les étages de la mairie qui soutient l’initiative. Rangées, puis dispersées et oubliées lors du premier conflit mondial, les collections amalgamées pendant les décennies d’avant-guerre ont été ensuite rassemblées, puis renforcées par de nouvelles acquisitions de la ville. Honorée de la Légion d'honneur, la municipalité souhaitait maintenir dans les locaux de sa mairie un lieu de commémoration. Elle avait en conséquence déplacé entre 1919 et 1921 la bibliothèque, ainsi que la Société philomatique vosgienne dans des locaux rue d’Hellieule.
Le musée municipal a été inauguré en 1924. Le peintre post-impressionniste Charles Peccatte avait géré le musée d’art et de peinture dès 1907. Il s’est mis au service de la municipalité, à titre bénévole, en 1919 et a réaménagé un nouveau musée pour la mairie : il en est nommé officiellement conservateur en 1925. Son musée a disparu par faits de guerre en novembre 1944 à la veille de la Libération.
Un nouveau musée a été partiellement et lentement reconstitué aux lendemains de la destruction de la ville, c’est le fruit d’un partenariat entre la municipalité fournissant des locaux rue d’Hellieule et les bénévoles de la Société philomatique vosgienne, parmi d’autres anonymes, qui récupèrent les pièces ou objets de valeur dispersés, incitent aux donations bénévoles ou suggèrent des acquisitions de prestige à la municipalité. Les lettres de la femme du président Paul Evrat témoignent de l’inlassable activité de son mari, en faveur de la Société philomatique et de son nouveau musée. La vieille Société savante compte surtout de grands collectionneurs, ainsi Henri Grandblaise signale à la Ville un grand nombre d’opportunités et facilite l’acquisition de sa propre collection numismatique. De grandes collections locales du plus haut intérêt par leur qualité et leur richesse ont ainsi été achetées par la Ville entre 1959 et 1967. Elles ont rejoint par exemple la collection Ferry, sortie intacte de la guerre et augmentée d’un dépôt significatif de la Sorbonne en 1955.
La Société philomatique vosgienne a fait don, en 1949 puis en 1957, des œuvres et pièces qu’elle avait collectées et n’a cessé d’apporter son expertise et de mettre en valeur les collections. Ainsi, le bibliothécaire Albert Ronsin se charge à ce titre de la gestion du musée. Il propose au début des années 1970 son implantation étendue à côté d’une nouvelle bibliothèque dans l’ancien palais épiscopal.
Le bâtiment actuel, qui deviendra le musée Pierre-Noël, est construit de 1973 à 1975. La première exposition s’est ouverte le 5 mars 1977, Albert Ronsin est nommé conservateur du nouveau musée municipal, dotée de locaux, de moyens et employant un personnel permanent. Petit à petit, à partir de 1978, les collections « permanentes » se sont mises en place avec une ouverture au public échelonnée jusqu'en 1987. Jusqu'alors agréé « musée contrôlé » par la Direction des Musées de France, le musée Pierre-Noël a obtenu le nouveau label « Musée de France » le 1er octobre 2003 à la suite de la loi sur les musées du 4 janvier 2002.

#### Le musée Georges-Braque «Métamorphoses»
Sous ses grandes ailes, la tour de la liberté abrite depuis 1994 une prestigieuse collection de bijoux créés par le maître lapidaire Henri-Edouard Heger de Loewenfeld d’après l’œuvre de Georges Braque (période des Métamorphoses). Elle se compose de cinquante-trois bijoux, dont treize archétypes (un seul exemplaire), les autres étant des originaux réalisés à huit exemplaires au plus.

### Philatélie
Le 31 mars 1958 est émis à 2,8 millions d'exemplaires un timbre-poste d'usage courant représentant les principaux bâtiments récemment reconstruits de la ville. D'une valeur faciale de 18 anciens francs, fabriqué en taille-douce rotative trois couleurs (vert, noir et outremer), ce timbre appartient à la série philatélique des villes reconstruites comprenant Le Havre, Maubeuge et Sète.

### Vie militaire
De 1870 à 1918, Saint-Dié est une petite ville de garnison. Après le conflit de 1870, les forces d’occupation de l’armée prussienne choisissent d’abord près de la route sur la prairie en amont du faubourg Saint-Martin un lieu possible de rassemblement d’hommes et de matériel. La Landwehr qui a décidé de répartir ses unités en Lorraine le 30 mai 1871 y fonde une garnison après le 5 novembre 1871. Les aménagements ont été repris par les troupes françaises après le départ allemand fin août 1873. Les casernes et entrepôts se sont ensuite développés, puis répartis aux abords de la petite ville frontalière.
Avec le recensement des jeunes militaires stationnés, elle comptait 25 000 habitants, c’est-à-dire plus en 1914 qu’aujourd’hui. Les principales unités militaires qui ont tenu garnison à Saint-Dié sont :
- le 10e bataillon de chasseurs à pied, 3 août 1873-1918 (dépôt à Langres dès août 1914) ;
- le 3e bataillon de chasseurs à pied, 13 avril 1893-1919 (suppression) ;
- le 31e bataillon de chasseurs à pied, 8 décembre 1913-1920 ;
- le 62e régiment d'artillerie, 4 avril 1914-1920 (départ étalé dès 1919 vers Haguenau).

Dès 1919, Saint-Dié n’est plus une ville de garnison. Les bâtiments annexes des terrains militaires de Saint-Roch servent aux logements des nécessiteux après 1918.
Après la Grande Guerre, les élites lorraines commencent à quitter la région. Elles comportent beaucoup d’anciens militaires gradés qui animaient avec ardeur la vie associative. Parmi les associations actives, les sociétés patriotiques ont eu une influence prépondérante sur les festivités de la vie locale.
Quelques troupes coloniales séjournent sporadiquement à Saint-Dié durant l'entre-deux-guerres :
- 3e bataillon du 17e régiment de tirailleurs nord-africains, puis algériens, 14 janvier 1924 à 1928, avec participation aux combats du Rif au Maroc entre juin 1925 et novembre 1926 ;
- 3e bataillon du 21e régiment de tirailleurs algériens, 26 janvier 1929-1934 (souvent absent, car en manœuvre au Valdahon en 1929 ou à Saint-Avold en 1932, voire en marche en 1930) ;
- 3e régiment de tirailleurs marocains, 5 avril 1935-septembre 1939.

## Héraldique et logotype

### Héraldique
Les armes du chapitre et de la collégiale Saint-Dié se blasonnaient d’or à la bande d’azur chargé de trois roses d’argent telles qu'on peut encore les découvrir sur le blason respectif des communes vosgiennes de Destord et de Nonzeville.
Aujourd'hui, le blason se fonde sur celui du ban ducal de l’ancienne ville de Saint-Dié, décrit ci-dessous :
1°) D’azur, à une croix de Lorraine d’or côtoyée d’une S et d’un D de même, liés d’un ruban de gueules brochant sur le tout.
(Malte-Brun, la France illustrée, tome V, 1884) ;
2°) D’azur à une tour crénelée d’or, sommée de trois tourillons d’or.
(Malte-Brun, la France illustrée, tome V, 1884).

### Logotype
Le vert du logotype de Saint-Dié-des-Vosges souligne l'environnement boisé de la ville ; le rose, celui du grès de ses bâtiments, tandis que le bleu évoque la Meurthe qui traverse la commune.